# Организация украинских националистов
Организа́ция украи́нских национали́стов (укр. Організація українських націоналістів, ОУН) — ультраправая украинская националистическая политическая организация, действовавшая в основном на территории Галиции и Волыни (период наивысшей активности — конец 1920-х — 1950-е годы). Своей главной целью декларировала создание и укрепление украинского самостоятельного единого государства (УССД — укр. Українська Самостійна Соборна Держава), которое должно было включать в себя все украинские этнические земли.
Возникнув как подпольная организация, ОУН вскоре стала сравнительно мощной силой: несмотря на репрессии властей, численность ОУН составляла от 10 до 30 тыс. В условиях, когда после присоединения Западной Украины к СССР все другие несоветские политические силы оказались разгромлены, именно ОУН сохранилась и продолжала подпольную борьбу значительной части западноукраинского населения за независимость.
ОУН была создана на I Конгрессе (Сборе) украинских националистов в Вене 27 января — 3 февраля 1929 года в результате объединения нескольких радикальных националистических организаций:
- Украинская войсковая организация (Прага, Львов, Берлин);
- Лига украинских националистов, которую ранее, в 1925 году, создали на территории Чехословакии эмигрантские организации:
  - Украинское национальное объединение,
  - Союз украинских фашистов,
  - Союз освобождения Украины (Подебрады, Чехословакия),
- Группа украинской национальной молодёжи (Прага),
- Союз украинской националистической молодёжи (Львов).

Первым руководителем ОУН в 1929 году стал Евгений Коновалец (руководитель УВО). В мае 1938 года был убит агентом НКВД.
В августе 1939 года в Риме на II Большом Сборе украинских националистов новым главой организации был избран близкий соратник Евгения Коновальца полковник армии УНР Андрей Мельник, представлявший старшее, более умеренное крыло ОУН. Его приход к руководству стал возможен благодаря тому, что молодые и более радикально настроенные активисты Краевой экзекутивы ОУН на западноукраинских землях в это время отбывали длительные сроки заключения в польских тюрьмах.
В начале 1940 года, через несколько месяцев после оккупации Польши и выхода на свободу тысяч бывших политзаключённых, конфликт в руководстве ОУН привёл к её расколу на две фракции. Одна именовала себя ОУН революционеров (ОУН-р) либо ОУН (бандеровцы) (ОУН (б)) по имени её руководителя Степана Бандеры; вторая — группировка сторонников Андрея Мельника — наряду с неофициальным названием мельниковцы, придерживалась первоначального названия ОУН, подчёркивая свою преемственность по отношению к ОУН, созданной в 1929 году, а также именовала себя ОУН-солидаристы (ОУН(с)).
Бандере удалось привлечь больше последователей, чем Мельнику. Именно ОУН(б) в дальнейшем доминировала в националистическом движении на Западной Украине, создав в годы войны наиболее мощную и организованную вооружённую силу — Украинскую повстанческую армию (УПА).
Окончательное размежевание между двумя фракциями оформилось в апреле 1941 года, когда сторонники Бандеры провели в Кракове свой собственный II Большой Сбор украинских националистов, на котором результаты римского II Большого Сбора 1939 года были объявлены недействительными, а сам Мельник и его сторонники — диверсантами и вредителями. Новым вождём ОУН был объявлен Степан Бандера. С этого времени идёт отсчёт существования двух ОУН, каждая из которых претендовала на то, что только она является единственно верной.
30 июня 1941 года, через неделю после нападения гитлеровской Германии на Советский Союз, в оккупированном Львове представители ОУН(б) провозгласили Украинское самостоятельное государство, что вызвало крайне негативную реакцию руководства нацистской Германии. Осенью 1941 года немецкие власти развернули массовые репрессии против активистов обеих фракций ОУН, при этом пострадали в основном сторонники Мельника, не сумевшие вовремя уйти в подполье.
Во второй половине 1942 года обе фракции ОУН активизировали подпольную и партизанскую деятельность на оккупированной территории. Сторонниками ОУН(м) на Волыни были стихийно созданы несколько отрядов под общим названием «Фронт Украинской революции» (ФУР), которые проводили вооружённые акции против германской администрации. Руководство ОУН (б) сформировало Украинскую повстанческую армию (УПА), отряды которой проводили этнические чистки против польского населения, нападали на отдельные подразделения немецких войск, польские и советские партизанские отряды. Тогда же ОУН(б) перешла к активной ликвидации сторонников ОУН(м) на подконтрольных территориях. В августе 1943 года ОУН(б) провела Третий чрезвычайный большой съезд, в постановлении которого указывалось, что организация борется не только против большевиков, но и против немецкого нацизма. В 1943 году мельниковцы приняли участие в формировании 14-й гренадерской дивизии СС «Галичина». Дивизия имела отношение к уничтожению польской деревни Гута Пеняцкая, а также обвиняется во многих других военных преступлениях. Основной костяк дивизии СС «Галичина» был уничтожен советскими войсками в 1944 году под городом Броды.
По окончании войны ОУН продолжила борьбу против советской власти на территории УССР, которая продолжалась до конца 1950-х годов. Борьба УПА против Красной армии и подпольно-диверсионная деятельность в послевоенное время привели к тому, что понятия «оуновцы» и «бандеровцы» стали символизировать агрессивный национализм и пособничество немецкому нацизму.
В конце Второй мировой войны часть членов ОУН (б), которые находились в эмиграции, использовала название Заграничные части ОУН (ЗЧ ОУН), подчёркивая, что являются частью общей организации, ядро и основная база деятельности которой находится на Украине.
От ЗЧ ОУН в феврале 1954 года в результате многолетнего конфликта между «ортодоксами» и «ревизионистами» откололась «реформистская» фракция, возглавлявшаяся Зиновием Матлой и Львом Ребетом и получившая название «Заграничная ОУН», или «ОУН(з)».

## УВО и ОУН

### Предпосылки возникновения украинского радикально-националистического движения
Практически все исследователи ОУН указывают на то, что возникновение украинского радикально-националистического движения явилось реакцией части украинского общества на поражение Украинской революции 1917—1921 годов, ликвидацию украинской государственности и разделение этнических украинских земель между другими государствами (СССР, Польша, Чехословакия, Румыния).
При этом характер и специфика зарождающегося украинского националистического движения определялись следующими факторами:
- политикой государств, в состав которых вошли этнические украинские земли, по отношению к украинскому населению,
- сдерживанием общественного развития украинской нации в этих государствах, сопряжённым с понижением уровня социальной мобильности и общественного статуса украинцев,
- разочарованием части политически активного украинского общества по отношению к принципам демократического развития общества,
- морально-политическим упадком украинских политических партий в эмиграции,
- наличием общественных групп, способных на самоорганизацию под радикально-националистическими лозунгами (студенчество и бывшие офицеры армии УНР),
- ростом влияния тоталитарных праворадикальных движений в Европе на фоне недовольства политикой западных демократий, для которых украинский вопрос не представлял первоочередного значения,
- появлением отдельных лидеров, способных оказывать влияние на общественное сознание и усвоивших традиции радикально-националистической деятельности[5].

1920-е — 1930-е годы в государствах Центральной и Восточной Европы (в частности, в Польше и Румынии) характеризовались стратегическим курсом на установление диктаторских режимов и стремлением к закрытости общества и самодостаточному развитию гомогенного «национального» сообщества. Эти процессы отражались на жизни украинских меньшинств, оказавшихся в границах этих государств. Польские и румынские правящие круги побуждали и принуждали украинцев к интеграции в соответствующие государства, имея конечной целью их национальную ассимиляцию. Противостояние украинских элит ассимиляционному давлению оборачивалось попытками этнической самоизоляции во всех сферах. Так, украинские депутаты в сейме Польши боролись против создания смешанных польско-украинских школ, политические партии формировались по этническому признаку, а голосование за польские партии или за украинских соглашателей приравнивалось к национальной измене.
При этом определённая часть украинцев в надежде улучшить своё положение выражала готовность к тому, чтобы стать лояльными гражданами польского государства и оказывала давление на свои элиты, склоняя их к поискам компромисса. В этих условиях сторонники бескомпромиссной борьбы приходили к выводу, что лишь единое авторитарное руководство, железная дисциплина и постоянное нагнетание напряжённости может предотвратить ассимиляцию украинской нации и создать условия для её возрождения.
Более-менее устойчивому развитию легального или полулегального украинского националистического движения на Западе способствовал политический климат в государствах, где возникли центры украинской эмиграции, — Чехословакии, Австрии, Германии, Литве, США и др. Единственным государством, в котором отсутствовали условия для существования организованного националистического подполья в 1920-е — 1930-е годы, был Советский Союз.
В 1920-е — 1930-е годы интегральный национализм, представленный ОУН, не был господствующим политическим течением ни на Западной Украине, ни в кругах украинской эмиграции. Его роль, однако, резко возросла с началом Второй мировой войны, когда все легальные национально-демократические и социалистические украинские партии были уничтожены нацистским и советским режимами.

### Организационное оформление
Создание в 1920 году Украинской войсковой организации, ядро которой составили выходцы из Галичины — ветераны армии УНР, и активизация её деятельности на территории Западной Украины, имевшей целью продолжение вооружённой борьбы за независимость Украины, способствовали появлению молодёжных националистических групп, члены которых взаимодействовали с УВО. В 1926 году некоторые из них объединились в Союз украинской националистической молодёжи (укр. Союз української націоналістичної молоді) во Львове.
Аналогичные организации создавались среди украинцев-эмигрантов в Чехословакии — «Группа украинской национальной молодёжи» (укр. Група Української Національної Молоді), «Украинское национальное объединение» (укр. Українське Національне Об'єднання), «Союз освобождения Украины» (укр. Союз Визволення України), «Союз украинских фашистов» (укр. Союз Українських Фашистів). Последние три группы в ноябре 1925 года объединились в «Лигу украинских националистов» (укр. Легія українських націоналістів) под руководством Миколы Сциборского. В июне 1927 года руководящими органами «Группы украинской национальной молодёжи» и «Лиги украинских националистов» был создан координационный центр — «Союз организаций украинских националистов». В январе 1928 года секции этих двух организаций в Брно (Моравия) пошли ещё дальше, объявив о своём слиянии в «Союз украинских националистов». В июне 1928 года был создан «Союз украинских националистов в Германии», в который вошли члены местных секций «Группы украинской национальной молодёжи», «Лиги украинских националистов» и УВО.
Проведённые в 1927—1928 годах конференции украинских националистов (Берлинская и Пражская) стали последним шагом к созданию I Сбором (съездом) украинских националистов (28 января — 3 февраля 1929 года) Организации украинских националистов на основе УВО и упомянутых выше объединений. Руководящей структурой ОУН стал Провод украинских националистов (ПУН), который возглавил лидер УВО Евгений Коновалец (его заместителем стал Микола Сциборский, секретарём — В. Мартынец). Съезд состоялся в Вене (Австрия). В его работе приняли участие 30 делегатов из Чехословакии, Германии, Австрии, Бельгии, Франции и с Западной Украины (Львов). Большинство участников представляли эмигрантские организации — в первую очередь, Украинскую войсковую организацию.
В решениях съезда впервые были раскрыты мировоззренческо-идеологические принципы ОУН. Высшим типом общественной организации провозглашалась нация как внутренне органичное, целостное сообщество людей. Естественной формой самоутверждения нации и высшей ступенью её развития провозглашалось государство. Согласно программным установкам, этап «освободительной борьбы» должен был завершиться установлением национальной диктатуры, а окончательное решение вопроса о форме государственного устройства Украины фактически откладывалось на будущее.
Согласно решениям съезда, Украинская войсковая организация сохраняла свою формальную организационную самостоятельность и свой печатный орган «Сурма». Вся «боевая работа» (террористическая активность) должна была вестись только от лица УВО и её руководства, «дабы не чернить репутации ОУН как чисто политической организации». Статус ОУН был подтверждён на конференции руководства ОУН-УВО в Праге (июнь 1930). Коновалец принял решение, что УВО остаётся вооружённым отрядом ОУН, формально независимым от ОУН (на практике УВО и ОУН руководили одни и те же лица).
В одном из своих писем митрополиту Шептицкому Коновалец привёл следующие аргументы в пользу создания Организации украинских националистов: «Подготовка к священному крестовому походу против СССР пойдёт усиленными темпами. К этому походу должны подготовиться и мы. Немецкие друзья убеждают нас, что пока УВО будет только конспиративной террористической организацией, нечего думать о широкой политической акции в украинском деле. Террор должен быть, утверждают немцы, не целью, а средством, средством, которое при удачных аттентатах способствует подчинению масс, при неудачных отталкивает массы от неудачников. Массы представляют не субъект политики, а объект, который нужно завоевать всеми средствами, а завоевав, нужно держать в руках, используя их в своих политических целях. Следовательно, из этого выплывает тот первый вывод, что УВО нужно превратить в такую организацию, которая будет способной пользоваться в борьбе за массы и для своей политики всеми, а не одним только террористическим средством. Украинскую проблему следует брать в целом. В решении этой проблемы ни одно государство не заинтересовано так, как заинтересована Германия. К тому же ни одно государство, кроме Германии, и не способно решить эту проблему. И Германия решит эту проблему не сегодня, так завтра. Следовательно, из этого выплывает второй вывод, а именно: та украинская организация, которая борется за решение украинской проблемы в целом, должна действовать в полном согласии с соответствующими политическими факторами Германии и идти в фарватере её политики…»
Попытка Коновальца закрепить за ОУН статус легальной политической организации украинских националистов в Польше, однако, оказалась неудачной — молодое поколение националистов, пришедшее в ОУН в 1929 году, превратило её в расширенную версию УВО. В каждом легальном действии они видели признак «предательства нации».
Процесс слияния УВО и ОУН был завершён в середине 1932 года. В результате УВО из самостоятельной организации была переформирована в номинально автономную военную референтуру — отдел ОУН.
В 1932 году в структуре ОУН был сформирован Военный штаб во главе с генералом Виктором Курмановичем. В том же году под эгидой ОУН была создана «Европейская федерация украинцев за кордоном», располагавшаяся в Брюсселе. Под контролем этой организации находился, в частности, Украинский Красный Крест. Именно эта организация была инициатором создания в различных странах «Комитетов спасения Украины» от голода 1932-33 годов. Собираемые ими благотворительные средства расходовались в основном на пропагандистскую деятельность.

## Идеология ОУН
Согласно определению Института истории НАН Украины, ОУН представляла собой праворадикальное движение, ориентированное на создание национального государства с тоталитарным политическим режимом. Ряд исследователей относит эту организацию к фашистским. Дэвид Марплз характеризует организацию как типичное фашистское движение межвоенного периода, схожее с итальянским, а Пер Андерс Рудлинг пишет, что идеология ОУН, как и других фашистских и ультраправых партий Восточной Европы того времени, во многих отношениях была даже более экстремистской, чем у итальянского фашизма.
Как отмечает современный украинский исследователь Г. В. Касьянов, в западной научной литературе для характеристики идеологии и политической практики ОУН конца 1920-х — 1930-х годов чаще всего используют понятие «интегральный национализм», ставя ОУН на начальном этапе её деятельности в один ряд с другими европейскими праворадикальными, тоталитаристскими движениями первой трети XX века. Сами идеологи ОУН именовали свою идеологию «организованным национализмом».
Говоря об интеллектуальных факторах, которые повлияли на формирование украинского «интегрального национализма», Иван Лысяк-Рудницкий утверждал, что в доктрине национализма ощущаются «отголоски» иррационалистических, волюнтаристских теорий и философии жизни, которые пользовались в то время популярностью в Западной Европе (Ф. Ницше, А. Бергсон, Ж. Сорель, Г. Лебон, О. Шпенглер и др.)
Формирование базовых идеологических принципов украинского националистического движения началось в начале 1920-х. Этому способствовало создание националистических журналов («Національна думка», «Державна нація», «Розбудова нації»), на страницах которых и вырабатывались основные идеологические постулаты движения. Пражский журнал «Розбудова нації» впоследствии стал главным теоретическим и информационным органом ОУН, вокруг которого сформировалась группа теоретиков и идеологов, сформулировавших основные положения политической программы будущей организации — Микола Сциборский, Дм. Андриевский, Юлиан Вассиян, В. Мартинец, Степан Ленкавский, С. Пеленский и др.
По определению Джона Армстронга, основные мировоззренческие принципы украинской версии «интегрального национализма», присущие и другим европейским националистическим движениям этого периода, заключаются в следующем:
1. вера в то, что нация является наивысшей ценностью, которой должны быть подчинены все остальные ценности;
2. апелляция к мистической идее единства всех личностей, составляющих нацию, обычно исходящей из предположения о том, что их объединяют биологические характеристики или необратимые последствия совместного исторического развития;
3. подчинение рационального, аналитического мышления «интуитивно правильным» эмоциям, иррациональность;
4. наличие харизматического лидера или элиты националистов-энтузиастов, которые считаются олицетворением «воли нации»;
5. культ действия, войны и насилия, которые считаются выражением высшей биологической жизнеспособности нации[21].

Как отмечает Г. В. Касьянов, первые программные документы ОУН представляли собой скорее декларации, чем детальную стратегическую программу. Процесс корректировки и радикализации идеологических принципов организации продолжался до конца 1930-х годов на фоне победы тоталитарных режимов и движений в Европе, постепенного ухудшения межэтнических отношений на Западной Украине, принудительной коллективизации сельского хозяйства, сворачивания кампании украинизации и катастрофических последствий массового голода 1932—1933 годов на территории Советской Украины. При этом эмигрантская часть деятелей ОУН всё более склонялась к идее корпоративизма, продвигавшейся Миколой Сциборским, тогда как молодёжь Краевой экзекутивы ОУН (КЭ ЗУЗ), действовавшая в условиях подполья, продолжала испытывать сильное эмоциональное влияние идей Дмитрия Донцова с его теорией «деятельного национализма» (укр. чинний націоналізм).
К началу Второй мировой войны идеология ОУН приобрела завершённый вид. Украинский радикальный национализм представлял собой тоталитарное, антидемократическое и антикоммунистическое революционное движение, в основу которого были положены культ действия, воинствующий идеализм и волюнтаризм, верховенство национального над общечеловеческим. Нация в концепции идеологов ОУН является самой органичной, самой естественной формой организации человечества. Интересы нации превыше интересов индивидуума.
Социально-политическая программа ОУН конца 1930-х включала элементы государственного синдикализма, этатизма, надклассовой солидарности и социальной справедливости. Политический элитаризм, вождизм сочетался с социальным эгалитаризмом. Особая роль отводилась крестьянству как основе украинской нации. Социально-экономические программные установки представляли собой смесь социалистических, социал-демократических и народнических идей, призванных поддержать направленность на надклассовое построение украинского государства и нации.

## Структура ОУН
Согласно уставу ОУН, её высшим органом являлся съезд (укр. Великий Конгрес, Великий Збір), делегаты которого выбирали руководящий центр — Провод украинских националистов (ПУН — укр. Провід українських націоналістів, Головний провід, Провід ОУН), а также определяли направления деятельности организации. При необходимости для рассмотрения наиболее важных политических вопросов мог созываться чрезвычайный съезд.
Главный провод ОУН, который возглавлял проводник (укр. Провідник), являлся высшим органом ОУН в период между съездами, руководившим её повседневной деятельностью. Местом пребывания ПУН была Женева (1929—1936), а затем Рим (1936—1940), Берлин (1940—1945), Люксембург (1945—1965), Париж (с 1965 года).
Вся этническая украинская территория в административно-территориальном отношении была поделена на «края». В частности, территории в составе Польши были разделены на Западноукраинские (ЗУЗ — Восточная Галиция, или Галичина) и Северо-западные украинские земли (СЗУЗ — Волынь, Южное Полесье, Холмщина, Люблинское Подлесье). Деятельностью ОУН на территории отдельных «краёв» руководили Краевые экзекутивы (укр. Крайове Екзекутиви) ОУН, подчинявшиеся непосредственно Главному проводу.
В состав Краевой экзекутивы входили:
- проводник (укр. провідник),
- заместитель краевого проводника,
- войсковой (боевой, военный) референт — руководитель боевых подразделений ОУН (позднее — УПА), действующих на территории края,
- референт по организационным вопросам — руководитель организационно-мобилизационного аппарата,
- референт по пропаганде,
- референт Службы безопасности (СБ), которому подчинялся весь аппарат СБ на территории края,
- референт по хозяйственным вопросам — организатор продовольственного и материального снабжения, а также сбора налогов с украинского населения на нужды ОУН и УПА.

До 1935 года существовала лишь одна Краевая экзекутива — на Западноукраинских землях. В 1935 году была сформирована Краевая экзекутива на Северо-западных украинских землях. На Волыни в 1930-е годы ОУН только начинала формироваться, гораздо большей популярностью здесь пользовалась Коммунистическая партия Западной Украины (КПЗУ). Согласно польским документам, численность ОУН на Волыни в 1930-е годы составляла (с учётом сокращения численности после репрессий) немногим менее тысячи человек. Скорее всего, эти данные несколько занижают реальное число членов ОУН. Согласно данным ОУН, возможно завышенным, на Волыни в 1941 году численность ОУН составляла 5 тысяч человек.
На Буковине в 1930 году был создан «Легион украинских революционеров», который в 1934 году объединился с ОУН. Здесь с 1931 года выходил ежемесячник «Самостійна думка» под редакцией С. Никоровича, с 1934 года — журнал «Самостійність» под редакцией Д. Квитковского, П. и И. Григоровича, Л. Гузара, С. Никоноровича. В 1937 году журнал за антигосударственную пропаганду был закрыт, многие сотрудники редакции были арестованы и осуждены на несколько лет заключения.
Края делились на округа (всего структура ОУН насчитывала 12 округов), округа — на надрайоны, районы и, наконец, станицы.
Среди видных деятелей ОУН были не только галичане, но и представители Восточной Украины. Например, видный оуновец Евгений Онацкий был родом с Сумщины, Николай Сциборский — из Житомира, Дмитрий Андриевский — с Полтавщины, Юрий Липа — из Одессы.

## Финансирование ОУН
С самого начала своего возникновения ОУН находилась в поле зрения германских спецслужб и ещё до прихода Гитлера к власти установила тесные связи с Абвером и получала от него финансирование. В немецких разведшколах прошло обучение несколько сотен оуновских боевиков, а суммарный объём финансовой помощи некоторые авторы оценивают в 5 млн марок. С другой стороны, после убийства Бронислава Перацкого немецкая полиция по требованию польских властей арестовала и депортировала в Польшу Николая Лебедя, арестовала и заключила в немецкую тюрьму Рико Ярого. Сотрудничество германских спецслужб с ОУН продолжалось вплоть до нападения Германии на СССР.
С 1945 года ОУН финансировалось Корпусом контрразведки (CIC) США. С 1948 ЦРУ начало секретную операцию «Аэродинамик» против СССР, проводившихся в сотрудничестве со спецслужбами Великобритании, Италии и ФРГ. Для выполнения операции привлекались украинские националисты. Основным партнёром при проведении была выбрана ОУН(б), основным контактным лицом был первый руководитель СБ ОУН(б) Микола Лебедь.

## ОУН против польского государства

### 1929—1934
С момента своего создания ОУН вслед за УВО продолжила подпольную, нелегальную деятельность против польского государства, выступая против попыток достижения межнационального согласия, которые с украинской стороны предпринимали умеренные общественные силы — в первую очередь, «Украинское народно-демократическое объединение» (УНДО) — легальная украинская политическая партия, в которую входили бывшие деятели ЗУНР и представители умеренных кругов Галичины. Эти попытки проходили на фоне противостояния с польскими властями со стороны ОУН и Коммунистической партии Западной Украины, а также на фоне событий во внутриполитической жизни советской Украины — украинизации, начала принудительной коллективизации сельского хозяйства и массового голода 1932—1933 годов. Попытки достижения межнационального согласия потерпели окончательный крах в 1938 году с усилением националистических тенденций в польском руководстве.
Основным регионом деятельности ОУН-УВО была Восточная Галиция, а её руководящая структура здесь именовалась «Краевая Экзекутива ОУН на западно-украинских землях».
Весной 1929 года, с созданием ОУН и её Краевой экзекутивы, в Галиции был организован ряд массовых протестных акций, направленных на различные сферы отношений между польским государством и украинским национальным меньшинством. Активизировалась и деятельность, направленная на обеспечение финансового положения организации посредством «экспроприаций» — вооружённых ограблений государственных и частных польских учреждений (прежде всего, почт и банков).
Во второй половине 1930 года ОУН инициировала антипольскую «Саботажную акцию». По сёлам Галиции прокатилась волна нападений на государственные учреждения, произошло свыше двух тысяч поджогов домов и имущества польских землевладельцев. В ответ на это с 14 сентября до конца ноября 1930 года польские власти предприняли ряд военно-полицейских мероприятий в Восточной Малопольше, известных как «Пацификация», направленных на подавление антипольских террористических действий и актов саботажа. В частности, по подозрению в причастности к акциям ОУН были задержаны две тысячи украинцев.
В 1931 году ОУН разослала меморандум министерствам иностранных дел западных стран, указывая на угнетённое положение украинцев в Польше. Лига Наций, однако, отказалась рассматривать ОУН в качестве выразителя интересов украинского народа, а в то время, когда в Лиге Наций обсуждался вопрос о польской «пацификации», в Галиции националистами был убит депутат сейма Тадеуш Голувко, выступавший за смягчение польской политики по отношению к украинскому населению и за переговоры с украинскими политическими силами. Решение об убийстве было принято Краевой экзекутивой ОУН на Западноукраинских землях. 30 января 1932 года ОУН была осуждена Лигой Наций как террористическая организация.

#### Бандера в руководстве КЭ ОУН
В начале 1930-х на руководящие посты в Краевой экзекутиве ОУН на Западноукраинских землях выдвинулся Степан Бандера. В 1932-33 годы Бандера — заместитель краевого проводника, а с середины 1933 года — краевой проводник ОУН и краевой комендант УВО на Западноукраинских землях.
С приходом Бандеры к руководству КЭ ОУН характер её боевых акций изменился. Экспроприации прекратились, упор был сделан на карательные акции и теракты против представителей польской государственной администрации, а также местных коммунистов, левых и просоветских деятелей, советских дипломатов.

Вот что Степан Бандера писал в автобиографии о деятельности на посту краевого проводника ОУН:
«Кроме революционной деятельности против Польши как оккупанта и угнетателя Западноукраинских земель, был создан ещё один фронт антибольшевистской борьбы … Этот фронт был направлен против дипломатических представителей СССР на Западноукраинских землях…, против большевистской агентуры, компартии и советофильства. Целью этих акций было продемонстрировать единство освободительного фронта, солидарность Западной Украины с антибольшевистской борьбой Центральных и Восточных земель Украины и искоренить на Западной Украине коммунистическую и агентурно-советофильскую работу среди украинского населения».
Во время массового голода на Украине в 1932—1933 годах КЭ ОУН под руководством Бандеры организовала ряд акций протеста в поддержку голодающих украинцев. Одновременно с этим активисты ОУН развернули борьбу против Коммунистической партии Западной Украины (КПЗУ), рассчитывая подорвать её влияние среди населения. 3 июня 1933 года в Берлине на конференции Провода украинских националистов с участием членов КЭ ОУН было принято решение об организации покушения на советского консула во Львове. Подготовкой покушения Степан Бандера занимался совместно с Романом Шухевичем. 21 октября 1933 года Микола Лемик, явившийся в советское консульство во Львове, чтобы совершить покушение на консула, застрелил советского дипломатического работника А. П. Майлова, после чего добровольно сдался полиции, заявив, что это покушение совершено в знак протеста против Голодомора на советской Украине (1932—1933 годы). По замыслу организаторов, судебный процесс над террористом давал возможность заявить всему миру, что Голодомор — это реальность, которую замалчивает советская и польская пресса и официальные власти. Высказываются предположения, что этот теракт мог быть инспирирован германскими спецслужбами с целью расстроить дипломатические отношения между Советским Союзом и Польшей.
Наряду с организацией законспирированных боевых групп Бандера призывал вовлекать в борьбу против польских властей широкие слои населения, взять курс на массовость националистического движения. С этой целью Бандера предложил реорганизовать кадрово-организационную работу и обеспечить её проведение на территории всей Западной Украины, причём не только среди студентов и бывших военных, но и в рабоче-крестьянской среде. Проведением массовых акций, направленных на пробуждение национальной и политической активности украинцев, Бандере удалось существенно усилить влияние ОУН в различных слоях украинского общества. В число таких акций входили панихиды и манифестации, посвящённые памяти борцов за независимость Украины, так называемый «культ могил» — чествование могил сечевых стрельцов и сооружение символических могил павших воинов, что вызывало враждебную реакцию и активное противодействие польских властей.
По инициативе Бандеры проводились и другие акции, в том числе антимонопольная, участники которой отказывались от покупки польской водки и табака, что, по мнению организаторов, должно было нанести существенный ущерб финансовой системе Польше.
В сентябре 1933 года была проведена однодневная «школьная акция», в ходе которой школьники-украинцы бойкотировали всё, что относилось к Польше: её государственную символику, польский язык, учителей-поляков. Ученики отказывались отвечать на уроках на вопросы, заданные по-польски, призывали польских учителей возвращаться в Польшу, из школ выбрасывались государственные символы польского государства и т. д. Акция объединила, по оценкам одной из польских газет, десятки тысяч детей. Было осуществлено покушение на жизнь школьного куратора Гадомского в знак протеста против полонизации и уничтожения польскими властями украинского школьного образования.
Бандера провёл почти полную перестройку подготовки и обучения кадров ОУН — при нём была введена систематическая идеологическая и политическая обработка, боевая подготовка и обучение методам подпольной работы.
Ещё одним резонансным преступлением, имевшим для КЭ ОУН тягчайшие последствия, стало убийство министра внутренних дел Польши Бронислава Перацкого. Согласно официальной истории ОУН, решение совершить политическое убийство в Варшаве было принято на специальной конференции в конце апреля 1933 года в Берлине, в которой приняли участие Евген Коновалец, Рико Ярый и Ярослав Барановский от ПУН и Степан Бандера от КЭ ОУН как исполняющий обязанности краевого проводника. Убийство Перацкого было представлено как акт мести за кровавую акцию «пацификации» (умиротворения украинского населения) в Восточной Малопольше 1930 года, которой руководил Перацкий, в то время занимавший должность заместителя министра внутренних дел. План нападения разработал Роман Шухевич, а общее руководство осуществлял Степан Бандера.
Бронислав Перацкий был убит 15 июня в центре Варшавы в ресторане «Товарищеский клуб». Все организаторы террористического акта, кроме скрывшегося с места преступления непосредственного исполнителя — студента Григория Мацейко, были арестованы польской полицией.
16 июня на специальном заседании польского правительства был утверждён план создания концлагеря для изоляции тех, кто мог быть причастным к теракту. Президент Польши Игнацы Мосцицкий подписал распоряжение, дававшее полиции право заключать подозреваемых под стражу на три месяца без суда, лишь на основании административного решения. Местом содержания таких лиц стал концлагерь Берёза Картузская, через который впоследствии прошли сотни польских граждан. За период с июня по ноябрь в связи с убийством Перацкого было задержано более 800 человек, среди которых было немало членов ОУН. В результате массовых арестов всё региональное руководство ОУН в Галиции оказалось в заключении, и многие низовые организации прекратили своё существование.
Успеху следствия способствовало то, что благодаря сотрудничеству между польской и чехословацкой военными разведками в руки польской полиции в 1933—1934 годах попал так называемый «архив Сеника» — большое количество внутренних документов и переписки, изъятых в ходе обысков на квартирах членов руководства ОУН (в том числе Омеляна Сеника), проживавших в Чехословакии. К этим документам, как полагают, добавились документы, изъятые германской полицией при обысках у Рихарда Ярого. Информация, полученная следствием в ходе анализа «архива Сеника», помогла установить личности многих руководителей и членов ОУН.
Убийство Перацкого дало Польше повод выступить в Лиге Наций с предложением ввести международные санкции против терроризма, включая запрет на предоставление политического убежища террористам.
Жертвами ОУН становились не только поляки, но и украинцы — так, «Революционный трибунал ОУН» приговорил к смерти студента Якова Бачинского, которого подозревали в связях с полицией. 9 мая 1934 года он был застрелен боевиками ОУН. 25 июля 1934 года был убит директор украинской академической гимназии, директор Генерального института католического действия Иван Бабий. Это убийство вызвало широкий резонанс и осуждение в украинском обществе Галиции. Резко осудил убийство митрополит Галицкий Андрей (Шептицкий). Романтично-идеалистическому образу ОУН, так старательно создававшемуся подпольем, был нанесён сильный удар. В некоторой степени этот образ подправило мужественное поведение арестованных в связи с убийством Перацкого в ходе последовавшего судебного процесса.

### 1935—1938
18 ноября 1935 года в Варшавском суде начался процесс над двенадцатью украинскими националистами, в число которых входил и Степан Бандера. Основным обвинением на этом суде было убийство Перацкого. Обвиняемые отказывались отвечать на вопросы по-польски, приветствовали друг друга возгласом «Слава Украине!», попытались превратить зал суда в трибуну пропаганды идей ОУН. 13 января 1936 года Степан Бандера, Микола Лебедь и Ярослав Карпинец были приговорены к смертной казни, остальные — к 7-15 годам тюремного заключения. Процесс имел огромный общественный резонанс, и власти, не осмеливаясь привести смертные приговоры в исполнение, начали переговоры с легальными украинскими политическими партиями о «нормализации» украинско-польских отношений и объявили амнистию. Бандере и двум другим смертникам смертная казнь была заменена пожизненным заключением.
25 мая 1936 года Бандера наряду с другими членами КЭ ОУН (всего 27 человек) предстал перед судом во Львове по обвинению в руководстве террористической деятельностью ОУН-УВО. Часть обвиняемых была в числе фигурантов предыдущего процесса. По результатам Львовского процесса Бандера был приговорён к пожизненному заключению.
Тем временем в начале 1935 года КЭ ОУН на ЗУЗ возглавил Лев Ребет, по указанию которого боевые акции были прекращены, все усилия были направлены на восстановление структуры управления и связи ПУНа с низовыми организациями, разрушенной в результате арестов 1934 года, — фактически же деятельность ОУН была сведена к культурно-просветительской работе. Роман Шухевич и ряд других активистов ОУН, недовольные этим решением, пытались убедить ПУН назначить другого руководителя, но безуспешно. Дисциплину среди наиболее радикально настроенных активистов, продолживших террористические акции, пришлось наводить жестокими методами. Ребет возглавлял КЭ ОУН до начала 1939 года. Несмотря на его непопулярность среди активистов на Западной Украине, организационные структуры ОУН к 1938 году постепенно удалось восстановить.
Активизации ОУН на западноукраинских землях способствовало произошедшее в 1938 году усиление националистических тенденций в руководстве польским государством, которое сопровождалось очередной волной пацификации в отношении украинского населения, массового уничтожения церквей в этнически смешанных районах и попыткой организации антиукраинских движений и подогревания регионального сепаратизма (русины, гуцулы, бойки, лемки). В качестве обоснования таких действий указывалось на необходимость национальной консолидации польского общества перед лицом обострившейся внешнеполитической ситуации. Они привели, однако, лишь к усилению антагонизма украинского населения Польши (насчитывавшего по переписи 1931 года 4,5 миллиона) по отношению к польскому государству и полякам, населяющим этнически смешанные регионы.
Согласно Уставу ОУН, принятому на Большом сборе 1929 года, съезды должны были созываться каждые два года, однако по ряду объективных причин (процесс слияния УВО и ОУН, аресты членов ОУН и т. д.) созыв съезда ОУН постоянно откладывался. В 1936 году Коновалец поручил Ивану Габрусевичу начать подготовку II Большого сбора, который был намечен на вторую половину 1937 года. Позднее в связи с болезнью Габрусевича это задание было передано Ярославу Стецько. Однако и на этот раз проведение съезда было отложено, поскольку Коновалец хотел бы расширить представительство за счёт участников с Центральной и Восточной Украины и даже планировал лично отправиться на Советскую Украину, чтобы изучить политическую ситуацию и возможности организации подпольной деятельности. До этого не дошло, потому что 23 мая 1938 года Коновалец был убит.

### ОУН на Дальнем Востоке
В августе 1937 года, по данным внешней разведки НКВД СССР, в венском отеле «Бристоль» состоялись переговоры Е. Коновальца, В. Курмановича и Н. Капустянского с японским военным атташе в Берлине, советником японского посольства в Париже, кадровым разведчиком Ито и двумя представителями японского Генштаба. В ходе встречи были обсуждены возможности ведения разведывательной деятельности против СССР используя украинскую громаду в Маньчжурии. Отношения между японскими спецслужбами и украинскими националистами в Маньчжурии, где проживало более 70 тыс. политэмигрантов из бывшей Российской империи, активизировались после публикации в 1929 году меморандума японского премьер-министра Танаки, содержавшего планы японской экспансии в Азии, направленной против Китая и СССР. В начале 1930-х был разработан план боевых действий Квантунской армии против СССР, предусматривавший широкие разведывательно-диверсионные акции.
После провозглашения в 1932 году марионеточного государства Маньчжоу-го Рихард Ярый направил туда миссию по воссозданию так называемой Украинской дальневосточной республики. Представители руководства ОУН достигли соглашения с японскими властями в Маньчжурии о создании украинской национальной общины и установили контакты с японскими спецслужбами. Третий отдел созданного японцами в 1934-35 годах Бюро по делам российских эмигрантов вёл их учёт, подбирал кандидатов на обучение разведывательно-диверсионной работе и занимался контрразведкой среди российских эмигрантов. Украинское националистическое сообщество в Харбине, контролировавшееся местным японским разведорганом («военной миссией»), направляло своих членов на специальные курсы с перспективой работы на советской территории.
В рамках сотрудничества между Германией и Японией, предусмотренного Антикоминтерновским пактом, абвер и японская разведка подписали соглашение о том, что отдел абвер II будет информировать японскую сторону о своей работе с украинскими националистами в Европе, тогда как японцы взяли на себя активизацию связей с украинскими поселенцами в «Зелёном Клину».
В 1937 году в Харбине деятели ОУН на основе местных пластунских организаций сформировали батальон «Дальневосточная Сечь», который, как предполагалось, должен будет освободить территорию Зелёного Клина от «советской оккупации» и восстановить государственность Украинской Дальневосточной Республики.
После раскола ОУН в 1940 году между двумя украинскими националистическими организациями ОУН-Б и ОУН-М существовали некоторые разногласия и по поводу территориальной политики на Дальнем Востоке. Так, если бандеровцы хотели создать независимое национальное украинское государство в Зелёном Клину, то мельниковцы планировали возвратить украинцев из Зелёного Клина и других частей России на земли будущего украинского государства для того, чтобы освободить дальневосточные земли для японской колонизации. Украинцев из Зелёного Клина и Сибири планировалось расселить в Новороссии, на Кавказе и Нижней Волге — на землях, которые мельниковцы хотели получить с помощью немцев.

### Андрей Мельник — глава ОУН
После того, как 23 мая 1938 года в Роттердаме сотрудником НКВД Павлом Судоплатовым был убит глава ОУН Евгений Коновалец, руководящие функции в ОУН временно взяло на себя так называемое «Узкое руководство» «Провода украинских националистов» (ПУН), или «триумвират» — Ярослав Барановский («Макар»), Омелян Сеник («Грибовский») и Микола Сциборский. Тем временем ситуация в Европе стремительно ухудшалась, указывая на скорую войну. ОУН возлагала на новую войну огромные надежды, намереваясь при поддержке Гитлера получить «Украинское государство». В работе одного из главных военных теоретиков ОУН предвоенного периода Михаила Колодзинского «Украинская военная доктрина», появившейся в 1938 году, заявлялось:

Мы хотим не только обладать украинскими городами, но и топтать вражеские земли, захватывать вражеские столицы, а на их развалинах отдавать салют Украинской Империи … Хотим выиграть войну — великую и жестокую войну, которая сделает нас хозяевами Восточной Европы.

Берлин же разыгрывал «украинскую карту» лишь в интересах дестабилизации ситуации в Польше — речь шла о том, чтобы в нужный момент подтолкнуть украинское население Польши к восстанию против польской власти и направить на территорию Польши обученные отряды украинских националистов, обеспечив их оружием. Возникновение очага нестабильности в украинских регионах могло бы дать Германии повод для широкомасштабного вмешательства.
Длительные споры о преемнике Коновальца между его ближайшими соратниками — Рико Ярым, Ярославом Барановским и Омеляном Сеником — завершились компромиссным решением. 11 сентября 1938 года «Узкое Руководство Украинских Националистов» провозгласило полковника Андрея Мельника, соратника Коновальца по Гражданской войне на Украине и подпольной работе в УВО, лидером ОУН и главой Провода украинских националистов «в соответствии с волей Вождя Евгения Коновальца». Таким образом, Андрей Мельник, который никогда не являлся членом ОУН и после выхода из польской тюрьмы почти на 12 лет фактически отошёл от «революционно-освободительной деятельности», став управляющим владениями митрополита Украинской грекокатолической церкви Шептицкого, возглавил ОУН, УВО и «все организованные структуры Националистического движения». Шептицкий, который ранее конфликтовал с радикалами из Краевой экзекутивы ОУН, одобрил этот выбор, благодаря чему между УГКЦ и ОУН завязалось тесное сотрудничество. Это решение, принятое в узком кругу эмигрантского руководства ОУН, однако, привело в дальнейшем к острому конфликту и расколу организации.

### ОУН в Закарпатье
Трения между оуновскими активистами на Западной Украине и эмигрантским руководством усилились осенью 1938 года в связи с подписанием Мюнхенского соглашения и образованием в Чехословакии украинской автономии. Среди активистов КЭ ОУН раздавались призывы к оказанию военной помощи Карпатской Украине в её борьбе против экспансии соседних государств, в частности — Венгрии, однако руководитель ПУНа Мельник, учитывая союзнические отношения Венгрии с Германией, воздерживался от официальной поддержки Карпатской Украины. В этот период многочисленные оуновские добровольцы из польской Восточной Галиции и Волыни нелегально переходили польско-чехословацкую границу и участвовали в создании местного вооружённого ополчения — организации «Карпатская Сечь». Среди них был, в частности, будущий командующий Украинской повстанческой армии — Роман Шухевич. Вскоре, однако, ПУН запретил членам ОУН переходить польско-чехословацкую границу без разрешения Провода, а представитель ПУН в Закарпатье Ярослав Барановский потребовал от оуновцев покинуть Закарпатье. В феврале 1939 на выборах в Сейм Карпатской Украины победила партия «Украинское национальное объединение», активно поддерживаемая ОУН.
События на Карпатской Украине оказали влияние и на ситуацию на Западной Украине — среди оуновских активистов усилились призывы к возобновлению боевых акций и против Польши. Осенью 1938 года в результате внутренней дискуссии было принято решение отстранить Льва Ребета от руководства. КЭ ОУН возглавил Мирослав Тураш, хотя официально он был утверждён ПУНом только в начале 1939 года (в июне 1939 года Тураш пропал без вести при переходе чешско-польской границы, и его сменил Владимир Тымчий). При Тураше в структуре КЭ впервые появилась отдельная референтура Службы безопасности ОУН как орган контрразведки и собственной безопасности организации.
В марте 1939 года, со вступлением германских войск на территорию Чехословакии, сейм Карпатской Украины провозгласил независимость. В ответ Венгрия, также участвовавшая в разделе Чехословакии, при поддержке Германии начала военную интервенцию в Закарпатье. Польша также оказала венгерским войскам помощь, отправив в Закарпатье через свою южную границу диверсионные отряды. Сопротивление оккупантам пыталась оказать «Карпатская Сечь», но силы были категорически неравны. За несколько дней упорных боёв ополчение было разгромлено. Закарпатье перешло под власть профашистского режима Миклоша Хорти. Оккупация Карпатской Украины не привела к кардинальному переосмыслению отношений украинского освободительного движения с Германией. Нацистские руководители стремились умело замаскировать свои «украинские карты», чтобы впоследствии использовать с успехом украинский вопрос как «разменную монету». Под давлением немецких дипломатов венгерские власти выпустили пленных бойцов Карпатской сечи из своих тюрем и депортировали их в Германию. Бывшие «сечевики» летом 1939 стали ядром будущего «Украинского легиона» под руководством полковника Романа Сушко, который Германия планировала использовать в ходе войны против Польши.

### ОУН и германские спецслужбы
Сотрудничество украинских националистов из УВО-ОУН с германскими спецслужбами началось задолго до прихода нацистов к власти и продолжалось вплоть до Второй мировой войны и нападения Германии на СССР. Украинские националисты видели в Германии союзника, потому что она так же негативно относилась к послевоенному устройству Европы. Приход Гитлера к власти усилил антиверсальскую направленность немецкой внешней политики. Важную роль в сотрудничестве УВО и абвера сыграл Рико Ярый, который с 1921 года возглавлял сеть УВО в Германии. Уже в 1922 году лидер Украинской войсковой организации Евгений Коновалец, перебравшись в Германию, провёл переговоры с руководителем абвера полковником Гемппом и дал письменное обязательство передавать в распоряжение немецкой разведки собираемую УВО разведывательную информацию о польской армии в обмен на финансирование.
Руководство разведки Веймарской республики проявляло интерес к любым силам, которые можно было использовать в реализации своей геополитической стратегии. С этой целью абвером было создано «Бюро по подготовке войны с помощью национальных меньшинств», а также сформирован специальный фонд, через который финансировались различные организации за пределами Германии, в том числе УВО, а позднее и ОУН. Рико Ярый, являвшийся правой рукой Коновальца, одновременно был помощником руководителя «Бюро».
По требованию абвера центр деятельности УВО, участвовавшей в 1921 году в петлюровской вооружённой авантюре против Советской Украины, был перенесён на западноукраинские земли, находившиеся в составе Польши. Коновалец определил новые задачи УВО следующим образом: «Теперь, когда Польша подписала мирный договор с Советской Украиной, ситуация заставляет нас поднять знамя борьбы против Польши. В противном случае мы потеряли бы влияние не только на Родине, но и в лагерях военнопленных, где каждый наш солдат горит огнём мщения за оккупацию пилсудчиками Восточной Галиции и Волыни. Однако нашим смертельным врагом остаётся большевизм. Борьбу с поляками мы будем вести постольку, поскольку они сами будут вынуждать к этому». В 1928 году, в связи с дипломатическим протестом польских властей, получивших доказательства связи УВО с немецкими спецслужбами, финансирование УВО было на несколько лет прекращено или сокращено.
ОУН как наследница и продолжательница УВО также находилась в поле зрения германских спецслужб. В 1932 году в ходе встречи представителей германской разведки с Коновальцем было выработано негласное «джентльменское» соглашение о расширении сотрудничества, в том числе «и в военной области в случае войны с Польшей». После прихода Гитлера к власти отношения между ОУН и Германией становятся ещё теснее. Украинский вопрос входит в сферу интересов высшего руководства нацистской Германии. В этот период Коновалец писал своему душепастырю Андрею Шептицкому: «Всё идёт хорошо. Счастливое начало 1933 года создало условия, при которых наша освободительная акция каждый день набирает всё больший размах и силу. Время испытало нашу дружбу и сотрудничество с немцами и, испытав, показало, что, невзирая на многократные искушения поладить с поляками, мы избрали единственно правильную ориентацию… Я часто вспоминаю тот день, когда услышал от Вашей Экселенции слова о том, что рано или поздно международные факторы поручат именно немцам уничтожить большевистскую Россию… „Немцы являются самыми искренними друзьями Украины, — советовали Вы мне тогда, — с ними нужно искать контакт и сотрудничество“. Слова Вашей Экселенции были вещими... Да, Германия под руководством своего фюрера Адольфа Гитлера перед всем миром взяла на себя эту миссию. Почитаю за свою сыновнюю обязанность доложить вашей Экселенции о том, чего никто не знает, или знают только те, кто непосредственно прорабатывает планы и ведёт подготовку к осуществлению этой большой цели. В этой подготовке на нас возложена не последняя роль...».
С 1934 года ОУН переносит свою резиденцию в Берлин. В Германии создаются разведывательно-диверсионные курсы и школы для членов ОУН. По согласованию с Коновальцем, в предместьях Берлина были построены казармы для курсантов из числа украинских националистов. С 1 июня 1934 года ОУН получала ежемесячное финансирование от заграничного отдела НСДАП, а также выплаты от германского генштаба и гестапо.
В период определённого сближения между Германией и Польшей (1934—1938), связанного с подписанием в январе 1934 года Договора о ненападении между Германией и Польшей, абвер предпринял шаги по сдерживанию антипольской деятельности «группы Коновальца» и перенацеливанию её «исключительно против большевизма». Уже в декабре 1933 года Коновалец направил Бандере недвусмысленное указание прекратить любые акции против польской администрации. Несмотря на это, Краевая экзекутива ОУН в июне 1934 года осуществила убийство министра внутренних дел Польши Бронислава Перацкого, что дало повод обвинить Бандеру в самоуправстве. Ряд обстоятельств, сопутствовавших теракту, также даёт основания утверждать, что это убийство могло быть своего рода провокацией, использованной польскими властями для подавления политической оппозиции. Как бы то ни было, но после убийства Перацкого немецкие спецслужбы по первому же требованию польских властей арестовали и депортировали в Польшу укрывавшегося на территории Германии Миколу Лебедя, а также арестовали и на некоторое время заключили в немецкую тюрьму Рико Ярого.
Взаимодействие ОУН с германскими спецслужбами не ограничивалось сферой шпионажа, диверсий, саботажа. Часть оуновцев обучалась методам и технологии пропаганды. Впоследствии подготовленные специалисты использовались в институте «Винета», созданном в штате Министерства пропаганды для ведения пропаганды на оккупированных восточных территориях, а также работали пропагандистами, переводчиками и посредниками гитлеровцев по работе с населением Украины, входили в состав походных групп ОУН, следовавших за гитлеровскими войсками с началом немецкого вторжения на Украину.
После аншлюса Австрии ОУН получила для своих нужд замок близ села Завберсдорф в районе Виннер-Нойнштадта к югу от Вены. Здесь члены ОУН получили возможность пройти начальную военную подготовку, которая, по воспоминаниям Евгена Стахива, включала в себя «вопросы военной теории, немного стратегии, международной политики», а также лекции по националистической идеологии, которые читал Иван Габрусевич («Джон»). Физической подготовкой занимался Иван Стебельский. Комендантом замка был бывший сотник петлюровской армии. Общий контроль над подготовкой осуществлял Рико Ярый.
В декабре 1938 года около тридцати членов ОУН из числа бывших военнослужащих УГА получили возможность пройти шестимесячные офицерские курсы над озером Кимзе в Баварии. Непосредственно их подготовкой руководил генерал-лейтенант Теодор Эндерс. Ещё около 10 членов ОУН прошли четырёхнедельное полицейское обучение в Найсе и Бреслау в Верхней Силезии. Обучение проводилось в условиях полной конспирации. Курсанты использовали псевдонимы, немецкие имена, им была запрещена переписка и любые контакты с семьями.
Контакты между ОУН и Абвером с меньшей степенью интенсивности продолжались и во время Чехословацкого кризиса. С момента формирования Карпатской Сечи, Рико Ярый тайно пытался договориться о поставке сечевикам оружия, боеприпасов и униформы со складов бывшей австро-венгерской армии, но успеха не достиг. Уцелевшие подразделения сечевиков отступили на территорию Румынии, где были интернированы в лагерь в Ниредгази. Немцы, планируя использовать сечевиков в борьбе против Польши, и представители Абвера вызволили также и из венгерского плена 400 сечевиков, которых перевели в учебные лагеря Абвера в Кирхендорфе и Гакенштейне (Верхняя Австрия), а потом в рейх вывезли всех интернированных румынами украинцев. Согласно документам польского МВД, вторжение Венгрии в Карпатскую Украину осложнило отношения ОУН и Германии, но уже к середине апреля 1939 года Берлину удалось заверить руководство ОУН в неизменности политики Рейха по отношению к украинцам и поддержке их стремления к самостоятельности.
Сотрудничество в подрывной деятельности против польского государства оживилось весной 1939 года, после того как Гитлер в одностороннем порядке разорвал Декларацию о неприменении силы с Польшей. Усилилась боевая подготовка членов ОУН. Ряд активистов был направлен на обучение в военные учебные заведения Германии и Италии (в частности, Шухевич ещё в 1938 году прошёл курс в военной академии в Мюнхене). В Берлине и Данциге действовали курсы радиотелеграфистов и военных инструкторов, шла активная закупка оружия. Некоторые члены организации проходили обучение в лагерях хорватских усташей.
В подготовке антипольского «украинского восстания» принимали участие различные ведомства нацистской Германии. Наибольшую активность проявляла военная разведка — абвер. В задачи II отдела абвера (занимавшегося диверсиями и психологической войной) входило уничтожение на территории будущего противника важных сырьевых и промышленных объектов, организация терактов, нагнетание атмосферы нестабильности, создание «пятой колонны». ОУН активно включилась в работу немецких спецслужб. В этот период ОУН призывала украинскую молодёжь не уклоняться от службы в польской армии, а попав в армию — держаться вместе.
В течение 1939 года ОУН активизировала боевые акции против польских властей — нападения на полицейских, убийства, поджоги, акты саботажа. Члены ОУН участвовали в организации многочисленных демонстраций, заканчивавшихся вооружёнными стычками с полицией.
Из документов германских спецслужб известно, что боевой потенциал ОУН накануне германского вторжения в Польшу оценивался очень высоко — считалось, что с помощью методов саботажа и партизанской войны она способна отвлечь на себя по меньшей мере 2 польских армейских корпуса. А. Розенберг на совещании в Управлении тайной полиции ещё в октябре 1938 года указывал на настоятельную необходимость тотального привлечения всех украинских националистов к внешнеполитическим акциям Германии.
В конце 1938 — начале 1939 годов на конспиративной квартире в Берлине по поручению главы абвера адмирала Канариса через Рико Ярого была организована встреча полковника Лахузена, начальника отдела II абвера (занимавшегося подготовкой агентуры, её переброской на территорию других государств для совершения диверсионных и террористических актов, организацией повстанческих выступлений на территории других государств, разработкой и изготовлением средств для совершения диверсий и террористических актов) с новым руководителем ОУН Андреем Мельником, который к этому времени переехал из Польши в Германию. Во время этой встречи Мельник был завербован, получив кличку «Консул». На встрече Мельник представил свой план подрывной деятельности ОУН на территории УССР, а абвер по его просьбе взял на себя расходы, необходимые для её организации. На последовавших встречах Мельник просил санкционировать создание при ОУН отдела разведки для активизации подрывной деятельности против СССР и облегчения его связи с оуновским подпольем. Предложение Мельника получило одобрение, отдел был создан в Берлине во главе с полковником Романом Сушко. Имеются сведения, что, помимо абвера, Мельник сотрудничал и с 4-м отделом РСХА (гестапо).
В июне 1939 года в Вене прошла встреча Мельника с адмиралом Канарисом. В рамках подготовки ОУН к участию в боевых действиях на территории Польши из галичан-эмигрантов было сформировано специальное подразделение «Военные отряды националистов» («укр. Військові Відділи Націоналістів») под руководством полковника Романа Сушко), называемое также «Легион Сушко» или просто «Украинский легион». ОУН под руководством Мельника видела в «легионе Сушко» основу будущей украинской армии.
Андрей Мельник рассматривал Германию как стратегического партнёра. Что касается Степана Бандеры и его сторонников, для них Германия в 1940—1941 годах была лишь своего рода инструментом, способным нанести наибольший урон главным врагам украинского национализма и таким образом способствовать созданию самостоятельного украинского государства. Именно это расхождение стало одной из основных причин конфликта внутри руководства ОУН и последовавшего её раскола.
Современные украинские исследователи, признавая факт сотрудничества между ОУН и абвером, оправдывают его тем, что подобная практика типична для любых «революционных движений», не гнушающихся никакими средствами и союзниками ради реализации своих стратегических планов. Иногда утверждается, что абвер в основном вербовал агентуру из числа оуновцев на индивидуальной основе, тогда как руководство ОУН якобы просто закрывало на это глаза.

### II Большой сбор украинских националистов
Накопившиеся разногласия внутри руководства ОУН — в частности, по поводу событий в Карпатской Украине — привели к тому, что в мае 1939 года Андрей Мельник объявил о приостановлении своих полномочий до созыва съезда и официальных выборов главы украинских националистов. Фактически с этого момента западноукраинское подполье перестало получать из эмигрантского центра какие-либо указания относительно действий в условиях обостряющейся внешнеполитической ситуации. Инструкций и рекомендаций не поступало и в первые дни и недели после нападения Германии на Польшу.
26-27 августа в Риме состоялся II Большой сбор украинских националистов (укр. II ВЗУН). В съезде приняло участие не более тридцати человек, из них лишь четыре представителя западноукраинского подполья.
На съезде были подтверждены полномочия Мельника, который был официально избран новым главой организации. Были утверждены новая политическая программа (основной автор — Микола Сциборский) и Устав организации. ОУН заявила о своей монополии на идеологию и организацию политической жизни в будущей «Украинской Суверенной Соборной Державе», построение которой планировалось на началах нациократии под единоначалием ОУН. В программе 1939 года эта идея формулировалась достаточно чётко и безапелляционно: «Существование политических партий будет запрещено законом. Единственной формой политической организации населения Государства будет ОУН — как основание государственного строя, фактор национального воспитания и организации общественной жизни». ОУН провозглашалась орденом лучших, элитой нации.
Как отмечает Г. В. Касьянов, программа 1939 года принималась в условиях явного обострения противоречий между Проводом украинских националистов и Краевой экзекутивой, что заставило эмигрантских деятелей позаботиться о формальной легитимизации позиций Мельника как преемника Коновальца. Очевидно, с этой целью принцип вождизма был доведён до абсолюта. Председатель ПУНа также провозглашался «Вождём Нации», который несёт ответственность за свои действия «перед Богом, Нацией и собственной совестью». Только ему предоставлялось право созывать Большой Сбор ОУН, назначать членов Провода, утверждать решения Больших Сборов.
Некоторые организационные меры, предпринятые Мельником (в частности, попытка отстранения Рико Ярого от активной деятельности и лишения его посреднической роли в контактах с немецкими властями), создали почву для будущего конфликта в руководстве ОУН. Как писал позднее один из лидеров ОУН Микола Капустянский, член ПУН с 1929 года, «полковник Мельник реформирует наше политическое представительство в Германии, которое возглавляет сотник Рико Яры, требует подробного отчёта от него о распоряжении суммами, которые были собраны за океаном… Всё это, а также неназначение в президиум сотника Яры вызывало со стороны этого… слишком амбициозного человека большое недовольство. Яры нам в кулуарах с возмущением бросил: „Ну, теперь будет война!“ С того времени он и начал создавать оппозицию, и, та, опираясь на немецкие факторы, довёла до раскола в ОУН».
 Основная статья: Большой Сбор ОУН

### Польская кампания
С нападением Германии на Польшу 1 сентября 1939 года началась Вторая мировая война в Европе.
Незадолго до начала войны Германия приостановила организацию антипольского восстания ОУН из-за пакта Молотова — Риббентропа. СССР не хотел никаких действий украинцев на территории, находящейся в его «зоне интересов», а Нацистская Германия не хотела портить отношения с новым союзником. Кроме того, в ночь с 1 на 2 сентября 1939 года в рамках запланированных арестов на случай войны польская полиция задержала несколько тысяч украинцев, подозреваемых в связях с националистическими организациями.
11 сентября началось вторжение войск Вермахта вглубь Восточной Малопольши (через Самбор). В ряде городов Прикарпатья это стало знаком к началу антипольских выступлений. В ночь с 12 на 13 сентября началось восстание в Стрые. Перед рассветом город был захвачен вооружёнными отрядами ОУН (общим количеством 500—700 человек). 12—16 сентября состоялись организованные оуновцами антипольские вооружённые выступления в Дрогобыче, Стрые, Бориславе, Калуше, Трускавце, Долине, Подгорцах и других.
В течение следующих дней вооружённые выступления украинских националистов происходили практически в каждом уезде, находившийся к востоку от Буга. Поступали сообщения о создании Украинских отрядов милиции, члены которых носили на рукавах жёлто-голубые повязки. В общем эти выступления не приобрели массовый характер, их легко и быстро подавляли польские военные подразделения и хорошо организованные отряды государственной полиции, но они в целом уменьшали обороноспособность поляков и способствовали продвижению частей Вермахта на восток. Всего было пленено более 2,5 тысяч поляков. Некоторые пленённые оуновцами польские солдаты были убиты, остальные разоружались и передавались немцам.
В состав немецко-словацкой группировки, наносившей удар на Польшу со словацкой территории, вошли «Военные отряды националистов», действовавшие в качестве вспомогательного подразделения. Согласно первоначальным планам, «Украинский легион» готовился к проведению диверсий, ведению разведывательной и пропагандистской деятельности в тылу польских войск и организации вооружённых выступлений украинских националистов на Волыни и в Восточной Малопольше, что должно было сковать часть польской армии. Подписание в августе 1939 года Договора о ненападении между Германией и Советским Союзом и вступление советских войск на территорию Польши в середине сентября привело к тому, что эти планы оказались нереализованными. Высказываются даже предположения, что Германия шантажировала советское руководство возможностью появления некоего украинского государства у его западной границы как альтернативы Советской Украине и что именно перспектива возникновения «украинской державы» под протекторатом Германии стала одной из причин, побудившей СССР ввести войска на территорию Западной Украины и Западной Белоруссии. Как бы то ни было, по завершении немецкого вторжения «Украинский легион» был расформирован, а его члены прошли переподготовку для службы в так называемой «украинской полиции» на оккупированных немцами территориях. Вооружённые выступления украинских националистов, которые всё же произошли в ряде мест в тылу польской армии, не получили широкого размаха.
12 сентября, в период боёв за Варшаву, на специальном совещании в поезде Гитлера обсуждались вопросы, касающиеся судьбы Польши и её украинского населения. Согласно планам Гитлера, на границе с СССР необходимо было создать «государства-прокладки» между «Азией» и «Западом» — лояльные Германии Украину (на территории Восточной Галиции и Западной Волыни) и Литву (включая Виленский край). На основании политических указаний рейхсминистра иностранных дел фон Риббентропа начальник штаба Верховного главнокомандования вермахта Кейтель поставил начальнику абвера Канарису задачу поднять восстание в украинской части Польши при помощи украинских националистов, провоцируя «восставших на уничтожение поляков и евреев» Результатом этих указаний стал так называемый «Меморандум Канариса от 12 сентября 1939 года», представленный в материалах Нюрнбергского трибунала как документ 3047-ps.
Позднее Канарис и Лахузен встретились с Мельником в Вене, где обговаривался вариант провозглашения независимой Западной Украины на границе с СССР, хотя и указывалось, что в данный момент с Москвой ведутся активные переговоры относительно будущего польских территорий. Мельник на основе полученных указаний успел даже подготовить список будущего правительства, но начало «освободительного похода» РККА не дало сбыться этим планам. Вся подготовка к восстанию была приостановлена, и 23 сентября Гитлер издал приказ, по которому украинцам запрещалось переходить через немецко-советскую демаркационную линию, то есть уходить с территории, занятой Красной армией.

## ОУН против СССР

### Осень 1939 года. Крах польского государства
Благодаря общей неразберихе, вызванной нападением Германии на Польшу, находившиеся в польских тюрьмах Степан Бандера и другие лидеры Краевой экзекутивы ОУН к середине сентября 1939 года смогли покинуть места заключения.
Сентябрь 1939 года радикально изменил ситуацию в Центральной и Восточной Европе — и, соответственно, обстановку, в которой предстояло действовать ОУН. Возникла необходимость в изменении стратегических и тактических задач, выборе нового главного противника и союзников, форм и методов деятельности. По словам самих деятелей украинского националистического подполья, перед ними открылся практически неведомый ранее фронт борьбы против «одного оккупанта Украины — большевистской Москвы». При этом они признавали, что советская Украина, объединившая все западные этнически украинские регионы (за исключением Закарпатья), оказалась «не такой, какой они хотели бы её видеть…, не склонной к взрыву…». С другой стороны, и Советскому Союзу в наследство от потерпевшего крах польского государства досталась, среди ряда иных проблем, хорошо организованная и законспирированная сила, имеющая многолетний опыт подпольно-террористической деятельности и сотрудничества с западными спецслужбами. Противостояние советских органов госбезопасности и ОУН стало значительным фактором социально-политической обстановки на Западной Украине в предвоенные годы.
Договором о дружбе и границе между СССР и Германией от 28 сентября 1939 года была установлена граница между «сферами интересов» этих государств на территории Польши по линии рек Сан, Солокия и Западный Буг. Этнически украинские земли почти полностью оказались под контролем Красной армии, за исключением Лемковщины, левобережного Надсанья, Холмщины и Подляшья. На этой территории проживало около 1,2 миллиона человек, в том числе 500 тыс. украинцев — греко-католиков и православных, а также более 200 тыс. украинцев-католиков. 12 октября Гитлер своим декретом провозгласил оккупированные немецкими войсками территории бывшей Польши Генерал-губернаторством.
Несмотря на то, что вступление Красной армии на территорию Западной Украины оказалось неожиданным для националистического подполья (при этом несколько тысяч активистов ОУН перешли на территорию Генерал-губернаторства), ОУН удалось быстро преодолеть первую растерянность своего руководства и восстановить свою организационную структуру. Этому, по-видимому, способствовало то, что основной удар специальных чекистских групп, приданных введённой на польскую территорию армейской группировке, наносился не по украинскому националистическому подполью, а по лицам, связанным с польскими государственными структурами (бывшие жандармы, полицейские, помещики, крупная буржуазия, польские осадники, офицеры польской армии и пр.), тогда как вышедшие из польских тюрем функционеры ОУН немедленно включились в организацию подпольной работы. По оценкам современных украинских историков, на конец 1939 года в западных областях Украинской ССР насчитывалось 8-9 тыс. членов ОУН (максимум 12 тыс., если считать всех активно сочувствующих националистическим идеям).
Ознакомившись со складывающейся обстановкой, Бандера счёл необходимым перестроить всю работу ОУН и направить её против нового главного врага — «большевиков». Многие члены ОУН, в том числе краевой проводник Владимир Тымчий («Лопатинский»), поддержали планы Бандеры, касающиеся дальнейшей деятельности организации и предусматривающие расширение сети ОУН на всю территорию УССР и начало борьбы против советских властей на Украине. Во второй половине октября Бандера по указанию руководства ОУН нелегально перешёл советско-немецкую демаркационную линию и отправился в Краков, на территорию Генерал-губернаторства, где активно включился в деятельность ОУН, продолжая отстаивать идею её реорганизации.
В связи с тем, что все легальные политические партии, существовавшие на территории Западной Украины, прекратили свою деятельность или самораспустились, ОУН осталась единственной политической силой, сохранившей свои структуры. Как следует из документов советских органов госбезопасности, в первые месяцы после установления советской власти на Западной Украине местные активисты ОУН нацелились на обеспечение своего максимально широкого представительства в Народном собрании западных областей, что могло бы им позволить легитимизировать курс на «самостийную» Украину. Членам ОУН давалась установка не проявлять свою враждебность новой власти, а, напротив, замаскироваться и проникать в органы местного самоуправления, милицию, комсомол и даже партию. Уже в первой половине 1940 года, однако, эта кампания в целом потерпела неудачу и большое число оуновской агентуры было выявлено. Руководство ОУН взяло курс на подготовку вооружённого восстания.

### Зима 1939—1940 годов. Формирование второго националистического центра
Бандера смог заручиться поддержкой среди активистов-подпольщиков Западной Украины и Закарпатья, а также некоторых представителей руководства ОУН, проживавших в эмиграции в Германии, Словакии и Австрии и сохранявших непосредственную связь с подпольем. Всемерное содействие ему в этот период оказал Рико Ярый, который лично отобрал более сотни будущих бандеровцев из числа оуновских активистов, перебравшихся на территорию Генерал-губернаторства, и собрал их в отеле «Люкс» в словацком местечке Пищаны. Именно здесь обсуждались накопившиеся претензии подпольщиков к эмигрантскому руководству ОУН. В частности, высказывались требования объективного расследования вопроса о так называемом «архиве Сеника», благодаря которому польская полиция в 1934—1935 годах смогла вскрыть структуру руководства ОУН.
В ноябре 1939 года Бандера получил от Мельника приглашение на аудиенцию в Риме. В январе 1940 года, дождавшись прибытия с советской территории краевого проводника Владимира Тымчего, Бандера договорился с ним о совместной поездке в Италию.
Точки зрения Мельника и Бандеры на стратегию украинского националистического движения существенно расходились. Бандера считал необходимым полагаться в первую очередь на собственные силы, поскольку в существовании самостоятельной Украины, по его убеждению, не была заинтересована ни одна западная держава. Возможный союз с Германией он и его сторонники рассматривали как исключительно временный. Бандера и его сторонники считали, что ОУН в своей деятельности должна исходить из внутренней ситуации в СССР и прежде всего на самой Украине и не обязана согласовывать свои планы с кем бы то ни было — а наоборот, должна быть готова к началу массовой партизанской войны, невзирая на внешнеполитическую ситуацию. По словам Ивана Йовика, Бандера выступал «за то, чтобы провозгласить Украинское самостоятельное государство, поставив немцев перед фактом». Мельник, напротив, считал, что ставку следует делать на нацистскую Германию и её военные планы (и поэтому выступал против создания вооружённого националистического подполья на Украине). Андрей Мельник и его ближайшее окружение в ПУНе не видели возможности для организации успешного вооружённого выступления на Украине, считая необходимым вывести как можно больше членов ОУН в Генерал-губернаторство, а тем, кто в условиях глубокой конспирации останется на советской Украине, должна быть поставлена задача агитационно-пропагандистской работы и подготовки к диверсиям и местным вооружённым выступлениям только на случай начала войны. Мельник рассчитывал организовать обучение основной ударной силы оуновцев под руководством немецких инструкторов на территории Генерал-губернаторства, а при нападении Германии на СССР использовать их в «борьбе с большевизмом» в качестве союзной вермахту украинской армии. С этой целью в Кракове было создано и вело активную работу украинско-германское военное бюро под руководством полковника Романа Сушко.
Бандера, представлявший, в противовес давним эмигрантам, радикально настроенную «революционную молодёжь», принимавшую участие в реальной подпольной работе против польского государства, и только что освободившихся из тюрем руководителей Краевой экзекутивы на Западноукраинских землях (ЗУЗ), обвинял ПУН в безынициативности и слабоволии, требуя от руководства немедленной разработки подробных инструкций по организации восстания на Украине. По мнению Бандеры и его сторонников, такое восстание могло поколебать сами основы Советской власти, по крайней мере на Западной Украине, продемонстрировать всему миру стремление украинского народа к независимости, а самое важное — создать нестабильность на восточных рубежах нацистской Германии и принудить Германию к вмешательству — другими словами, речь шла о попытке спровоцировать Германию на войну против СССР.
Бандера и его сторонники считали необходимым организовать работу в четырёх направлениях:
- подготовка и организация восстания на территории УССР;
- формирование украинских войсковых подразделений за пределами УССР;
- всеобщее военное обучение оуновцев на территории Генерал-губернаторства и
- снабжение повстанцев на Украине кадрами, планами, инструкциями, картами, пособиями и пр.[81]

Исходя из собственного видения ситуации на Украине и не согласовав свои действия с ПУНом, краковский центр (осередок) ОУН ещё в начале декабря 1939 года направил на Украину курьера с приказом Львовскому окружному проводу провести мобилизацию членов ОУН на ЗУЗ, собрать всё имеющееся оружие, полностью перестроить организационную структуру, назначить низовых руководителей, очистить ОУН от «политически ненадёжных элементов» и быть в постоянной боевой готовности. Связной был, однако, задержан на границе, что привело к ряду арестов среди руководителей ОУН на Западной Украине, а также к засылке советской агентуры в краковский центр ОУН. Десяткам низовых руководителей ОУН, скрываясь от арестов, пришлось бежать в Генерал-губернаторство. Случившееся ещё более обострило отношения между ПУНом и сторонниками Бандеры. Руководство ПУНа, не считаясь с мнением большинства членов Краевой экзекутивы, в январе 1940 года издало директиву, обязывающую низовые организации ОУН воздерживаться от активных действий, ожидая в условиях глубокой конспирации войны между Германией и СССР.
В январе 1940 года Бандера и Тымчий приехали в Италию. Как отмечает Джон Армстронг, содержание требований, которые они выдвинули официальному лидеру ОУН, точно неизвестно, так как обе стороны позднее озвучивали каждая свою версию. Сторонники Бандеры утверждали, что Мельнику было предложено перенести штаб ОУН в нейтральную страну и наладить сотрудничество с западными странами, противостоявшими Германии, в целях формирования легиона из украинских националистов, проживающих во Франции, для помощи Финляндии, которая тогда находилась в состоянии войны с СССР. Бандера и Тымчий также потребовали от Мельника изменить состав Провода украинских националистов, а именно убрать Ярослава Барановского и Омеляна Сеника, которых Бандера обвинял в сотрудничестве с польской разведкой, на что Мельник ответил отказом. Переговоры в Риме не привели к урегулированию разногласий. Более того, подозрения в предательстве, ранее относившиеся к ближайшему окружению Мельника, теперь коснулись и его самого.
10 февраля собравшиеся в Кракове двадцать семь проводников Краевой экзекутивы ОУН единогласно признали своим лидером Степана Бандеру. Объявив себя законным наследником Коновальца на посту главы организации, Бандера сформировал новый руководящий орган ОУН — Революционный Провод (укр. Революційний Провід). В него вошли ближайшие единомышленники Бандеры: Ярослав Стецько, Степан Ленкавский, Микола Лебедь, Роман Шухевич и Василь Охримович. Тогда же было принято решение о создании собственной службы безопасности (СБ ОУН(б)), которую возглавил Микола Лебедь. Именно она в дальнейшем взяла на себя слежку за лидерами мельниковцев и приведение в исполнение выносимых им смертных приговоров.
Формальным поводом для создания РП ОУН стало «неудовлетворительное руководство и отказ от националистических методов работы». Претензии были оформлены в виде «Акта от 10 февраля 1940 года». Бандера и его сторонники объявили Мельника неспособным возглавлять «национальную борьбу за независимость Украины», обвинив его в потворстве провокаторам, медлительности и неумении использовать ситуацию для ведения активной борьбы против СССР, а также запретили его сторонникам проводить какие бы то ни было акции от имени ОУН. При этом из всех участников I Конгресса ОУН (1929 года) к Бандере примкнули двое — Степан Ленкавский, всегда старавшийся воссоединить две структуры (возможно по заданию ПУН) и, собственно, инициатор и спонсор раскола Рихард Яры (двойной агент: Германии, а тогда и СССР).

### Весна — осень 1940 года

#### Раскол ОУН
5 апреля Бандера вновь встретился с Мельником в Риме, проинформировал его о деятельности Революционного Провода и потребовал передачи ему руководства организацией на основании «Акта от 10 февраля» (и пользуясь тем, что его младший брат Александр Бандера был женат на племяннице Министра иностранных дел фашистской Италии графа Чиано). Однако Мельник отказался и 6-7 апреля письменно уведомил Бандеру, что сам Бандера и Ярослав Стецько должны будут предстать перед Главным революционным трибуналом ОУН. Бандера, в свою очередь, заявил о снятии с Мельника всех полномочий и объявил ПУН вне закона. 8 апреля Мельник распространил обращение, в котором обвинил Бандеру и Стецько в заранее спланированном расколе организации. Даже после этого обмена взаимными обвинениями контакты между сторонами продолжились, и окончательное размежевание произошло лишь в августе-сентябре 1940 г. Раскол ОУН фактически завершил затянувшийся на долгие годы конфликт между эмигрантским руководством и молодыми активистами, участвовавшими в непосредственной подпольной работе на территории Западной Украины, — конфликт, который удавалось сглаживать лишь благодаря авторитету создателя и руководителя УВО и ОУН Евгения Коновальца.
«Бандеровцы, — писала впоследствии деятельница ОУН Мария Савчин, — сумели в подавляющем большинстве охватить молодой элемент». Какой-либо специфической идеологической подоплёки раскол не имел — в центре конфликта были вопросы тактики и противоречия между «Краем» и эмиграцией. Раскол легитимизировал реальное положение дел: две практически автономные организации, разлад между которыми усугублялся спором «практиков» и «теоретиков» и приобретал черты конфликта поколений, получили окончательную самостоятельность.
Высказывалось мнение, что раскол в ОУН мог быть инспирирован немецкими спецслужбами и являлся отражением конфликта между абвером, «взявшим под своё крыло» бандеровское движение и использовавшим его как в разведывательных, так и диверсионно-террористических целях, — и РСХА (гестапо), работавшим с мельниковцами. Это условное разделение, однако, не мешало гестапо пользоваться услугами бандеровцев, а абверу — услугами мельниковцев.
Разногласия между бандеровцами и мельниковцами в момент раскола не носили идеологического характера. Тем более не существовало тогда между ними разницы во взглядах на то, какой должна быть политика Украины по отношению к национальным меньшинствам, что представляет собой украинская нация и т. д. Главный идеолог ОУН-Б Степан Ленкавский утверждал, что между бандеровцами и мельниковцами не существует идеологических различий, а имеются лишь расхождения в тактике, а также проблема личных отношений между лидерами (проводниками).
27 сентября 1940 года Бандера был формально исключён мельниковцами из ОУН. После раскола бандеровцы составляли в Галиции 80 % от общего числа оуновцев, на Волыни — 60 %, тогда как в Буковине и диаспоре преобладали мельниковцы.
Окончательное размежевание между двумя фракциями оформилось в апреле 1941 года, когда сторонники Бандеры провели в Кракове свой собственный II Большой Сбор украинских националистов, на котором результаты римского II Большого Сбора 1939 года были объявлены недействительными, а сам Мельник и его сторонники — диверсантами и вредителями. Новым вождём ОУН был объявлен Степан Бандера. С этого момента идёт отсчёт существования двух враждебных друг другу организаций украинских националистов, каждая из которых претендовала на то, что только она является единственно верной.

#### Подготовка восстания на Западной Украине
План Всеукраиского восстания по заданию Мельника разработал генерал В.Курманович, но репрессии 1939-41 годов подорвали структуру ОУН в Галичине, многие сторонники Мельника, уехавшего отсюда в 1938 г., были арестованы. Только в некоторых поветах удалоль сохранить руководство (например в Рогатинском, где поветовым Проводником был писатель Н.Венгжин, учитель младшего брата Бандеры Богдана). С начала 1940 года Бандера, установив контроль над Краевой экзекутивой на западноукраинских землях, строил своё руководство западноукраинским подпольем, исходя из собственного понимания ситуации. В начале января было принято решение существенно укрепить кадрами оуновское подполье в УССР. С этой целью из наиболее обученных в военном отношении и готовых к нелегальной работе членов ОУН формировались ударные группы (отделения) численностью от 5 до 20 человек, которым ставилась задача возглавить подполье, сформировать повстанческие и диверсионные отряды на местах.
В январе — марте 1940 года на территорию УССР перешло несколько таких групп, в составе которых находились и руководящие работники Краевой экзекутивы. Среди тех, кому удалось после успешного перехода границы закрепиться и в дальнейшем сыграть значительную роль в деятельности ОУНовского подполья, были Иван Климов («Легенда»), руководивший подпольем на Волыни, Дмитро Мирон и Лев Зацный (руководящие работники Краевой экзекутивы), О. Луцкий, Дмитро Клячкивский, В. Чижевский (Станиславщина).
На заседании Революционного провода ОУН 10 марта было решено, что подпольщики должны создать и возглавить штабы по подготовке национального восстания на территории Львовской и Волынской областей Украинской ССР, в двухмесячный срок изучить местность, создать чёткое представление о наличии повстанческих сил и оружия, выяснить настроения населения, его отношение к ОУН и возможной смене власти. Предусматривалось завершить основную подготовительную работу до середины мая 1940 года, после чего в полной боевой готовности ожидать сигнала Революционного провода к началу восстания.
В реальности, однако, всё оказалось сложнее. Руководители подполья быстро поняли, что восстание организовать невозможно в связи с нехваткой оружия, боеприпасов и сведений о силе противника. 24 марта 1940 года в Львове на конспиративной квартире состоялось совещание актива ОУН(б), на котором был выбран новый состав Краевой экзекутивы из 8 чел. (краевой проводник О. Грицак). Было решено заняться подготовкой оружия и боеприпасов, разведкой, диверсиями и перестройкой организационной структуры ОУН(б).
Однако советские органы госбезопасности, обеспокоенные агентурными сообщениями о подготовке восстания, произвели массовые аресты подозреваемых в причастности к подполью. Наиболее серьёзные удары были нанесены в конце марта — начале апреля по подполью Львова, Тернопольской, Ровенской и Волынской областей. Среди 658 задержанных оуновцев оказалось шесть членов Краевой экзекутивы, члены областных и районных проводов, руководитель Львовского городского провода.
Одиннадцать арестованных руководителей ОУН(б) предстали 29 октября 1940 года перед открытым судом во Львове. Десятерых из них приговорили к смертной казни. Приговор привели в исполнение 20 февраля 1941 года
Уже в начале мая 1940 года был выбран новый состав Краевой экзекутивы (краевой проводник Дмитро Мирон), и областных проводов. Подготовка к вооружённому восстанию была продолжена. Организация пополнялась новыми активистами.
В связи со срывом первоначальных планов восстание было перенесено на сентябрь-октябрь 1940 года.

#### Обострение междоусобной борьбы
13 августа, после длительных и безуспешных попыток привлечь «отступников и раскольников» к ответственности, ПУН издал призыв ко всем националистам «отмежеваться от диверсии Бандеры». В Кракове прошло несколько заседаний Революционного трибунала, организованного ПУН, где стороны вновь обменялись взаимными обвинениями в предательстве целей и задач организации. Итогом стало заочное осуждение Бандеры на смертную казнь, которая сразу же была заменена исключением его из ОУН. Впрочем, Мельник «разрешил Бандере смыть с себя позор раскаянием и борьбой в антибольшевистском подполье». Конец лета — начало осени 1940 года принято считать периодом фактического окончания процесса раздела ОУН на ОУН под руководством Бандеры (ОУН(б)) и ОУН под руководством Мельника (ОУН(м)). Борьба между бандеровцами и мельниковцами велась прежде всего за право возглавить националистическую эмиграцию и выступать перед германскими властями в качестве единственного представителя «украинского движения» и претендента на финансирование. В ходе этой борьбы обе фракции по указанию руководителей осуществляли убийства своих бывших единомышленников, захватывали друг у друга помещения, транспорт и т. п. По неполным данным, в междоусобной борьбе накануне нападения Германии на СССР было убито около 400 мельниковцев и до 200 бандеровцев. Зиновий Кныш, один из руководителей ОУН(м), в своих послевоенных мемуарах обвинял Бандеру и его подручных в гибели целого ряда высших руководителей, сотен командиров низшего звена, а также около 4 тысяч «рядовых членов, симпатиков и бойцов» ОУН(м).
Планированием и осуществлением основных кровавых акций против актива мельниковцев занимались Микола Лебедь и его заместитель М. Арсенич («Михайло», «Григор»). Как руководитель СБ ОУН(б), Лебедь лично определял будущие жертвы и добивался их ликвидации. Мельниковцы также вели террористическую работу против бандеровцев. Согласно показаниям одного из захваченных советскими органами госбезопасности агентов абвера и эмиссаров Мельника, стало известно, что подготовку тайных убийств бандеровских лидеров Андрей Мельник поручил члену ПУН Ярославу Гайвасу. Физическому уничтожению подлежали Бандера, Лебедь, Равлик, Старух и Габрусевич. Планы ликвидации разрабатывались таким образом, чтобы убийства можно было списать на НКВД и поляков. Помимо физической ликвидации, предпринимались также усилия по дискредитации руководителей конкурирующих группировок, обвинению их в сотрудничестве с НКВД.

#### Очередной удар по националистическому подполью
В конце августа — начале сентября 1940 по националистическому подполью был нанесён очередной удар. В руки НКВД попал связной краковского центра ОУН(б), у которого были найдены подробные инструкции для Краевой экзекутивы, из которых стало понятно, что бандеровцы планируют восстание на осень. Позднее НКВД удалось получить сведения о руководстве подполья и местоположении секретных складов с оружием и боеприпасами. Это позволило раскрыть 96 националистических групп и низовых организаций, при ликвидации которых было арестовано 1108 подпольщиков, захвачено 2070 винтовок, 43 пулемёта, 600 пистолетов, 80 тыс. патронов и пр.
Краковское руководство ОУН(б) в ответ приказало усилить конспирацию, отстранить от подпольной работы всех, кто попал в «поле зрения НКВД», перебросить всех нелегалов в Генерал-губернаторство, а работу продолжать лишь силами легализованных членов ОУН, соблюдая абсолютную конспирацию. Дошло до того, что всех членов и сочувствующих ОУН, которые нарушали принципы конспирации, было приказано немедленно ликвидировать. Такими жёсткими мерами руководство ОУН(б) пыталось сберечь организацию до весны 1941 г.
В конце декабря 1940 года НКВД начал операцию «по окончательной ликвидации оуновского подполья». Зимой 1940—1941 годов главный удар был нанесён по подполью Львовской, Станиславской, Дрогобычской областных и Владимир-Волынской окружной организаций. Всего лишь за два дня — 21—22 декабря — органами госбезопасности были арестованы 996 бандеровцев.
В этих условиях многие отряды оуновцев по указанию из Краковского центра ОУН пытались прорываться за кордон. В течение зимы советскими пограничниками было зафиксировано 86 боестолкновений при попытках перехода крупных вооружённых отрядов на немецкую и венгерскую территорию. Захваченных бандеровцев ожидало жестокое наказание. 15—19 января 1941 года в Львове состоялся «Процесс пятидесяти девяти». Сорока двух подсудимых приговорили к смертной казни; остальные получили по 10 лет каторги и 5 лет ссылки. Позднее Президиум Верховного Совета СССР заменил женщинам расстрел десятью годами тюрьмы. 7 мая в Дрогобыче состоялся ещё более массовый процесс над шестьюдесятью двумя бандеровцами. Тридцати из них был вынесен смертный приговор, ещё двадцати четырём — по десять лет тюрьмы. 12—13 мая в Дрогобыче состоялся суд ещё над тридцатью девятью националистами. 22 человека приговорены к расстрелу, 12 — к тюремному заключению, пятеро — к ссылке в Казахстан.

### 1941 год. Подготовка к войне против СССР
По другую сторону советско-германской демаркационной линии, в Генерал-губернаторстве, сотни оуновцев, вырвавшихся за кордон, не сидели сложа руки — они проходили интенсивное обучение военному делу, готовясь к подрывной деятельности и партизанской войне. Военную подготовку в этот период прошли и сами члены Революционного провода, включая Бандеру. Для украинской молодёжи были созданы многочисленные школы начальной воинской подготовки. После их прохождения молодых людей, проявлявших способности к обучению и организаторской работе, отбирали на специальные трёхмесячные курсы под Краковом, в Закопане (пансионат «Стамари»), где готовили кадры для службы безопасности ОУН(б). Здесь слушатели получали основные знания по всем военным дисциплинам, идеологии национализма, геополитике, организации подпольной работы, пропаганды и агитации, разведки и контрразведки, основные сведения о системе государственного управления СССР, структуре советских органов безопасности и Красной армии, их обучали методам криминалистики и дознания, полицейской службе, фотосъёмке, борьбе карате. Комплектованием курсантского состава занимался глава СБ ОУН(б) Микола Лебедь. Выпускные экзамены на краковских курсах принимали Роман Шухевич и Ярослав Стецько. На экзамене курсант получал задание составить призыв к восстанию, разработать планы вооружённого выступления в заданном районе (исходя из данных об имеющихся силах противника, особенностей местности, возможностей подполья и т. д.).
Для оуновцев, имевших военные звания, в Кракове действовали специальные штабные курсы — «высший старшинский вышкол», где прошли подготовку многие члены Центрального и краевых проводов ОУН-Б. Руководство ОУН, рассчитывая на создание в будущем украинской армии в основном из бывших красноармейцев, широко использовало советскую военную литературу, что должно было способствовать устранению психологического барьера в отношениях между оуновскими командирами и вчерашними советскими бойцами.
В предвоенный период продолжилось и укрепилось многолетнее сотрудничество украинских националистов с германской военной разведкой — абвером. Снабжая абвер развединформацией о СССР, ОУН поставляла кандидатов на обучение в различных военизированных формированиях и полицейских школах в Перемышле и Хелме (здесь готовились полицейские кадры для будущего оккупационного аппарата на Украине), в специальном учебном лагере абвера в Закопане, военно-тренировочном центре Квинцгуте и др.
Ещё в 1940 году при «Абверштелле Краков» была организована школа по подготовке разведчиков и диверсантов для работы на советской территории из украинцев — членов ОУН. Школа имела четыре лагеря (отделения), размещавшиеся в местечках Крыница, Дукля, Барвинек и Команьча. После окончания школы агенты перебрасывались с заданиями на советскую территорию через пункты абвера в Венгрии и Словакии.
Мельниковцы для подготовки кадров к войне с СССР из своих сторонников создали собственную школу по подготовке старшинского состава, среди преподавателей которых были генерал Капустянский, Я. Гайвас, И. Байдунник и др.
25 февраля 1941 года руководитель абвера адмирал Канарис дал санкцию на формирование так называемых Дружин украинских националистов (ДУН), состоявших из групп «Север» (командир Роман Шухевич) и «Юг» (командир Рихард Ярый), которые в документах абвера именовались «Специальное подразделение „Нахтигаль“» (нем. «Nachtigal» — «Соловей») и «Организация Роланд» (нем. «Roland») и входили в состав полка «Бранденбург-800», подчинявшегося руководителю Отдела II абвера (Абвер-II, «диверсии и психологическая война»).
Заместитель руководителя Отдела II подполковник Э. Штольце в своих показаниях, которые были включены Нюрнбергским трибуналом в эпизод «Агрессия против СССР», заявил, что он лично отдавал указания Мельнику и Бандере «организовать сразу же после нападения Германии на Советский Союз провокационные выступления на Украине с целью подрыва ближайшего тыла советских войск, а также для того, чтобы убедить международное общественное мнение в происходящем якобы разложении советского тыла». Имеются сведения о встречах Мельника с начальником Отдела II, а Бандеры — с самим начальником абвера адмиралом Канарисом. Как следует из воспоминаний Я. Стецько, встречу Бандеры с Канарисом незадолго до войны организовал Рихард Ярый. Как утверждал сам Бандера, на встрече с Канарисом в основном обсуждались условия обучения украинских добровольческих подразделений при вермахте.
Помимо финансирования деятельности националистов и участия в подготовке и заброске диверсантов (которые выполняли на территории УССР задания как абвера, так и ОУН), абвер предоставил руководителям ОУН (не позднее 10 июня 1941) информацию о дате начала войны и местах основных ударов вермахта и согласовал с оуновцами объекты для возможных диверсий.
Задачи, которые ставились абвером перед ОУН:
- уничтожение на территории будущего противника важных объектов,
- нагнетание нестабильности,
- инсценировка восстаний,
- создание «пятой колонны» на территории противника.[источник не указан 1191 день]

В преддверии нападения на СССР германские спецслужбы предприняли шаги, направленные на примирение враждующих националистических группировок с целью объединения усилий националистического подполья в подготовке войны против Советского Союза. Соглашаясь на словах с необходимостью примирения, ни Бандера, ни Мельник, однако, ничего для этого не сделали. В конце концов, уже после нападения на СССР, в августе 1941 года, после того как бандеровское руководство, окончательно выйдя из повиновения германским властям, провозгласило самостоятельность Украинской державы и отказалось дезавуировать свои действия, адмирал Канарис, согласно показаниям заместителя руководителя Отдела II абвера подполковника Э. Штольце, поручил ему прекратить связь с Бандерой и рассматривать Мельника как главу националистов.
Весной 1941 года с территории Генерал-губернаторства вновь началась переброска в Украинскую ССР хорошо обученных руководящих кадров ОУН с целью подготовки восстания. К апрелю резко возросла активность националистического подполья — было осуществлено 65 убийств и покушений на советских работников, сотрудников НКВД, распространялись листовки, возросли случаи саботажа, усилилась разведывательная активность. Поступающие данные о частях Красной армии и внутренних войск НКВД, их вооружении, дислокации, численности, командном составе, местах проживания семей командиров, военных объектах и возможностях для диверсий использовались самим краковским центром и передавались германской разведке в качестве оплаты за материально-техническое оснащение и финансовую помощь. В этот период Революционный провод получил от абвера 2,5 млн марок на ведение подрывной работы против СССР, использованные бандеровцами в основном на снаряжение для своих походных групп.
Одновременно была усилена контрразведывательная работа службы безопасности ОУН(б) по выявлению агентов советских органов госбезопасности. Подразделения СБ были созданы на всех уровнях управления, а в каждой низовой ячейке имелись свои тайные осведомители СБ. Всех членов ОУН(б) привели к присяге на верность Украине и Организации.
Активизации оуновского подполья на территории Украинской ССР способствовало проведение в Кракове Великого Сбора украинских националистов, одобрившего новые инструкции по действиям подпольных ячеек ОУН. Только в апреле в результате действий оуновских групп погибли 38 советских и партийных работников, были осуществлены десятки диверсий на транспорте, промышленных и сельскохозяйственных предприятиях.
Войска НКВД в течение нескольких месяцев не могли справиться с вооружёнными повстанческими группами, действовавшими в Тернопольской и Дрогобычской областях. В этой ситуации украинским руководством было принято решение о выселении из региона семей известных оуновцев, кулаков, репрессированных. Операция была начата в конце мая 1941 года.
В апреле — июне 1941 года советским органам госбезопасности удалось ликвидировать 38 повстанческо-диверсионных групп, в которых насчитывалось 273 участника. Всего в 1939—1941 годах, по данным советских органов госбезопасности, на Западной Украине было арестовано, захвачено в плен или убито 16,5 тыс. членов националистических организаций. ОУН, однако, сумела сохранить достаточные силы для того, чтобы после нападения Германии на СССР приступить к масштабной реализации своего плана антисоветского восстания.

#### II Большой Сбор ОУН (бандеровский)
В апреле 1941 года сторонники Бандеры созвали в Кракове свой собственный II Большой Сбор украинских националистов (укр. II ВЗУН), чем подчеркнули своё непризнание легитимности предыдущего II Большого Сбора, проводившегося сторонниками Мельника 27—30 августа 1939 года в Риме. Лидером (проводником) ОУН был избран Степан Бандера, заместителем — Ярослав Стецько. Решения римского II Большого Сбора были отменены, был заявлен курс на углубление взаимодействия с Германией, Италией и Японией.
В программных постановлениях ІІ Съезда ОУН-Б заявлялось, что ОУН борется за «суверенное соборное Украинское государство, за власть украинского народа на украинской земле», поскольку «только суверенное Украинское государство может обеспечить украинскому народу свободную жизнь и полное и всестороннее развитие всех его сил». Провозглашалось, что украинское государство можно создать лишь путём «революционной борьбы» с «оккупантами» («наїздниками»). В будущем Украинском государстве все украинцы (но не всё население Украины!) будут равны в своих правах и обязанностях по отношению к нации и государству и будут объединены в «производственные и профессиональные организации, построенные на основе производственной солидарности и равноправия всех работающих». Собственником всей земли, вод, полезных ископаемых провозглашался украинский народ. Продолжением этого постулата был лозунг: «украинская земля — украинским крестьянам, фабрики и заводы — украинским работникам, украинский хлеб — украинскому народу». Предусматривалась национализация тяжёлой промышленности и транспорта.
Международная обстановка, в которой проводился съезд, была совершенно иной, нежели в августе 1939 года, когда Мельник был утверждён главой ОУН, — Польша была уничтожена, были захвачены Дания и Норвегия, Германия и её союзники контролировали практически всю континентальную часть Западной Европы и готовились к войне на Балканах и на востоке. В постановлениях бандеровского съезда было заявлено, что ОУН намерена использовать предстоящую войну (между Германией и СССР) для борьбы за самостоятельное украинское государство. В связи с этим членам ОУН было дано указание не ввязываться в прямые столкновения, а выжидать и заниматься исключительно саботажем, диверсиями и вредительством, инспирируя разложение и хаос в советском тылу. Вопрос о том, на чьей стороне будет выступать ОУН, был решён однозначно: «Державы, которые ведут борьбу с Москвой и не относятся враждебно к Украине, мы рассматриваем как естественных союзников. Платформой длительных союзнических отношений может быть совместная борьба против большевистской Москвы».
В решениях съезда прослеживались явные антисемитские мотивы — там, где речь шла о евреях как «опоре московско-большевистского режима»:
Евреи в СССР являются преданнейшей опорой господствующего большевистского режима и авангардом московского империализма на Украине. Московско-большевистское правительство использует антиеврейские настроения украинских масс, чтобы отвлечь их внимание от действительной причины бед и чтобы во время восстания направить их на еврейские погромы. Организация украинских националистов борется с евреями как с опорой московско-большевистского режима, одновременно разъясняя народным массам, что Москва — это главный враг.

В базовом документе ОУН(б) — принятой после Съезда инструкции «Борьба и деятельность ОУН во время войны» — декларировалось:
Во времена хаоса и смуты можно позволить себе ликвидацию нежелательных польских, московских и еврейских деятелей, особенно сторонников большевистско-московского империализма; национальные меньшинства делятся на: а) лояльные нам, собственно члены всех ещё угнетенных народов; б) враждебные нам — москали, поляки и евреи. а) имеют одинаковые права с украинцами…, б) уничтожать в борьбе, в частности тех, которые будут защищать режим: переселять в их земли, уничтожать, главным образом интеллигенцию, которую нельзя допускать ни в какие руководящие органы, вообще сделать невозможным «производство» интеллигенции, доступ к школам и т. п. Руководителей уничтожать… Ассимиляция евреев исключается.
В разделе «Отношение к немецкой армии» указывалось, что немецкие войска необходимо рассматривать как войска союзников и использовать их успехи для создания собственного государственного устройства, причём часть организационного актива ОУН необходимо присоединить к немецким войскам для работы на Центральной и Восточной Украине. При всех территориальных центрах ОУН намечалось создание органов Службы безопасности, для деятельности которых предполагалось задействовать «технический арсенал НКВД».
В документе указывалось, что ОУН выступает как против коммунизма, так и против капитализма и других мировоззрений и систем, «ослабляющих» народ, при этом фашизм в число подобных общественно-политических систем не входил. ОУН-Б выступила на съезде против «оппортунистических партий», к которым бандеровцы относили гетманцев, эсеров, ундистов, радикалов, клерикалов, а также «мелкобуржуазную группу попутчиков национализма А. Мельника», разбивающих однородный фронт борьбы украинского национализма и делающих ставку на внешние силы.
Предполагалось, что самостоятельное Украинское государство будет провозглашено одновременно на всей украинской территории, а не только на Западной Украине.
В отношении колхозов позиция ОУН была двоякой. ОУН-Б отрицала колхозы как форму хозяйственного устройства и выступала против них, в то же время украинскими националистами предусматривался лишь постепенный отказ от колхозов, который не угрожал бы «разрушением хозяйственной жизни».
Предполагалось, что украинцы, проживающие за пределами украинских этнографических территорий, также должны участвовать в борьбе против «московского империализма» в местах своего проживания.

## ОУН(б) и ОУН(м) в период Великой Отечественной войны

### ОУН как «пятая колонна»
С апреля 1941 года националистическим подпольем на Западной Украине руководил Иван Клымив («Легенда»). По данным Краевой экзекутивы, местные организации ОУН насчитывали не менее 12 тыс. членов. Все они были разделены на отряды и группы, действовавшие по мобилизационным планам. Оуновцы-нелегалы в основном базировались в труднодоступной местности. Часть членов ОУН, легализовавшихся в советских органах, на предприятиях и в учреждениях, имели персональные задания на случай начала войны — саботаж, распространение панических слухов, антисоветская агитация.

С самого первого дня военных действий вооружённые группы ОУН развернули активную диверсионно-партизанскую войну в непосредственном тылу обороняющейся Красной армии. Согласно донесениям органов НКВД, в эти дни «диверсионно-террористические банды разрушали коммуникации в тылу советских войск, препятствовали эвакуации людей и материальных ценностей, наводили световыми сигналами вражеские самолёты на важные объекты, убивали партийных и советских работников, представителей правоохранительных органов. Переодетые в красноармейскую форму, оуновские банды нападали с тыла на мелкие подразделения и штабы Красной армии, обстреливали их с чердаков домов и заранее оборудованных огневых пунктов». Националисты устраивали засады на отдельные группы бойцов, уничтожали их, добывая таким образом себе оружие. В первую очередь уничтожали командный состав, зачастую предлагая рядовым-украинцам переходить на свою сторону. Многие местные жители, мобилизованные в РККА, сами дезертировали и переходили к оуновцам. С приходом немецких войск местное население активно помогало им в преследовании попавших в окружение красноармейцев.
Были осуществлены вооружённые нападения на тюрьмы НКВД в Бережанах, Львове, Золочеве, Кременце, Самборе, Луцке и других городах. Например, из львовской тюрьмы № 1 были освобождены 300 заключённых. Бережанскую тюрьму пытались взять штурмом трижды в течение одних суток (26 июня). В Луцкой тюрьме в первый день войны арестованные оуновцы сами подняли бунт, который подавили войска НКВД, после чего 200 заключённых были расстреляны.
Оуновские отряды нападали на пограничные заставы, перерезали линии связи, обстреливали из засад войсковые колонны, захватывали населённые пункты, удерживая их до подхода передовых колонн немецкой армии, или штурмовали их совместно с немцами. В населённых пунктах, находившихся дальше от линии фронта, националисты распространяли листовки с призывами уклоняться от мобилизации и не помогать Красной армии, сотрудничать с немцами и не верить «большевистской пропаганде»: «Не верьте брехне красных комиссаров и продавшихся шкур („запроданців“) про грабежи, резню, аресты со стороны немецкой армии. Немецкая армия — наикультурнейшая армия мира. Она не против создания Украинского государства и власти украинских крестьян, работников, интеллигенции».
По мере того, как линия фронта уходила на восток, оуновские отряды в ряде мест переформировывались в «народную милицию». Так, 25 июня Ярослав Стецько в своём письме-отчёте Бандере писал: «создаём милицию, которая поможет евреев устранять». В инструкциях СБ ОУН разъяснялось, что «народная милиция» будет представлять собой временный орган государственной безопасности. «Народную милицию» должен был возглавить комендант из числа видных националистов. Местные органы «народной милиции» должны были регистрировать всех граждан, прибывших в тот или иной населённый пункт после 17 сентября 1939 года (дата начала ввода РККА на Западную Украину), а также всех евреев. На службу в «народной милиции» разрешалось принимать бывших украинцев-красноармейцев. Использование русских и поляков, естественно, исключалось. Все граждане села обязаны были помогать «народной милиции» выявлять «красноармейцев, энкаведистов, евреев, сексотов, одним словом всех, кто не принадлежит к гражданам села и пришли сюда вследствие оккупации украинских земель красной Москвой». Немецкое командование, однако, почти всегда относилось к подобной инициативе своих «союзников» негативно и с осени приняло меры к разоружению «милиции».
Начиная с 24 июня, в самом Львове оуновцы во многих местах города открыли с крыш и окон домов автоматный и пулемётный огонь по частям 8-го механизированного корпуса, который форсированным маршем передислоцировался в район боевых действий. Огневые точки были установлены на Высоком замке, городской газораспределительной станции, в Лычаковском парке, на костёлах в центре Львова и на трамвайном депо. В первый день советские войска отвечали беспорядочной стрельбой по окнам и чердакам. Бои с повстанцами не прекращались круглые сутки, их вели подразделения Красной армии, милицейские патрули и бойцы 233-го полка конвойных войск НКВД. 25 июня начались облавы в домах в центре города. Комендатура издала приказ, запрещающий жителям центральной части города открывать окна, выходящие на главные улицы и площади, и вообще появляться у окон. По всем открытым окнам войска открывали огонь без предупреждения. Несмотря на принимавшиеся меры, вооружённые стычки на улицах города продолжались до 28 июня.
На территории приграничного Рава-Русского района Львовской области, где располагались мощные фортификационные укрепления и дислоцировались значительные силы пограничных войск, оуновцы основное внимание обратили на разведку военных объектов. Полученная ценная оперативная информация передавалась немецким войскам, наступавшим на Рава-Русский укрепрайон.
В июне — июле одновременно с бандеровскими отрядами на Полесье перешли к активным действиям вооружённые отряды Тараса Боровца (атамана Тараса Бульбы), сумевшие выбить советские войска с большой территории в районе Олевска, захватить сам город и создать собственную «Олевскую республику».
Примерно с 7-8 июля, когда Западная Украина уже в основном находилась в руках немецких и венгерских (Станиславская область) войск, характер действий вооружённых отрядов националистов изменился — они в основном переформировывались в отряды местной самообороны, которые охраняли населённые пункты от оказавшихся в окружении красноармейцев и дезертиров, разоружали их, собирали на местах боёв оружие и т. д.
Всего в ходе поднятого ОУН антисоветского восстания в начале войны Красная армия и части войск НКВД потеряли в столкновениях с украинскими националистами около 2100 человек убитыми и 900 ранеными, потери же националистов лишь на территории Волыни достигли 500 человек убитыми. Оуновцам удалось поднять восстание на территории 26 районов современных Львовской, Ивано-Франковской, Тернопольской, Волынской и Ровенской областей. Националисты сумели установить свой контроль над 11 районными центрами и захватить значительные трофеи (в донесениях сообщалось о 15 тыс. винтовок, 7 тыс. пулемётов и 6 тыс. ручных гранат).
Вслед за наступавшими частями фашистской армии двигалось несколько сформированных бандеровцами так называемых «походных групп», маршрут продвижения которых был заранее согласован с абвером. Северная «походная группа» в составе 2 500 человек двигалась по маршруту Луцк — Житомир — Киев, Восточная — 1 500 оуновцев — в направлении Полтава — Сумы — Харьков. Южная «группа» в составе 880 человек следовала по маршруту Тернополь — Винница — Днепропетровск — Одесса. Эти группы выполняли функции вспомогательного оккупационного аппарата: они помогали формировать так называемую украинскую полицию, городские и районные управы, а также другие органы оккупационной администрации, среди населения распространялся текст Акта провозглашения Украинского государства от 30 июня 1941 года. Ожидалось, что в условиях немецкой оккупации националисты получат возможность распространять свои идеи по всей территории Украины, подготавливая, таким образом, почву для будущего выступления за независимость Украинского государства.
Общее руководство походными группами осуществлял Дмитрий Мирон-«Орлик». Судьба этих групп была различной. Северная и восточная группы были преимущественно разгромлены СД и гестапо с началом осенних немецких репрессий против бандеровцев. Большинство их руководителей были арестованы, но части удалось уйти в подполье и начать создание сети ОУН по всей Украине. Южной группе повезло больше: ей удалось добраться до Одессы и создать там сильную базу ОУН..
Помимо трёх походных групп, была ещё одна небольшая специальная группа во главе с Ярославом Стецько, вторым после Бандеры человеком в ОУН-Б. В её задачу входило провозглашение во Львове независимого украинского государства. Провозглашением независимой Украины бандеровцы хотели поставить немецкую администрацию перед свершившимся фактом. Кроме того, бандеровцы таким образом, вероятно, хотели окончательно перехватить инициативу у мельниковцев в борьбе за Украинское самостоятельное соборное государство (укр. УССД - Українська Самостійна Соборна Держава) и стать единственной в глазах немцев легитимной украинской властью на Украине.

### Провозглашение «Украинского государства»
23 июня ОУН(б) направила в Рейхсканцелярию меморандум о дальнейшем сотрудничестве ОУН с Германией. ОУН(м) направила свои предложения 3 июля.
Продвигаясь за немецкими войсками, Стецько с группой сторонников прибыл во Львов, где 30 июня созвал «Украинские национальные сборы», провозгласившие «Украинское государство», которое, как рассчитывали украинские националистические лидеры, получит такой же статус, как и Словакия под руководством
Йозефа Тисо или Хорватия под руководством Анте Павелича, после чего вместе с Великой Германией будет устанавливать новый порядок по всему миру во главе с «вождём украинского народа Степаном Бандерой». Сам Стецько возглавил правительство провозглашённого Украинского государства, в основном сформированное из членов ОУН(б). 3 июля 1941 года Стецько разослал письма с приветствиями и просьбой о поддержке лидерам стран Оси: Гитлеру, Муссолини, Миклошу Хорти, Иону Антонеску, Карлу Густаву Маннергейму, Франсиско Франко, Анте Павеличу и Йозефу Тисо, подчёркивая, что его государство — член «Новой Европы». Так, в письме Павеличу Стецько заявил, что украинцы и хорваты — «оба революционных народа, закалённые в боях, будут гарантировать создание здоровой обстановки в Европе и нового порядка».
В дальнейшем сторонники ОУН(б) оглашали Акт от 30 июня на митингах в районных и областных центрах Западной Украины, занятых немецкими войсками, формировали украинскую милицию и органы управления, активно сотрудничавшие с прибывшими туда немецкими административно-карательными структурами. Поскольку немецкая сторона рассчитывала на то, что в тылу РККА на Восточной Украине будут происходить антисоветские выступления, аналогичные тем, что имели место в западных областях, никаких активных действий против украинских националистов поначалу не предпринималось.
Отношение немецкого руководства к Акту провозглашения Украинского государства во Львове было неоднозначным. Как утверждал в своих мемуарах Ярослав Стецько, военная разведка готова была поддержать ОУН: глава абвера адмирал Вильгельм Канарис считал, что лишь при «создании украинского государства возможна победа немцев над Россией». Однако политическое руководство НСДАП во главе с Мартином Борманом отвергало какое бы то ни было сотрудничество с ОУН, рассматривая украинские земли лишь как территорию для немецкой колонизации. Попытка украинских националистов провозгласить собственное государство вызвала недовольство Гитлера и Бормана. Они потребовали немедленно уничтожить «сговор украинских самостийников». 3 июля 1941 в Кракове состоялись двусторонние беседы Бандеры, Владимира Горбового, Василия Мудрого, Степана Шухевича, Виктора Андриевского с заместителем государственного секретаря Генерал-губернаторства Эрнстом Кундтом, доктором Фюлем, судьёй фон Бюловым и полковником Альфредом Бизанцем по поводу Акта 30 июня. На угрозы Кундта применением репрессий, если ОУН не прекратит своей деятельности, Бандера заявил: «Мы вступили в бой, который разворачивается сейчас, чтобы бороться за независимую и свободную Украину. Мы боремся за украинские идеи и цели. […] ОУН — единственная организация, ведущая борьбу, и она имеет право, на основании той борьбы, творить правительство».

5 июля в Кракове Бандера и ряд членов ОУН(б), находившихся в городе, были взяты под домашний арест и перевезены в Берлин «для дачи пояснений», 9 июля во Львове был арестован Ярослав Стецько. Ранее в этот же день во Львове было совершено вооружённое нападение на Стецько, в результате чего погиб его водитель, сам же «глава правительства» не пострадал. В Берлине от Бандеры потребовали прекратить действия против группы Мельника и отозвать «Акт 30 июня 1941». Мельник был также взят под домашний арест в Кракове, но вскоре освобождён. 21 июля 1941 года министерство иностранных дел Германии официально заявило, что провозглашение Украины 30 июня не имеет никакой юридической силы. ОУН(м) также осудила Акт провозглашения государственности 30 июня 1941 года («рафинированно-сплетенная провокация Москвы не удалась. Бандерияда получила в самом Львове по лбу.»)) и обнаружила склонность к более гибкой политике, считая открытую конфронтацию с немецкой мощью несвоевременной и губительной для национальных интересов.
Пока «глава Украинского государственного правления» и «вождь украинского народа» находились в Берлине, обязанности «главы Украинского государства» во Львове исполнял Лев Ребет.
С 20 (по другим источникам, 25) июля Бандера находился в Берлине под домашним арестом, там же пребывал и Стецько. Домашний арест не мешал им заниматься руководством ОУН — их посещали курьеры с информацией с Украины, а они направляли обратно свои письма и указания.
3 августа оба «лидера» направили письма Гитлеру в связи с включением Галиции в состав Генерал-губернаторства. 14 августа Бандера написал Альфреду Розенбергу письмо, в котором ещё раз попытался прояснить для немцев ситуацию, сложившуюся с ОУН(б). К письму Бандера приложил меморандум под названием «О положении в Львове (Лемберге)» (нем. «Zur Lage in Lwiw(Lemberg)»), который имел такие разделы: «История сотрудничества ОУН с Германией», «ОУН и новый порядок в Восточной Европе», «Основы украинско-немецкой дружбы», «Государство как источник творческого труда народа», «Цель ОУН — Украинское государство», «Акт 30.06.1941 и украинско-немецкое сотрудничество», «Отношения ОУН с правительством Украинского государства», «ОУН за дальнейшее сотрудничество с Германией». В меморандуме, в частности, подчёркивалось: «Идея украинской самобытности противостоит всякому угнетению, будь то еврейский большевизм или российский империализм», «ОУН желает сотрудничества с Германией не из оппортунизма, а исходя из осознания необходимости этого сотрудничества для блага Украины», «Нет лучшей гарантии украинско-немецкой дружбы, чем признание Германией Украинского Государства».
Некоторые исследователи переоценивают значение ареста «правительства» Стецько, рассматривая это событие чуть ли не как начало противостояния ОУН и немецкой оккупационной власти на Украине, проявление оппозиционности ОУН в отношении Германии. Однако летом 1941 года ещё ни о какой оппозиционности ОУН — по крайней мере, официальной — не могло быть и речи. Несмотря на начавшиеся аресты руководства ОУН, украинские националисты призывали украинский народ поддерживать Германию. ОУН-Б публично открещивалась от всех призывов к борьбе с оккупационными властями, распространяемых от имени ОУН, как от провокации: «Организация украинских националистов не пойдёт на подпольную борьбу против Германии, и на этот путь не толкнут её никакие предатели и враги». Некоторые походные группы ОУН шли на открытое сотрудничество с оккупационными властями. Один из руководителей походной группы, например, 16 июля 1941 г. в своём отчёте указывал: «Наши дела больше свидетельствуют об искреннем сотрудничестве ОУН с немцами, чем все воззвания, и это главное». Руководители походных групп делились с немцами разведданными и выполняли специальные поручения. Этим, в частности, занимались Ростислав Волошин и Микола Климишин. В конце августа 1941 года в печатном органе управы повета Косова в заметке «Организация украинских националистов и её ближайшие задачи», написанной от имени ОУН, говорилось следующее: «В нашей работе всегда помним про помощь немецкой Армии и её Вождя Адольфа Гитлера в освобождении украинского народа». Расхождения между ОУН и немецкой администрацией заключались в том, что последняя ни в каком виде не признавала независимости Украины, её государственности. Однако до осени 1941 года деятельность ОУН носила ещё легальный характер.

### «Нахтигаль» и «Роланд»
К началу Великой Отечественной войны руководство абвера планировало использовать эти подразделения для подрывной работы на территории УССР и дезорганизации тыла РККА, тогда как Бандера рассчитывал, что они составят ядро будущей украинской армии. В ночь на 30 июня «Нахтигаль» вступил во Львов. Батальон захватил стратегические пункты в центре города, включая радиостанцию, откуда позднее был провозглашён Акт восстановления Украинской государственности. Большие разногласия в исторической науке вызывал и вызывает вопрос участия личного состава «Нахтигаля» во львовском еврейском погроме.
В июле батальон «Нахтигаль» участвовал в боях с РККА под Винницей. За храбрость, проявленную в боях, Юрий Лопатинский и Иван Гриньох получили железные кресты различного достоинства. Батальон «Роланд» был направлен для поддержки немецких войск в Румынию, затем в Молдову, но участия в боевых действиях не принимал. К осени украинские батальоны были расформированы, а их личный состав был сведён в одно подразделение. К концу октября сформированный таким образом 201-й батальон шуцманшафт численностью около 650 человек был перебазирован во Франкфурт-на-Одере, где с 25 ноября с его членами началось заключение индивидуальных годичных контрактов на службу в немецкой армии. Годом позже, в декабре 1942 года, большинство военнослужащих, отказавшись подписывать новый контракт, перейдут на нелегальное положение и вскоре после этого присоединятся к УПА.

### Первые попытки создания «украинской армии»
Летом 1941 года Иван Клымив («Легенда»), проводник ОУН-Б на западноукраинских землях, в соответствии с решением Краевого провода ОУН стал «начальным комендантом Украинской национальной революционной армии» (УНРА). УНРА рассматривалась руководством ОУН как основа будущей армии Украинского государства. Создание собственной «армии» одновременно подразумевало и уничтожение потенциальной «пятой колонны», в том числе национальных меньшинств, которые могут быть нелояльными Украинскому государству. Поэтому Иван Клымив потребовал составлять «списки поляков, евреев, специалистов, офицеров, проводников и всего вражески настроенного против Украины и Германии элемента». Очевидно, что бандеровцы рассматривали всех поляков и евреев как нелояльных националистам, поэтому они заносились в «чёрные списки» людей, которых при надобности можно было уничтожить. Вероятно, подобные списки могли пригодиться СБ ОУН, которая с началом войны приступила к уничтожению коммунистов, «НКВДистов, комсомольцев и прочих людей, закреплявших московскую власть на украинских землях». В этом члены СБ действовали подобно нацистам. ОУН уничтожала тех людей, которые могли стать опорой сопротивления её власти. В отношении поляков СБ ОУН в этот период уничтожала только политически активное польское население, а не всех поголовно.
Иван Клымив рассматривал любые неподконтрольные ему украинские или иные вооружённые формирования на территории Украины как банды и, в случае отказа сложить оружие, угрожал им расправой. Все эти преступные действия по уничтожению «пятой колонны» должны были совершаться от имени украинского народа, поскольку ОУН в определении нации исходила из идеи суверенитета народа. Клымив по этому поводу заявлял: «Единственным сувереном на украинской земле является украинский народ и его выразитель — Провод украинских националистов с Бандерой во главе».
Уже к осени, однако, создаваемые по приказу Клымива отряды были распущены. Сам Клымив после этого перешёл на активные антинемецкие позиции и стал ярым сторонником начала вооружённой борьбы с Германией.

### Переход ОУН (б) в подполье
Успехи немецкой армии и быстрое продвижение на восток к середине сентября 1941 года позволили Гитлеру окончательно отвергнуть концепцию «Украинского государства». К тому же излишне самостоятельная активность националистов начала мешать немецкой администрации. Отрицательно отнеслись в Берлине и к междоусобной войне, которую ОУН(б) развернула против сторонников Андрея Мельника. 30 августа в Житомире а результате террористического акта погибли члены провода ОУН(м) Омелян Сенник и Микола Сциборский. Затем в разных городах было убито ещё несколько десятков человек. Руководство ОУН(м) немедленно возложило вину за эти преступления на бандеровцев. 13 сентября глава РСХА Рейнхард Гейдрих, воспользовавшись этим поводом, подписал директиву о проведении на всей территории нацистской Германии, в Генерал-губернаторстве и прифронтовой территории поголовных арестов бандеровского руководства «по подозрению в содействии убийству представителей движения Мельника», а также о прекращении деятельности всех отделений и органов ОУН(б).
Утром 15 сентября прошли массовые аресты, охватившие до 80 % руководящих кадров организации. Всего в 1941 году гестапо арестовало более 1500 бандеровских активистов. С 18 сентября немецкие власти начали разоружение украинской (оуновской) милиции. 12 сентября офицер вермахта и специалист по «украинскому вопросу» Ганс Кох встретился в Берлине со Стецько и Бандерой и потребовал от них отозвать Акт о провозглашении Украинского государства, однако оба отказались. 15 сентября они были арестованы и помещены в центральную берлинскую тюрьму гестапо, а в январе 1942 года — переведены в спецбарак «Целленбау» концлагеря Заксенхаузен, где содержались нежелательные политические деятели. Попав в концлагерь, Бандера и Стецько были лишены возможности руководить действиями украинских националистов. Когда же они вышли на свободу в 1944 году, на территории Западной Украины уже давно действовала УПА, созданная без их участия и имевшая своё собственное руководство.
После ареста Бандеры ОУН-Б возглавил в качестве исполняющего обязанности проводника Николай Лебедь. Осенью 1941 года ему удалось организовать конференцию, призванную разработать новую стратегию действий. Участники конференции, видимо, находились под впечатлением успехов немецких войск, которые в то время приближались к Москве. Преобладало мнение, что Рейх захватит столицу СССР. Было решено, что начать в этот момент вооружённую борьбу против немцев означает лишь обескровить ОУН, поэтому членам организации приказали снова перейти в подполье и вести пропагандистско-организационную деятельность. Особое значение оуновские подпольщики придавали проникновению в Украинскую вспомогательную полицию. Служба в ней давала шанс военной подготовке значительного количества молодых людей. Уже тогда возникло намерение «в нужный момент» благодаря доверенным лицам взять его под контроль. Украинское подполье глубоко её покрыло, ведь руководители националистов сначала предполагали, что в нужный момент члены этого формирования перейдут на их сторону и создадут партизанский отряд.
Гестапо, узнав что ОУН Бандеры не разгромлена, 25 ноября 1941 года сообщило, что бандеровцы готовят вооружённое восстание, издавшее тайный приказ арестовывать всех активистов ОУН(Б). После допросов инструкция предписывала расстреливать их как мародеров без суда. Массовые репрессии позже коснулись также мельниковцев. Между тем, когда победителями в противостоянии за Львов стали сторонники Бандеры, уже в Киеве именно мельниковцы создали органы самоуправления. Походная группа ОУН(м), которая достигла в сентябре 1941 Киева, наладила выпуск газеты «Украинское Слово», функционирование Союза украинских писателей, ряда других общественных учреждений, сформировала Украинскую Национальную раду (УНР) в столице Украины. Однако уже 17 ноября 1941 немцы её распустили. В начале 1942 года часть членов УНРады, в том числе поэтессу Елену Телигу, расстреляли в Бабьем Яре (по другим данным, их убивали в застенках гестапо на Владимирской улице, где сейчас находится здание СБУ).
В Киеве в начале 1942 года бандеровцы на низовом уровне сотрудничали с мельниковцами и имели определённое влияние в украинской полиции Киева, которой руководили мельниковцы. В начале 1942 года ОУН официально под угрозой исключения запретила своим членам вступать в немецкую полицию. Тем не менее, несмотря на аресты и переход на нелегальное или полулегальное положение, ОУН(б) официально не выступала против немцев. Отчасти это объяснялось позицией Степана Бандеры. В начале 1942 года курьер Центрального Провода Евгений Стахив получил письмо от Бандеры для Лебедя, в котором тот призывал не предпринимать никаких акций против немцев.
В апреле 1942 г. состоялась II конференция ОУН-Б во Львове, определившая дальнейшую стратегию освободительного движения. Конференция подтвердила негативное отношение ОУН(б) к нацистской политике в Украине, сориентировала её членов на развертывание широкой военной подготовки труда, создала основу для вооруженного под лозунгами активной борьбы за Украинскую Государственность. На протяжении всего 1942 года повстанческое движение проходило под девизом: «Наша вооруженная борьба против немцев была бы помощью Сталину». Поэтому ОУН(Б) воздерживалась от активных боевых действий против Германии и занималась, в основном, пропагандой. Оуновцы ждали момента, когда вермахт и Красная армия ослабеют, чтобы поднять мощное восстание и добиться освобождения Украины и от Германии, и от Советского Союза. На момент конференции бандеровцы считали партизанскую войну пустой тратой человеческих жизней. Тем не менее, в апреле 1942 года по указанию Провода ОУН-Б на Волыни началось формирование так называемых «групп самообороны» (боёвок) по схеме «кущ» (3 села, 15—45 участников) — надрайонная сотня — курень (3—4 сотни). К середине лета на Волыни боёвки насчитывали до 600 вооружённых участников. Несмотря на аресты членов ОУН-Б, организация продолжала функционировать, а в её ряды вступили сотни новых членов и сторонников. Методами агитации оуновцы также пытались мешать вербовке украинского населения на каторжные работы в Германию.
Однако осенью 1942 года стало очевидно, что этот курс пассивного сопротивления не удастся удержать. На территории Волыни все чаще появлялись группы советских партизан, в то же время лесные отряды создавали другие украинские националистические группировки. Самыми известными были подразделения Тараса Бульбы-Боровца, связанного с петлюровским движением. Боровец уже на рубеже 1941—1942 годов официально употреблял для именования созданных им подразделений название УПА, непосредственно апеллируя к антисоветскому партизанскому движению, существовавшему в двадцатых годах.
Всё нарастающее недовольство украинского населения немецкой властью вынуждало руководство ОУН искать пути изменения ситуации. В октябре 1942 года во Львове состоялась І Военная Конференция ОУН(б). Инициатива проведения конференции исходила не от Миколы Лебедя, а от низовых активистов ОУН. Основным вопросом на нем было создание украинских вооружённых формирований и ведение будущих боевых действий. Во время совещания была создана рабочая группа, которой поручили подготовить подробные планы. В планируемых сценариях не исключалась массовая мобилизация сотен тысяч украинцев и борьба против всех врагов одновременно, в том числе против СССР, Польши и стран Оси. Комиссия также размышляла над тем, как в случае начала восстания следует обращаться с этническими меньшинствами.

### Создание УПА
В начале декабря 1942 г. во Львове собралась II «военная конференция бандеровской ОУН», на которой принято решение об ускорении работы по созданию вооружённых формирований ОУН («военные подразделения ОУН самостийников-державников»). В итоговом документе также отмечалось, что «все боеспособное население должно встать под знамёна ОУН для борьбы против смертельного большевистского врага». С 1942 года деятельностью ОУН-Б на Волыни руководил Дмитрий Клячкивский (Клим Савур). Значительное влияние на создание бандеровских партизанских отрядов оказывал Иван Литвинчук-«Дубовой», проводник ОУН-Б на Северо-Восточной Волыни. Именно там в конце 1942 года была создана сотня (эквивалент роты) под командованием Григория Перегиняка («Довбёшка-Коробка»). Сотня формально была Военным отделом ОУН (так бандеровцы называли свои партизанские группы), и только после утверждения названия «Украинская Повстанческая Армия» по ней начали применять это название. Но это не меняет того факта, что она была первым партизанским отрядом ОУН-Б, и поэтому в журнале УПА «До зброї» в июле 1943 года она была признана первой сотней УПА.
Победа Красной Армии под Сталинградом в начале 1943 года обозначила перспективу военного поражения нацистской Германии. Помимо этого, на территорию оккупированных западных областей Украины, выполняя задачи по разрушению немецкого тыла, стали проникать советские партизанские отряды и соединения. И это по данным ряда историков стало одной из главных причин заставить националистов ускорить процесс формирования своих собственных вооружённых сил, поскольку руководство ОУН-Б пришло к выводу, что оно может потерять влияние в регионах и лишиться базы собственного движения. О таких мотивах, откровенно указывается в письме одного из руководителей Службы безопасности (СБ) ОУН на северо-западных землях Василия Макара. Макар указывал, что оуновцы уже должны проводить повстанческие акции, и эти акции не опережали события, а уже запоздали, поскольку территория выходила из под контроля («вырывалась из рук»), в связи с ужесточением оккупационной политики («немчура начала уничтожать села») началось стихийное сопротивление оккупантам и «начались множиться атаманчики», наконец, советские партизаны начали выходить на территорию Западной Украины («красная партизанка начала заливать территорию»).
17-23 февраля 1943 г. в деревне Теребежи близ Олеско состоялась III конференция ОУН-Б, на которой было решено начать открытую партизанскую войну на Волыни, хотя, не ясно, когда было определено точное время её начала. Конференция, что важно, состоялась после победы Красной Армии под Сталинградом, но до поражения в битве под Харьковом в марте 1943 года. Бандеровцам могло казаться, что поражение Германии уже очень близко. Они были убеждены, что окончательное сражение за независимость им придется вести из СССР или Польшей, а может, и обоими врагами одновременно. Программное выступление на конференции произнес Михаил Степаняк (руководитель ОУН в Дистрикте Галичина), предупредивший, что СССР может победить в войне. Он предложил немедленно начать восстание против немцев и освободить Украину от оккупации до прихода Красной Армии. Он полагал, что задачей ОУН в сложившихся условиях является поднятие широкомасштабного антинемецкого восстания, перед приходом советских войск. После удачного восстания, по его мнению, попытки Советского Союза завоевать эти земли выглядели бы в глазах западных союзников как империализм. Для поднятия восстания необходимо было объединение всех украинских националистических организаций и создание многопартийного правительства. Его план был поддержан Проводом, но не был реализован под давлением Дмитрия Клячковского и Романа Шухевича (будущего преемника Клячковского на должности главнокомандующего УПА), которые придерживались мнения, что все активные действия должны быть направлены в первую очередь не против немцев, а против советских партизан и поляков, борьба же против нацистов — второстепенна и должна носить пассивный и оборонительный характер. Так что, по мнению Клячковского и Шухевича, на действия, на которых необходимо было в данный момент сделать основной упор, возлагалась ещё одна важная задача: добыча оружия, снаряжения и боеприпасов. На третьей конференции ОУН(б) были окончательно решены вопросы создания УПА и определены главные враги украинского освободительного движения (нацисты, поляки и большевики). В лесах уже действовали отряды Тараса Боровца. Они не подчинялись УПА, потому что не желали участвовать в этнических чистках против польского населения и подчиняться Бандере.
Осуждалось всякое сотрудничество с оккупантами, как с советскими службами, так и немецкими. Конференция никак специально не затрагивала польский вопрос. Никаких признаков грядущей Волынской резни в решениях ІІІ Конференции ОУН-Б не было обнаружено.
Новоиспечённая организация сначала должна была называться «Украинской Освободительной Армией». Однако, по скольку уже существовала подобная военная структура, бандеровские партизаны почти никогда не употребляли этого названия, поэтому вместо неё с конца апреля и начала мая 1943 использовали популяризированное Тарасом Боровцем название «Украинская Повстанческая Армия».
Между тем в ОУН назревало недовольство Николаем Лебедем, который в качестве проводника ОУН заменял Бандеру. Одной из причин недовольства части оуновского актива проводником Лебедем, приведшим, в конечном счёте, к смещению его с поста главы ОУН и замены Романом Шухевичем, было как раз недовольство его «авторитаризмом», тем, что он малое внимание уделял к идеям и работе оуновских лидеров на местах. Ему вменяли в вину диктаторские замашки, ограничение свободы членов региональных проводников. Особенно выступали против него бывшие члены батальона «Нахтигаль». В результате в мае 1943 года на расширенном заседании провода ОУН Лебедя сняли с должности главы ОУН. Высшей властью стало Бюро Провода во главе с Зиновием Матлой, Дмитрием Майивским и Романом Шухевичем. Первым среди равных, фактическим главой ОУН, стал Шухевич. Создание Бюро Провода можно было бы расценить как шаг от вождизма в сторону демократизации ОУН, если бы не дальнейшее развитие событий, когда Шухевич сосредоточит в своих руках три важнейших поста — главы ОУН, командующего УПА и секретаря УГВР.
В эмигрантской украинской литературе присутствует тезис о том, что УПА возникла 14 октября 1942 года. Это утверждение плавно перекочевало и в ряд современных украинских работ, а также в российскую историографию. Возникла эта дата ещё в 1947 году в «юбилейном» приказе главкома УПА Романа Шухевича, стремившегося в пропагандистских целях «увеличить» период существования Повстанческой армии. Дата 14 октября выбрана не случайно, поскольку на этот день приходится казачий праздник Покрова. Однако, несмотря на примечательность торжественной даты, некоторые исследователи оперируют достоверными фактами, которые свидетельствуют, что в 1942 году Украинская Повстанческая армия существовала только в проектах и переносят период основания на четыре или пять месяцев вперёд. Это, кстати, признавали и бандеровцы. Например, в «победном» приказе мая 1945 года, тот же Шухевич писал, что повстанцы получили в руки оружие зимой 1943 года. Немецкие документы также указывают на то, что в течение 1942 года ОУН-Б не проводила никаких активных боевых действий против немцев и что её активные вооружённые выступления на Волыни и Полесье начались в марте 1943 года. Единственное заметное вооружённое столкновение, произошедшее в 1942 году — перестрелка при захвате СД подпольной типографии в Харькове 17 октября, которая окончилась арестом 11 бандеровцев.

### Активизация партизанской борьбы ОУН (б)
Хоть по словам Михаила Степаняка «решения антинемецкого характера не были приведены в жизнь», но, всё же в начале 1943 года вооружённые отряды националистов осуществили ряд нападений на немецкие административные объекты, главным образом с целью добычи пищи, оружия и боеприпасов. Считается, что первой антинемецкой акцией УПА является атака на полицейский участок в городке Владимирец 7-8 февраля 1943. В первую очередь УПА решила нанести удар по гражданской администрации нацистов, стремясь предотвратить стягивание контингентов. Немало атак были направлены в административные органы, где убивали работников и жгли документы. В то же время повстанцы уничтожали молокозаводы, мельницы, лесопилки и тому подобное. Подразделения УПА также нападали на районные административные центры и города, где немцы устроили так называемые опорные пункты, громя слабые участки. Они устраивали засады на дорогах, уничтожая небольшие группы немецких полицейских. Также уповцы совершали нападения на некоторые карательные экспедиции, направленные против украинского гражданского населения. Однако при этом УПА редко атаковала железнодорожные пути, потому что не была заинтересована в ослаблении сил Вермахта, который воевал против СССР.
Весной 1943 года на Волыни произошло массовое дезертирство членов Украинской вспомогательной полиции с их последующим переходом в ряды Украинской Повстанческой Армии. Всего в марте-апреле 1943 года от 4 до 6000 полицейских стали партизанами УПА, составив костяк её командного состава. Существует несколько версий причины дезертирства шуцманов. Самая распространённая из них — это то, что руководство ОУН-Б на Волыни, сразу после получения информации об итогах III конференции ОУН-Б, отдало своим людям, которые там служили, приказ уйти в партизаны, а это дезертирство породило цепную реакцию — начало немецких репрессий и, в результате, побег других полицейских. Впрочем, возможно, что и так запланированное дезертирство было ускорено разоблачением полицейских, связанных с ОУН, и угрозой ареста со стороны гестапо. Подобные случаи массового перехода украинских шуцманов в ряды УПА случаи будут происходить весной следующего года уже в Восточной Галиции. Так в конце марта 1944 из дезертиров-полицейских из Равы-Русской была создана сотня «Месники».
В 1943 году на Волыни существовали целые повстанческие «республики» УПА — территории, с которых были изгнаны нацисты и учреждены оуновские администрации. Примером одной из таких «республик» была Колковская. Она просуществовала с апреля по ноябрь 1943 года, когда была разгромлена немецкой армией. Подобная республика существовала с весны по осень 1943 года в селе Антоновцы Тернопольской области. Ещё одна повстанческая «республика» «Сич» существовала в Свинаринских лесах. С 1944 года существовали такие «республики» и в Галичине.
Существуют исторические споры по поводу того, кто был первым главнокомандующим Украинской Повстанческой Армии, по причине ещё не окончательно сформировавшейся централизованной структуры. Иногда ошибочно первым руководителем УПА считают Романа Шухевича. Однако, по мнению ряда современных историков, вернее считать первым командиром УПА Дмитрия Клячкивского. Но все же его своеобразным предшественником, командовавшим, правда, не всей УПА, называют военного референта ОУН по Волыни и Полесье поручика Василия Ивахива («Сом», «Сонар»).
К 1 мая 1943 года была создана Главная команда УПА, руководителями которой стали Ивахив и Клячкивский. Когда 13 мая 1943 в схватке с немцами у села Черныж Ивахив погиб, Клячкивский приобрел неограниченную власть над всеми территориями, охваченными партизанскими действиями. В течение лета 1943 бандеровцы заставили другие националистические организации подчиниться командованию «Клима Савура».
В Галиции в первой половине 1943 года полноценные вооружённые силы украинских националистов ещё не существовали. Летом-осенью 1943 ситуация изменилась. В июле, в связи с рейдом на территорию Галиции соединения советских партизан под командованием Сидора Ковпака, а также по причине мобилизации оккупантами западноукраинской молодежи в дивизию СС «Галиция», украинские националисты Галиции стали создавать Украинскую народную самооборону (УНС). В начале 1944 года УНС влилась в УПА, получив называние УПА-Запад и командира — Василия Сидора (Шелеста).

### Мельниковцы в 1941—1944 годах
После 1941 года пути обеих фракций ОУН окончательно разошлись. Немецкая оккупационная политика привела к тому, что в 1942 году в самой ОУН-М состоялся внутренний раскол на фоне отношение к немцам. Андрей Мельник настаивал на дальнейшем сотрудничестве с Третьим Рейхом и занимался рассылкой меморандумов в Берлин с подобными предложениями, однако часть деятелей ОУН-М имела другое мнение. 24-25 мая 1942 года в Почаеве состоялась конференция ОУН-М, на которой был избран заместитель Мельника — им стал Олег Кандыба-Ольжич — и было решено взяться за формирование партизанских подразделений, с целью воевать против немцев. По данным самих мельниковцев, в 1941—1944 гг. ОУН (м) потеряла от рук нацистов убитыми 4756 членов, в том числе 197 членов высшего руководящего звена, и среди них — 5 членов Провода ОУН (м). 132 мельниковца были узниками нацистских концлагерей, в том числе 7 членов Провода. 95 % жертв ОУН (м) потерпела в Рейхскомиссариате Украина, управляемом Эрихом Кохом.
В первую половину 1943 года мельниковцы имели несколько партизанских отрядов на Волыни, общая численность которых была 2-3 тыс. бойцов. Сильнейшим из них была сначала сотня, а затем курень «Хрена» (Николая Недзведского). Отряды ОУН(м) почти не вели активную вооружённую деятельность, хотя имели место столкновения с советскими партизанами, бандеровцами и участием в антипольских акциях. В одной из стычек мельниковцы убили православного митрополита Алексия Громадского. В течение нескольких месяцев бандеровцы и мельниковцы вели переговоры об объединении усилий в совместной борьбе, но они ни к чему не привели. 7 июля бандеровцы силой разоружили курень «Хрена», а затем часть его партизан (в том числе Максима Скорупского-«Макса») включили в ряды УПА.
Если на Волыни мельниковцы и бандеровцы по крайней мере пытались сотрудничать, то в Галиции они не скрывали взаимной неприязни. Когда 11 мая 1943 во Львове неизвестные киллеры застрелили известного деятеля ОУН-М Ярослава Барановского, в этом покушении мельниковцы немедленно обвинили бандеровцев. Те в специальном заявлении отвергли обвинения. 14 января 1944 мельниковцев постиг следующий удар — неизвестные убили во Львове полковника Романа Сушко. Подозрение и на этот раз упало на бандеровцев. Оба убийства, и Барановского, и Сушко, осудил митрополит Андрей Шептицкий. В феврале галицкие мельниковцы, возможно, в ответ на покушение на Сушко, обвинили УПА в провоцировании немцев совершения пацификаций против украинцев, нарушении договоренностей с подразделениями ОУН-М, коварному разоружению их на Волыни, наконец, убийствам политических соперников. УПА также обвинили в грубом продовольственном грабеже украинских крестьян. Бессмысленной, по мнению ОУН-М, были и массовые убийства поляков, совершаемые УПА. Мельниковцы были убеждены, что единственным следствием таких действий стал побег поляков в города, что только ослабило украинцев на Волыни. Они предостерегали, что перенос подобных методов в Восточную Галицию только принесёт украинскому сообществу кровавые потери.
В первой половине 1944 года Андрей Мельник в нескольких выступлениях в Берлине резко отрицательно отозвался о политике Германии, а его люди попытались установить контакт с союзниками. В ответ на ОУН-М снова посыпались германские репрессии. Кроме самого Мельника был арестован ряд других деятелей. Мельник 26 февраля был интернирован в политической тюрьме Заксенхаузена, где уже больше двух лет сидел Бандера (освобождён в октябре 1944). В лагерь Заксенгаузен попал (и там погиб) Кандыба-Ольжич.
После ареста и гибели Олега Ольжича ОУН-М возглавил Ярослав Гайвас. В конце мая в Турке собралась конференция ОУН-М, где было решено создать партизанский отряд для борьбы с коммунистами. Вооружённое формирование получило название «Отряд им. Павла Полуботка». Отряд был основан в села Волосатое в Бещадском повяте. В конце августа 1944 подразделение разоружили бандеровцы и включили в курень УПА под командованием Мартина Мизерного-«Рена».
Поздней осенью 1944 года руководство ОУН-М, отправившееся в эмиграцию, встретилось в Братиславе. На собрании была принята директива, от места совещания названа братской, в которой утверждено, что вооружённая борьба в нынешней ситуации не имеет никаких шансов на успех, поэтому всю организационную деятельность решено перенести в сферу политики и культуры.

### ОУН-Б после ІІІ Чрезвычайного Съезда
В августе 1943 г. должна была состояться ІV Конференция ОУН, однако Р. Шухевич, чтобы закрепить свой статус главы ОУН, в обход организационного порядка (на созванном съезде не было представителей всех территориальных краевых и областных проводов, которые в соответствии с уставом присутствовать на съезде) вместо конференции созвал внеочередной съезд.
Третий съезд ОУН-Б рассматривается многими исследователями как отправной пункт демократизации ОУН. По программным вопросам на съезде выступил политреферент ПУЗ (Південних українських земель — южных украинских земель) ОУН Е. Логуш-«Иванив». Он предложил изменения в программе, которые после небольших поправок были приняты.
В постановлениях съезда провозглашалось, что ОУН борется против империй, против «эксплуатации нации нацией», а поэтому он борется против Германии и СССР и одинаково выступает против «интернационалистических и фашистско-национал-социалистических программ».
Советский Союз назывался в программных документах «московским» и рассматривался как продолжение московского империализма. Согласно документам съезда целью «московского империализма» было «под ширмой так называемой защиты отечества, отыгранного славянофильства и псевдореволюционной фразеологии осуществить цели московского империализма, а именно: установить господство в Европе, а в следующую очередь — во всем мире».
Мессианский мотив продолжал присутствовать в идеологии ОУН. Так, утверждалось, что «возрождение Украинского Самостийного Соборного Государства обеспечит возникновение и длительное существование национальных государств других народов Восточной, юго-Восточной и Северной Европы и порабощённых народов Азии».
В отличие от ІІІ Конференции ОУН-Б на ІІІ Съезде ОУН поляки как политическая сила получили подробную характеристику: «Польская империалистическая верхушка является прислужником чужих империализмов и врагом свободных народов. Она старается подключить польские меньшинства на украинских землях и польские народные массы к борьбе с украинским народом и помогает немецкому и московскому империализмам уничтожать украинский народ». ОУН собиралось не просто воевать за УССД, но и связать свою борьбу с антиимпериалистической борьбой народов Прибалтики, Востока и Балкан.
С особой гордостью отмечалось (хотя это не совсем соответствовало действительности), что «национальные меньшинства Украины, осознающие общую судьбу с украинским народом, борются вместе с ним за Украинское Государство».
В постановлениях ІІІ Съезда ОУН появились пункты (п. 10, 12) о гражданских правах, включая права национальных меньшинств — положения, ранее полностью отсутствовавшие в программе ОУН.
Нельзя согласиться с той точкой зрения, согласно которой изменения в идеологии ОУН, произошедшие на съезде, объясняются сугубо прагматическими соображениями, стремлением понравиться союзникам. В таком случае совершенно непонятными остаётся произошедший после войны в 1954 г. раскол ОУН бандеровцев на две группы, одна из которых, возглавляемая Бандерой, в национально-политическом вопросе стояла на позициях, идеях царивших в ОУН-Б до ІІІ Чрезвычайного Съезда, а вторая, ведомая Львом Ребетом и Зиновием Матлой, — на более демократических позициях, принятых в 1943 году.
Но не все лидеры ОУН довольствовались изменением программы ОУН. Так, Михаил Степаняк полагал, что одной смены программы не достаточно. Он выступил на съезде с критикой ОУН как организации, скомпрометировавшей себя связями с немцами. Он считал, что на базе ОУН надо создать новую организацию и делать упор на Восток Украины, но, по его словам, это «предложение было полностью провалено».
Одновременно было принято решение увеличить численность УПА путём мобилизации населения, выждать продвижение фронта за границы УССР, поэтому следовало готовиться к приходу «советов» и готовить «схроны». Лишь после прихода советских войск следовало выступить против Советского Союза. В этом деле ОУН-Б рассчитывала на восстание народа Украины и других народов. Для этих целей планировалось выслать походные группы вплоть до Кавказа. Не все члены Провода ОУН поддержали эту идею. Степаняк и Лебедь расценили её как самоубийство украинского народа<.
После ІІІ Съезда ОУН-Б появилась листовка «Граждане Украины!» на русском языке. В ней отсутствовало упоминание каких-либо национальностей. Она призывала всех граждан Украины поддержать ОУН и УПА в борьбе против немцев и большевиков.
К моменту проведения ІІІ Съезда ОУН изменилось отношение ОУН-Б к расизму. Так, в программной работе Ивана Гриньоха расовая теория решительным образом осуждалась.
Несмотря на то, что украинские националисты в 1943 г. признали права национальных меньшинств, многопартийность, гражданские права, в обиходе продолжала использоваться вовсе не демократическая литература. И в 1944 г. на образовательных курсах старшин УПА «Лесные черты» украинский национализм противопоставлялся демократии. В качестве идеала общественного устройства на курсах приводилась все та же нациократия. Все так же продолжала проповедоваться аморальность по отношению к врагам Украины, когда моральным признавалось лишь то, что служит построению независимого украинского государства. Труды идеолога «действенного национализма» Д. Донцова по-прежнему продолжали использоваться в обучении кадров. В январе 1945 г. в воспитательно-политической работе УПА предписывалось использовать книгу Дмитрия Донцова «Где искать исторические традиции» («Де шукати iсторичних традіцiй»). Эта работа Донцова была посвящена историческим традициям Украины, которые он вполне в своём духе видел не в денационализировавшихся XIX или XX веке, а в эпохе Древней Руси и казацкой традиции.
Помимо прочего, работа Донцова содержала следующие утверждения: «Есть народы-господа, и есть народы-плебеи или, как последних зовёт Шпенглер, феллахи. (..) Это деление на „рыцарей“ и „свинопасов“ среди народов, на аристократов, господ и плебеев не является делением классовым, социальным, только психологичным, типологичным». Это деление для Донцова не носит национального характера, и один и тот же народ в разные периоды истории может являть собой образец как «народа-господина», так и «народа плебея». В этой книге, написанной в 1938 г., Донцов неоднократно выражал презрение к украинской и мировой демократии и представлял Гитлера и Японию как образцы борьбы с социализмом. В пример истинным гражданам Украины Донцов ставил тех украинцев, которые выступали не просто против российского политического режима, но и против русского народа.
Таким образом, и в 1945 г. в обучении кадров в УПА использовалась литература, весьма далёкая от демократической. Возможно, выбор подобной литературы определялся не столько идеологическими, сколько практическими мотивами — в условиях подполья использовалась любая националистическая литература, независимо от того, выражала ли она старые принципы украинского национализма или была более «демократической».
Либерализация идеологии ОУН в 1943 г. не означала, что слово «вождь» ушло из лексикона организации и УПА. Так, в заметке, опубликованной в органе УПА «Повстанец», можно найти: «Когда народ теряет своего вождя — это наибольшая цена, которую платит он на своём освободительном пути. Нам империалистическая Москва убила на протяжении одного периода аж двух». Изменение идеологии ОУН не означало, что она отказывалась от своего прошлого и публично признавала свои ошибки — ОУН-Б отрицала какое-либо сотрудничество с немцами в настоящем и прошлом, называя это «советской пропагандой».
После ІІІ Съезда ОУН были отвергнуты такие составные части украинского национализма, как «национализм как мировоззрение» и «национализм как этика» (то есть философские вопросы соотношения материализма и идеализма, волюнтаризма, националистичной этики), которые ранее рассматривались националистами как непременные атрибуты националистического учения. Однако национализм как, собственно, национальное движение за независимость сохранился.
Ещё до ІІІ Съезда ОУН-Б Михаилом Степаняком высказывалась идеи о необходимости создания более представительной, чем ОУН, организации, способной привлечь к себе более широкие слои населения. Вскоре начались практические шаги по воплощению в жизнь этой идеи.
Осенью 1943 г. была проведена І Конференция ОУН после ІІІ Съезда. На конференции Шухевич предложил выступить против немцев, чтобы дать возможность бойцам УПА закалить себя в бою, а уже потом начать выступление против Красной Армии. На конференции также было принято принципиальное решение создать надпартийный орган, поскольку только с таким органом союзники согласились бы на переговоры. На практике такая организация была создана значительно позже, летом 1944 г.
В июле 1944 г. идея Степаняка о создании новой, отличной от ОУН организации, была реализована в созданной по его инициативе НВРО (Народно-визвольна революційна організація — Народно-освободительная революционная организация). Согласно свидетельствам Степаняка на допросе, он рассматривал НВРО как своего рода замену ОУН, организацию, которая, в отличие от ОУН, должна была быть открыта не только для украинских националистов, но и для всех сторонников независимой Украины. Как свидетельствуют советские документы, иным должен был быть поход и к вопросу членства в НВРО — его членами могли стать не только украинцы, но и люди другой национальности. Степаняку удалось добиться согласия на создание новой организации у части оуновского руководства, в том числе Якова Бусела-«Галину» и Василия Кука-«Лемиша», Петра Олийника-«Энея». В вопросе устройства организации М. Степаняк выступал за большую самостоятельность местных проводов в принятии решений.
В своей Резолюции в национальном вопросе НВРО продолжала политику ОУН после ІІІ Съезда. НВРО также ратовала за полное право наций на самоопределение и отделение, выступала за построение в Европе государств в их этнографических территориях. Страны Запада критиковались за империалистические стремления и непоследовательность в отстаивании права наций на самоопределение, критиковался империализм как принцип международной политики. При этом в социальном вопросе НВРО шла дальше ОУН. НВРО по сравнению с ОУН сдвинулась ещё дальше влево. В тексте резолюции фигурировали такие определения, как «социальный гнёт» и «трудящиеся массы». НВРО выступала против всех существовавших на тот момент общественно-политических систем: против «буржуазно-демократической», где вся власть лишь номинально в руках народа, а на деле в руках капиталистов и помещиков; против «буржуазно-фашистской», где народ лишён всякой возможности влиять на управление государством, и где продолжается эксплуатация «трудящихся господствующими классами»; «большевистской», где вся власть принадлежит большевистской партии, «устанавливающей диктатуру господствующего класса большевистских вельмож над народами».
Все эти системы (фашизм, большевизм) критиковались за отсутствие демократических свобод (свободы слова, собраний, организаций и т. д.) или их ограничений (буржуазная демократия).
НВРО провозглашала обычный набор демократических прав: свободу слова, собраний, вероисповедания и т. д. Гарантировалось полное право национальных меньшинств развивать свою по смыслу и содержанию культуру, равенство всех независимо от национальности, класса и партийности.
Социальная программа НВРО была ещё одним шагом от фашистского прошлого ОУН к демократии. В отличие от ІІІ Съезда ОУН это был ещё один шаг влево. Очевидно, что подобная социальная программа даже при отсутствии национального компонента могла быть весьма привлекательной для части населения, недовольного советским строем.
Однако НВРО не было суждено просуществовать долго. Михаил Степаняк был захвачен с частью сподвижников советскими органами во время корректировки материалов НВРО. Вскоре по инициативе Р. Шухевича была создана «Українська Головна Визвольна Рада» (УГВР), и в существовании НВРО необходимость отпала. Тем не менее, даже в январе 1945 г. встречаются документы отдельных подразделений УПА, в которых заявлялось, что УПА действует от имени НВРО. Это соответствовало решению Романа Шухевича, по которому, хотя НВРО как отдельная организация прекратила своё существование, её имя должно было использоваться в целях пропаганды.
Несмотря на либерализацию, руководство ОУН бдительно следило за тем, чтобы не возникла какая-либо новая оппозиция. Так, в октябре 1944 г. референт пропаганды ОУН на ЗУЗ Пётр Дужий приказал уничтожить весь тираж сотого номера газеты «Ежедневные вести» («Щоденнi вістi») за критику Провода.
В ноябре 1943 г. было создано Главное командование («Головне командування» — ГК УПА). Главой («головним командиром») УПА стал Роман Шухевич. Одновременно был создан Главный Военный Штаб («Головний Військовий Штаб») УПА во главе с Дмитрием Грицаем. Клим Савур возглавил УПА-Север. Были также созданы генеральные округа УПА-Юг и УПА-Запад. Начальником тыла стал Ростислав Волошин-«Павленко», начальником политического отдела — Иосиф Позычанюк. До ІІІ Чрезвычайного Съезда на Волыни УПА фактически подмяла под себя ОУН. Зачастую один и тот же человек мог иметь противоположные указания от руководителей УПА и ОУН. Одновременно происходило организационное слияние ОУН и УПА на Волыни, областной проводник ОУН со всеми своими референтурами включался в состав военного округа УПА. Командир военного округа являлся в то же время и краевым проводником ОУН. После создания ГК УПА и ГВШ УПА и подчинения Клячкивского Шухевичу ОУН фактически окончательно прибрало руководство УПА в свои руки.
К началу 1944 года УПА достигла своего могущества. Под данным американского историка украинского происхождения, Петра Содоля, весной 1944 численность её бойцов достигала 25-30 тыс. человек. В то же время, по данным польского историка Владислава Филара численность УПА весной 1944 года только в Галичине была 45-50 тыс. человек. УПА также продолжала расширяться территориально. В июле 1944 г. была создана Буковинская Украинская Армия Самообороны (БУСА), которая на тот момент насчитывала 800 человек. Вскоре БУСА была реорганизована, став частью УПА.
В самом начале 1944 г. УПА выступала за то, чтобы часть украинцев не уклонялась от мобилизации в Красную армию, а вступала бы в неё с целью разложить изнутри. Однако уже в марте 1944 г. УПА призывала молодёжь уклоняться от призыва в ряды РККА. Большое значение для деятельности украинского подполья имела Служба Безопасности (СБ) ОУН. Ей принадлежала особая роль в уничтожении врагов ОУН и украинской государственности. Начиная с октября 1943 г. СБ на Волыни подчинялась Военному штабу Главного командования УПА. Главной единицей СБ был район. Районный руководитель СБ сам решал, кто является врагом. При этом его действия были практически никому не подконтрольны. Члены СБ часто совмещали свои посты по линии СБ с постами в ОУН и УПА.
После ІІІ Чрезвычайного Великого Съезда продолжались многочисленные мелкие боевые столкновения УПА с немцами. Однако, несмотря на поражения Германии на Восточном фронте, осенью немецкое командование решило «навести порядок» у себя в тылу. В середине октября началось наступление карательных войск на территории, контролируемые повстанцами, которое возглавил обергруппенфюрер СС Ганс Прюцман. В ходе осенних операций 1943 г. были ликвидированы повстанческие «республики» на Волыни. Для разгрома Колковской «республики» даже была проведена операция с участием авиации и артиллерии. Иногда на местах отряды УПА и партизаны даже договаривались о взаимном нейтралитете ради более успешной борьбы с немцами. Такое соглашение было, например, заключено группой «Саблюка» с местными партизанами в конце 1943 г. около с. Яцькивци.

### Возобновление сотрудничества ОУН (б) с немцами
К 1944 году ситуация резко изменилась: отряды и руководство УПА, предвидя поражение Германии, искали контакты с немцами для того, чтобы использовать их в борьбе против более грозного для них врага — «Советов».
Так, в 13 января 1944 между местными отрядами УПА и начальником немецкого гарнизона в Каменец-Каширском районе было достигнуто соглашение, по которому УПА в обмен на постройку моста и защиту города от Советской армии получала боеприпасы, фураж и, наконец, сам город. Было немало случаев, когда повстанцы выменивали у немцев оружие на продовольствие. Последний глава УПА Василий Кук в своём интервью российскому историку Александру Гогуну свидетельствовал: «Они нам давали винтовки, мы им — сало»
Узнав о переговорах командиров УПА с немцами на местах, главнокомандование УПА запретило вступать в такие переговоры. 7 марта один из куренных УПА-Север П. Антонюк-«Сосенко», который вёл переговоры с немцами, в соответствии с решением военного трибунала был расстрелян. В апреле 1944 г. был казнён ещё один офицер УПА за заключение договора с немцами о совместной борьбе против поляков. Одновременно с переговорами руководства УПА с германским командованием на низовом уровне происходили бои подразделений вермахта с отрядами УПА.
Но переговоры с немцами на местах, тем не менее, продолжались. Иногда они приводили к совместным действиям отрядов УПА на местах и сил вермахта против Красной Армии. По данным НКВД, 25 февраля 1944 года отряды УПА вместе с немцами произвели наступление на город Дубровица Ровенской области. Немецкой стороной были переданы УПА города Камень-Каширский, Любешев, Ратно. Органы НКВД даже отмечали случаи, когда после переговоров на местах в УПА вливались отряды немецких солдат с вооружением.
Уничтожение 9 марта 1944 года бандеровцами Героя Советского Союза, разведчика Николая Кузнецова («Пауля Зиберта») также было следствием сотрудничества украинских националистов со спецслужбами нацистской Германии. Когда Кузнецов бежал из Львова, львовское отделение гестапо информацию о нём разослало повстанцам, из-за чего они смогли схватить Кузнецова и его спутников и, допросив, расстреляли.
10 апреля 1944 г. ГК УПА издало распоряжение, под угрозой смерти запрещавшее местным организациям сотрудничество с немцами. Угроза была приведена в исполнение по отношению к некоторым командирам отрядов. Однако именно в это время самим ГК УПА велись переговоры с немцами (проводившиеся Иваном Гриньохом под псевдонимом «Герасимовский»), которые полностью закончились только летом 1944 года.
18 августа 1944 года начальник штаба «Северная Украина» генерал Вольф-Дитрих фон Ксиландер в документе, адресованном штабам армий и ОКВ, предписывал не атаковать отряды УПА, если те не будут атаковать первыми. УПА, в свою очередь, соглашалась помогать вермахту разведданными и выводить немецких солдат за линию фронта. Это соглашение рассматривалось УПА как «тактическое средство, а не настоящее сотрудничество». Тем не менее, стычки между отрядами УПА и немцами продолжались. Жертвами повстанцев, как правило, становились немецкие военнослужащие, сопровождавшие обозы или охранявшие склады, на которые нападали отряды УПА, желая пополнить запасы, а взятые националистами в плен солдаты вермахта чаще всего разоружались и отпускались. Последнее столкновение произошло 1 сентября 1944 года.
По мере того, как Красная армия освобождала от немецких оккупантов Украину, руководство нацистской Германии было вынуждено окончательно пересмотреть своё отношение к украинскому национализму и УПА как потенциальному союзнику в войне против СССР. 28 сентября 1944 года германские власти выпустили из концлагеря Заксенгаузен Степана Бандеру и Ярослава Стецько с группой ранее задержанных деятелей ОУН(б). В германской прессе появлялись многочисленные статьи об успехах УПА в борьбе с большевиками, в которых членов УПА именовали «украинскими борцами за свободу». Согласно свидетельствам Отто Скорцени, осенью того же года изолированные группы немецких солдат присоединяются к отрядам ОУН-УПА и по предложению УГВР становятся руководителями учебных лагерей и военных школ УПА. Для поставок вооружений и снаряжения организуется «воздушный мост», по которому из Германии в районы действий ОУН-УПА на оккупированных германскими войсками территориях перебрасываются деятели ОУН(б) и германские диверсанты.
Бандеру перевезли в Берлин и предоставили ему квартиру в доме, где на нижнем этаже жили гестаповцы, которые за ним следили. Тут ему предложили возглавить украинский освободительный комитет, который планировалось создать в Германии (по аналогии с Русским освободительным комитетом генерала Андрея Власова). Этому комитету должны были подчиняться все украинские националистические группировки и даже УПА. Бандера заявил, что он не может создать такой комитет, так как за своё время пребывания в концлагере он не имел ровным счётом никакого влияния на ОУН, УПА и УГВР. Он посоветовал немцам обратиться к другим объединениям и деятелям. По показаниям соратника Бандеры — Василия Дьячука лидер ОУН в феврале 1945 года при помощи членов организации сбежал из квартиры в Берлине и по фальшивым документам переехал в Южную Германию. Там ему удалось скрыться от гестапо до конца войны.
В целом взаимоотношения УПА и немцев в этот период современные украинские историки охарактерезовывают как «вооружённый нейтралитет» — УПА обязывалась первой не нападать на немецкие силы, предоставлять немецкой стороне разведывательные данные, получая в обмен оружие и ответный нейтралитет. В случае нападения немцев на отряды УПА или украинские села формирования УПА должны были давать решительный отпор. Однако такой была политика ГК УПА. На местах отдельные командиры часто без санкции сверху вступали в переговоры ради совместных действий против Красной Армии с немцами.

### ОУН и дивизия СС «Галичина»
Важным аспектом взаимоотношений ОУН и Германии является деятельность дивизии Ваффен-СС «Галичина». Ещё в начале войны некоторые лидеры мельниковского движения выступали за создание украинской армии в составе немецких вооружённых сил.
Но на первом этапе войны помощь славянских народов нацистам была не нужна. Ситуация изменилась после поражения немцев под Сталинградом. Тогда было принято решение привлекать расово «неполноценные» народы в немецкую армию. Стали создаваться национальные дивизии Ваффен-СС. Немецкие власти не решились на создание «украинской» дивизии СС, но было принято решение создать «галицкую» дивизию СС из украинцев Галичины. В апреле 1943 г. был объявлен набор в дивизию. В Галичине после объявления набора в дивизию «Галичина» добровольцами записалось 62 тысячи человек (согласно другим данным 84 тысячи). По утверждению украинского эмигрантского историка Владимира Косика, ОУН-Б выступала против создания дивизии и вела агитацию против неё.
Однако, как показывают более пристальные исследования и воспоминания самих членов дивизии, дело обстояло сложнее. В ОУН были разные мнения относительно дивизии. Часть руководства, включая Шухевича, выступала за то, чтобы националисты шли служить в дивизию для получения военной подготовки. Другие, включая проводы ПЗУЗ (Северо-западные украинские земли) и ПУЗ (южные украинские земли), выступали против. В результате было принято компромиссное решение: публично ОУН осуждала дивизию, но для получения военной подготовки и влияния в дивизии проводила туда свои кадры. С февраля 1944 года некоторые отряды УПА совместно с частями дивизии «Галичина» вели борьбу с советскими и польскими партизанами на территории Генерал-губернаторства. Позднее, после битвы под Бродами, УПА формировала свои ряды из бывших уцелевших членов дивизии. Всего ряды УПА пополнили до 3000 человек.
После капитуляции Германии судьба военнослужащих дивизии «Галичина» сложилась по-разному. Около 1,5 тыс. военнослужащих попали в плен американцам — около 1 тыс. человек на территории Германии и 500 — Австрии. Около 10 тыс. украинцев попали в плен в английской зоне оккупации. Ещё 4,7 тыс. её солдат и офицеров были взяты в плен советскими войсками.
В отличие от большинства других восточноевропейских коллаборационистских соединений служащие дивизии не были выданы Советскому Союзу, им было разрешено эмигрировать в Канаду и США. Это было связано с тем, что западные союзники СССР по антигитлеровской коалиции не признавали границы государств в Европе, к изменению которых имела отношение гитлеровская Германия. Лондон, признававший в полной мере Польское правительство в изгнании, считал население Западной Украины (в том числе и солдат 14-й дивизии, которые были в основном из Галичины и в меньшей мере Волыни) гражданами Польши, но не СССР, поэтому выдача их Советскому Союзу не представлялась британцам и США очевидной.

### Отношения ОУН (б) с Венгрией
В начале Второй Мировой войны Венгрия была первой страной Оси, с которой у украинских националистов сразу сложились враждебные отношения в связи с ситуацией в Карпатской Украине в марте 1939 года.
В первой половине 1943 года венгерские оккупационные войска, которые по заданию немцев выполняли полицейско-охранные задачи на Волыни, часто привлекались немецким командованием к проведению антиповстанческих операций и пацификационных акций в украинских сёлах.
На август 1943 приходятся первые попытки примирения между УПА и венгерскими войсками. Мадьяры, не желая проливать кровь за германские интересы, втайне от гитлеровцев заключили соглашение с одним из отрядов и заявили командному составу, что хотят видеться с руководством УПА и наладить взаимоотношения мадьяр с УПА, поскольку они не поддерживали нацистской политики по отношению к евреям и славянам.
Отношения между УПА и венгерскими оккупационными войсками на рубеже 1943—1944 гг. уже имели многогранный и очень неоднозначный характер. Существовали как случаи соблюдения нейтралитета, взаимного ненападения и сотрудничества, так и факты вооружённых столкновений, боев, столкновений, грабежей венгерскими войсками украинского населения и разоружения повстанческими отрядами гонведов. Активно велись переговоры о сотрудничестве во Львове и Будапеште. Венгры ознакомились с состоянием материально-продовольственного обеспечения ОУН-УПА, обсуждали с повстанцами планы организации диверсий в советском тылу, лечение оуновцев в венгерских госпиталях и их возможную эмиграцию в Венгрию с сохранением права проведения политической деятельности. К тому же Будапешт вел закулисные переговоры с США и Великобританией о выходе из войны.
Отношения снова сильно испортились в марте 1944, когда немецкие войска, узнав о тайных переговорах с союзниками, оккупировали Венгрию по сценарию операции под кодовым названием «Маргарете-1» с целью предотвратить переход страны на сторону Антигитлеровской коалиции. В штабе венгерской армии произошла чистка кадрового состава. Из высших командных должностей уволили или перевели на другие служебные должности немало венгерских офицеров, причастных к контактам с представителями украинского подполья. К тому же венгры поддерживали польскую сторону в украинском-польском этническом конфликте на территории Галичины в 1944 г.: вполне дружелюбно относились к польскому населению и часто защищали их села от вооружённых нападений украинских националистов, помогая полякам в выезде на Запад.
В марте-мае 1944 года на Галичине венгерские войска провели целый ряд карательных операций против отрядов УПА, но они вскоре закончились из-за того, что советско-германский фронт приближался, и обе стороны решили остановить ненужное кровопролитие. В тот момент, когда между венграми и УПА вновь достигалось понимание, повстанцы не только прикрывали отступление венгров, но и выводили их из окружения за умеренную плату — оружием.

### Отношение ОУН (б) с Румынией
Развернув широкую антинемецкую вооружённую борьбу в начале 1943 г. на Волыни и южном Полесье подполья ОУН (б) и УПА были вынуждены перейти также к противостоянию с румынскими войсками и карательно-репрессивными органами на оккупированных украинских территориях Северной Буковины, Бессарабии и Транснистрии, рассматривая эту страну в качестве союзника гитлеровской Германии. Но заметных вооружённых нападений и диверсионных акций в отношении румынских оккупантов со стороны украинских националистов не было. К тому до лета 1943 деятельность ОУН на оккупированных Румынией землях была практически парализована румынскими спецслужбами.
На рубеже 1943/44 ситуация резко изменилась и румынские спецслужбы начали переговоры с украинскими националистами о сотрудничестве в борьбе против СССР.. Бывший руководитель ОУН в «Трансистрии» Тимофей Семчишин на допросе в НКВД 24 октября 1944 года показал, что в ходе переговоров в Кишинёве с представителями маршала Иона Антонеску 17-18 марта 1944 года между ОУН и УПА и Румынией были достигнуты устные договорённости по всем вопросам. Исключением стало непризнание со стороны ОУН восточной румынской границы, существовавшей до июня 1940 года. Поэтому договор так и не был подписан.
В июне и июле 1949 года одна из сотен УПА организовала рейд в Румынию, чтобы установить там контакты c антикоммунистическим подпольем. Результаты этого рейда не известны.

## Ликвидация националистического подполья на Западной Украине
После возвращения советской власти УПА взялись за активные боевые действия против военнослужащих Красной Армии, внутренних и погранвойск НКВД СССР, сотрудников правоохранительных органов и служб безопасности, советских и партийных работников. Но против регулярной армии партизаны были малоэффективны. Их метод — внезапные атаки в тылах. Подполье призвало к бойкоту мобилизации, атаковало конвои с рекрутами, убивало коммунистических активистов, ликвидировало немногочисленные подразделения Красной Армии и НКВД.
Советская власть приступила к решительным действиям. В каждом районе был размещен гарнизон численностью до батальона, а в областных центрах — полки Внутренних Войск НКВД. В общем, на борьбу против УПА были направлены более 30 тысяч солдат НКВД. Некоторые подразделения прибывали в Украину непосредственно из Чечни и Калмыкии, где только что закончили депортации населения. В отдельных селах были созданы подчиненные НКВД истребительные батальоны (ИБ). Для охраны железных дорог прибыли несколько бронепоездов, поддерживаемых десантными группами.
12 февраля 1944 было опубликовано первое обращение руководства СССР к УПА с призывом добровольно выйти из подполья и сложить оружие. В то же время начались масштабные операции зачистки. Лиц, заподозренных в содействии подполью, вывозили вглубь СССР. Тела убитых часто выставляли на всеобщее обозрение, чтобы запугать других. С этой же целью было организовано показательные судебные процессы и публичные казни схваченных членов ОУН-Б и УПА, на которые сгоняли даже школьников.
Важную роль в борьбе с украинским подпольем играла агентурная деятельность. В октябре 1944 года на Западную Украину из других частей УССР были направлены около 600 опытных оперативных сотрудников, которые занялись, в частности, созданием сети агентов. НКВД также начало организовать многочисленные спецгруппы, которые изображали УПА (в июне 1945 года насчитывалось 157 таких групп). Их задача состояла в ликвидации руководителей подполья и небольших групп партизан, снабжении войск НКВД разведывательной информацией и устройстве различных провокаций — чтобы посеять в подполье атмосферу взаимных подозрений.
Зимой 1945—1946 года, как раз накануне запланированных на 10 февраля 1946 выборов в Верховный Совет СССР, коммунисты решили нанести УПА решающий удар. Была организована операция «Большая Блокада». Она заключалась в том, что после 10 января 1946 всю Западную Украину покрыли гарнизоны солдат Красной Армии и НКВД. Их было сформировано 3,5 тыс., и каждый насчитывал от 20 до 100 солдат и офицеров, хорошо оснащенных автоматическим оружием. Кроме того, были созданы многочисленные мобильные группы, поддерживаемые бронетранспортерами, которые проводили непрерывные облавы. «Большая Блокада» продолжалась до 1 апреля. Она стоила повстанцам как минимум 5 тыс. погибших. Однако разгромить окончательно националистическое движение не удалось.
Потери, которые украинское подполье понесло во время «Большой Блокады», сложно было компенсировать, и это привело к тому, что оно решило окончательно распустить крупные отряды (сотни) УПА. В июле 1946 года главный командир УПА генерал Шухевич приказал расформировать партизанские подразделения. Дальнейшую борьбу должны были продолжать лишь глубоко законспирированные вооружённые отряды ОУН. Демобилизацию подразделений УПА проводили постепенно. В 1949 году в Галичине ещё действовали две сотни УПА (каждая в силе четы, то есть взвода), которые были распущены до конца года. Официально по приказу Романа Шухевича УГВР «временно» прекращает деятельность структур УПА 3 сентября 1949 года.
Одним из самых эффективных методов борьбы с подпольем считалась депортация вглубь СССР семей партизан, или просто людей, подозреваемых в симпатиях к подполью. Первые депортации были проведены уже в 1944—1945 годах. Успехи в борьбе с подпольем побудили советскую власть временно отказаться в 1946 году от этого репрессивного мероприятия. Однако уже в 1947 году было решено провести большую депортации во всей Западной Украины. Кроме сторонников «бандитов», планировалось одновременно выселить кулаков, что должно было послужить прелюдией к форсированной принудительной коллективизации, развернутой в этом регионе в 1948—1950 годах. Операции выселения дали кодовое название «Запад». Спецслужбы начали её 21 октября 1947 в 6 часов утра, и в большинстве областей завершили в тот же день. В Тернопольской области более 13 тысяч человек были выселены в течение десяти часов. Во время многодневной операции были выселены 26 644 семьи «активных националистов» — 76 192 человека, из которых 18 866 мужчин, 35 152 женщины, 22 174 детей. Советские операции того периода напоминали подержанные нацистами методы коллективной ответственности, с той лишь разницей, что немцы расстреливали заложников и проводили пацификацию села, зато советские спецслужбы ссылали подозреваемых в поддержке «бандитов» вглубь СССР. В 1949 году были депортированы из Западной Украины 25527 человек, в 1950 — 41 149, в 1951 — 18 523 человека, а в 1952 году — 3229 человек.
Больше всего внимания советские спецслужбы уделяли захвату или ликвидации лидеров ОУН-Б и УПА. Так 26 января 1945 НКВД удалось пленить одного из самых известных командиров украинского подполья на Волыни — Юрия Стельмащука-«Рыжего». Считается, что именно свидетельства Стельмащука помогли советским спецслужбам вычислить и уничтожить командира УПА-Север Дмитрия Клячкивского («Клима Савура»). 5 марта 1950 года спецслужбам удалось разоблачить убежище главного командира УПА «Тараса Чупрынки» в селе Белогорща на окраине Львова. Окруженный Шухевич принял бой, и был уничтожен.
После смерти Шухевича командование силами подполья принял полковник Василий Кук-«Лемиш». Его арестовали вместе с женой 24 мая 1954. Эта дата означала конец существования украинского подполья как организованной структуры. Однако и дальше продолжались поиски отдельных групп и лиц, которые пытались выжить в крайне неблагоприятных обстоятельствах. Постепенно их вылавливало или истребляло КГБ. Последнюю активную группу ОУН, которая состояла из трёх человек, КГБ физически ликвидировали 14 апреля 1960 года в Подгаецком районе Тернопольской области.

## Национальная политика и участие в массовых убийствах
Отношение и планы украинских националистов к национальным меньшинствам характеризуются исследователями по-разному. Некоторые показывают ОУН как организацию, лишённую особой враждебности к другим национальностям, другие же указывают, что в начале 1940-х евреи, поляки и русские рассматривались как исторически враждебные группы и стремление ОУН устроить геноцид соответствующих меньшинств. ОУН изначально была настроена на сотрудничество с различными антикоммунистически настроенными народами для совместной борьбы против СССР. Это сотрудничество во многом зависело от того, считали ли они эти меньшинства дружественными себе, опасными или нет. Национальные меньшинства СССР ОУН стремилась привлечь для борьбы с «московским империализмом».

### ОУН и евреи

#### 1930-е годы
Во время Первой мировой войны в Галиции для украинского националистического движения «еврейского вопроса» в общественно-политическом смысле не существовало. В УСС и УГА служили евреи-солдаты и евреи-офицеры. В 1918 г. в УГА даже был создан отдельный еврейский курень. Будущий вождь украинского национализма Евгений Коновалец выступал против требований антисемитов убрать евреев из УСС.
В Галиции, несмотря на имевшиеся украинско-еврейские противоречия, украинцы в отличие от поляков, учинивших после отступления украинцев из города в ноябре 1918 г. кровавый еврейский погром, унёсший жизни 72 евреев, сколько-нибудь активных действий, направленных против евреев, не предпринимали.
Но с ходом времени ситуация изменилась, и к 1930-м гг. еврейская проблематика заняла значительное место в идеологии ОУН. Толчком к ухудшению украинско-еврейских отношений послужило убийство в мае 1926 г. главы Директории Украинской Народной Республики (УНР) Симона Петлюры евреем Самуилом Шварцбурдом, которое он совершил в качестве мести за еврейские погромы, совершённые «петлюровцами». Убийство Петлюры и, что не менее важно, оправдательный вердикт, вынесенный его убийце парижским судом, осложнили и без того непростые украинско-еврейские отношения. Масло в огонь подлил тот факт, что во время процесса еврейская пресса выступила в защиту убийцы, поэтому вскоре на евреев стали возлагать коллективную ответственность за убийство Петлюры. Как выясниться позже, этот стереотип во время еврейских погромов 1941 г. стоил некоторым евреям жизни.
Уже к началу 1930-х гг. среди украинских националистов было распространено представление о том, что еврейство виновно в многовековом угнетении украинцев, о том, что евреи во время гражданской войны не поддержали сторонников украинской независимости, о «засилье» евреев в мировой прессе и финансовой сфере. К началу 1930-х гг. среди части западноукраинской интеллигенции сформировался стереотип, согласно которому виновными в бедах евреев (погромах) были главным образом сами евреи и предшествующая погромам еврейская эксплуатация Украины, нежелание евреев «помогать» украинцам создавать независимое украинское государство.
В своём негативном видении еврейства украинские националисты не были одиноки. «Умеренный» антисемитизм сделался приемлемым в обществе Западной Украины. Формально непартийная газета «Новий час» незадолго до принятия Нюрнбергских законов одобряла антиеврейскую законодательную политику, проводившуюся в нацистской Германии, утверждая, что «украинцы из-за Збруча могут завидовать судьбе немецких евреев». И уже во второй половине 1930-х гг. в общественном мнении Западной Украины газеты и брошюры сформировали образ «еврея-чекиста». Говоря об украинском антисемитизме межвоенного периода и общераспространённых антиеврейских стереотипах, необходимо помнить, что западноукраинские земли в это время находились под юрисдикцией Польши, в которой в этот период активно развивался антисемитизм. Даже такие польские политические силы как людовцы, выступавшие против крайностей антиеврейской политики эндеков и погромов, считали наилучшим решением еврейского вопроса эмиграцию евреев из Польши. Это, естественно, не могло не сказываться на отношении украинцев к проживавшим в Польше евреям.
В 1930-е гг. украинские националисты (и не только) часто отождествляли коммунизм и евреев. Вплоть до 1943 года ОУН использовалось определение «жидо-коммуна». Кроме того, у украинских националистов процветал, условно говоря, «экономический антисемитизм», когда для того, чтобы подорвать экономическое положение евреев и защитить экономические интересы украинцев, националисты проводили антиеврейские акции вроде бойкота еврейских товаров, порчи их имущества и даже поджогов еврейских домов. И это несмотря на то, что по сообщениям польской полиции, Краевая Экзекутива ОУН предписывала бороться против евреев только экономическими методами, в то время как против коммунистов всеми методами, «не исключая террора». Но имеются свидетельства, что руководство ОУН края прямо подталкивало рядовых националистов к погромам. Так, в брошюре, изданной в 1931 г. и предположительно написанной идеологическим референтом КЕ С. Ленкавским или Краевым проводником ОУН С. Охримовичем, написано: «Когда двор эксплуатирует село или фабрика рабочих, начнём стачку и откажемся работать так долго, пока не получим зарплаты какой хотим. Учителям полякам откажемся продавать молоко, яйца и т. п. В корчмах выбьем окна, разобьём бутылки с горилкою, а евреев прогоним из села». Во второй половине 1930-х гг. на Волыни начались антиеврейские акции. В 1936 г. на Волыни начались поджоги еврейских магазинов, организованные ОУН.
На одной из встреч проводников ОУН Костопольщины в 1937 г. было решено, что «евреи вредны для украинской нации, необходимо от них избавиться» («позбутися»). Избавиться было решено путём поджогов еврейских домов, магазинов. После подобных акций в Костополе, Деражне, Берестовце, Ставке, Диксине без крыши над головой оказалось 100 еврейских семей. Возможно, дополнительным стимулом к антиеврейским поджогам на Волыни стало сильное влияние коммунистов на этих землях. Вероятно, украинские националисты рассматривали евреев как опору коммунизма и поэтому решили продемонстрировать своё отношение к нему таким способом. В данном случае инициатива исходила «снизу», с мест, а не была инициирована ПУН или КЕ ОУН.
Антиеврейские выступления отмечались и в других районах Западной Украины. Так, по данным польской полиции, в 1936 г. в Бережанском, Подгаецком и Рогатинском повитах было зарегистрировано в общей сложности более 20 антиеврейских выступлений. В данном случае, однако, не понятно, в чём именно заключались антиеврейские выступления и насколько они были проявлением целенаправленной политики ОУН, а насколько — стихийными антиеврейскими выступлениями украинцев.
В использовании экономических методов против евреев, украинские националисты были не одиноки. Польские правые политические силы также проводили антиеврейскую кампанию бойкота. При оценке антиеврейской практической политики ОУН, «экономического антисемитизма», необходимо различать две вещи: 1) собственно экономическая «антиеврейская» политика, вроде бойкота еврейских товаров, мер, нацеленных на устранение из экономики Западной Украины еврейского посредничества, как и любого другого посредничества, негативно сказывающегося на положении рядового украинского населения, и распространение, в качестве ответа, украинской экономической кооперации; 2) меры, которые, возможно, и направлены против еврейской экономики, но имеющие явно антиправовой, насильственный характер — поджоги еврейских магазинов и битьё стёкол.
Украинский исследователь Владимир Вятрович считает, что ненависть к коммунистам была первична, более того, антиеврейские акции прооуновской молодёжи Вятрович квалифицирует как антикоммунистические и антиалкогольные акции, намеренно выдаваемые польской властью за антиеврейские. Однако то, что, по крайней мере, часть проводимых ОУН акций были именно антиеврейскими акциями, находит подтверждение и в оценках этих действий со стороны КПЗУ. Последняя чётко различала антикоммунистические акции и акции антиеврейские.

#### Присоединение Западной Украины к СССР
После занятия советскими войсками осенью 1939 г. Западной Украины сформировавшийся ещё во время революции стереотип об СССР, как о «жидо-коммуне» и о засилье евреев в советских правоохранительных органах, в Галичине только укрепился. Его укреплению способствовала форсированная советизация региона. Многие лидеры и члены прежних «буржуазных» политических партий, культурные деятели арестовывались, тысячи реальных и мнимых врагов советской власти, социально чуждых и политически неблагонадёжных граждан высылались в Сибирь. Особое внимание советских органов привлекала деятельность ОУН — единственной политической организации межвоенной Польши, которой, пускай и в глубоком подполье, удалось сохраниться, и которая продолжала свою деятельность. По Западной Украине прокатилась волна арестов членов ОУН. По свидетельствам самих оуновцев, в некоторых регионах им был нанесён ощутимый удар. Ответственность за это вновь возлагали на евреев. Процент евреев в органах устанавливаемой советской власти был несколько выше, чем их число в населении региона, однако этому есть своё объяснение: впервые местные евреи получили возможность, не испытывая никакой дискриминации, включиться в политическую жизнь страны. Но даже такая большая представленность евреев в советских органах была только относительна — евреи отнюдь не составляли основу политического советского аппарата в регионе. Существовавший среди украинских националистов и в украинском обществе вообще стереотип еврея-коммуниста укрепился и к началу Второй мировой войны достиг своего апогея, когда степень агрессивности, питаемой к «жидо-коммуне» украинскими националистами и нацистами мало, чем отличались. Тот факт, что евреи, также как и представители других народов Западной Украины, высылались в Сибирь, украинскими националистами просто «не замечался».
Некоторые украинские националисты после присоединения Западной Украины к СССР прямо выражали недовольство тем, что в СССР «при власти стоят евреи». В селе Добротово Надворнянского повита два члена ОУН говорили населению, что «коммуна отберёт землю у всех богатых, а бедных потом заберут и отправят в Сибирь, что Красная Армия закроет все церкви, детей заберут в отдельные здания, а над украинцами коммуна поставит евреев с нагайками».
На ІІ Съезде ОУН-Б в 1941 г. была сформулирована позиция украинских националистов относительно евреев. В политических постановлениях съезда отмечалось, что «евреи в СССР являются наипреданнейшей опорой господствующего большевистского режима и авангардом московского империализма на Украине. Противоеврейские настроения украинских масс использует московско-большевистское правительство, чтобы отвернуть их внимание от действительной причины лиха и чтобы во время восстания („зриву“) направить их на погромы евреев. Организация украинских националистов борется против евреев как опоры московско-большевистского режима, осознавая в то же время, что Москва — главный враг» (п. 17).

#### Еврейские погромы на Западной Украине в июне-июле 1941
К началу Великой Отечественной войны бандеровцы подошли с уже сложившимися стереотипами в отношении поляков, евреев, русских. Надо учитывать и тот факт, что ОУН на первоначальном этапе войны позиционировала себя как союзника гитлеровцев, поэтому антисемитская риторика просто обязана была быть особенно жёсткой. Советский строй бандеровцы отождествляли с «большевистско-еврейской диктатурой». В бандеровских листовках, распространяемых в начале войны, евреи недвусмысленно выступают в качестве народа-эксплуататора: «ссуды, налоги с колхоза, налоги с Вашего несчастного хозяйства, мясозаготовки, заготовки молока, яиц — все несли Вы евреям, а дети ваши почти никогда не видели этого».
В то же время украинский массовый антисемитизм отличался от немецкого. Немецкие документы сообщали, что на Украине был сильно распространён антисемитизм, но он имел преимущественно религиозный, а не расовый характер.
Вскоре после начала советско-германской войны начались первые еврейские погромы. В июне-июле 1941 г. они произошли (с большей или меньшей степенью жестокости) в 26 украинских городах Галиции и Волыни. Погромы явились страшным бедствием для западноукраинских евреев. Количество жертв июльских погромов на Западной Украине по разным подсчётам составляет от 12 до 28 тысяч евреев.
Волну антисемитского гнева породило раскрытие массовых преступлений, совершенных в тюрьмах советским режимом. Повсюду вину за них возлагали на местное еврейское население. Немцы ловко пытались манипулировать этими чувствами. В Добромиле украинцы подожгли синагогу, а в Самборе убили пятьдесят человек. Во Львове разъяренная толпа загнала в тюрьму около тысячи евреев, издеваясь над ними и оказывая самосуд. Евреев заставляли голыми руками проводить эксгумацию, обмывать разложены тела покойников, а потом умываться в использованной для того воде. В то же время их били, облагали проклятиями и всячески оскорбляли. Работа продолжалась с рассвета до заката, и никому не давали ни есть, ни пить. Частыми были убийства. Во львовском погроме, вероятно, участвовали воины батальона «Нахтигаль», но не как организован подразделение.
Следующая волна антиеврейских репрессий во Львове произошло 25-27 июля 1941 года, когда была организована так называемые Дни Петлюры (руководитель УНР Симон Петлюра погиб 25 мая 1926 от рук еврея). Погром начался около пяти утра. Погромщики врывались в еврейские дома, выгоняли из них людей, били и грабили. Тогда были убиты около полутора тысяч человек.
Роль ОУН в этих событиях не вполне понятна. Отсутствуют доказательства того, что погромы организовало руководство ОУН, но в антиеврейских выступлениях участвовала создаваемая бандеровцами украинская милиция, поддержанная населением. Нельзя, исключить, что насилие против евреев стало прямым следствием воплощения в жизнь антисемитских листовок Ивана Климова—"Легенды", который после захвата Львова немцами занимался распространением листовок Краевого провода ОУН (Б) с антисемитскими призывами. Один из ведущих бандеровских деятелей Степан Ленкавский отстаивал «индивидуальную трактовку» некоторых лиц еврейского происхождения — например, ценимых украинской общиной специалистов и тех, кто был крещен и связан родственными узами с украинцами" («четверть и пол крови жидов»). Он также заявил: «Относительно жидов примем все методы, которые пойдут им на уничтожение».
Антисемитизм сохранился у украинских националистов и после того, как погромы закончились. После их окончания украинская милиция в городах Западной Украины следила за исполнением немецких предписаний относительно евреев.

#### ОУН и вспомогательная полиция
Отдельным вопросом являются взаимоотношения ОУН и украинской полиции. После ликвидации УНМ осенью 1941 г. немцами была создана украинская вспомогательная полиция. В ней состояло много бывших членов украинской милиции. Однако она была основательно прочищена СД от активных украинских националистов. Тем не менее, несмотря на чистки, большое число украинских националистов осталось в организации. Весной 1943 г. более 5 тысяч членов украинской полиции бежало в леса, став основой кадров УПА.
Утверждения некоторых украинских историков, что антиеврейские взгляды представителей ОУН исчезли сразу же после начала немецких «акций» по уничтожению евреев, не соответствуют действительности. ОУН и её члены продолжали исповедовать антисемитизм и после начала уничтожения евреев.

#### Отношение ОУН-Б к евреям после ІІІ Чрезвычайного Съезда
В августе 1943 г. произошёл ІІІ Чрезвычайный Съезд ОУН-Б. В принятой на нём программе ОУН появились пункты (пп. 10-12) о гражданских правах, ранее полностью отсутствовавшие в программе ОУН. Гарантировались права и национальным меньшинствам.
Однако на практике случаи уничтожения евреев украинскими националистами продолжались. Упоминаемые Ярославом Грицаком «свидетельства» о том, что Роман Шухевич после того, как стал во главе украинского повстанческого движения, издал распоряжение членам УПА не участвовать в еврейских погромах, совершенно не соответствуют реальной практике обращения украинских националистов с евреями в 1943—1944 г.
Уничтожение евреев продолжалось и после изменений в идеологии ОУН. В отчёте референта СБ ВО «Заграва» (северная группа УПА) от 3 ноября 1943 г. сообщается, что в период с 15 сентября по 15 октября 1943 г. СБ было убито 33 поляка, 1 еврей.
В отчёте коменданта надрайона «Гало» ВО «Заграва» от 17 октября 1943 г. сообщалось: «Банда местных и евреев — до 60 особ, преимущественно плохо вооружённых, — крутилась в окрестностях Озёрска и Сваричевичей, за речкой Горынь их большее число». По всей видимости, эта небольшая группа партизан из евреев и местного населения была УПА уничтожена. В ноябре 1943 г. некоторые отряды УПА «ходили на евреев». Например, отрядом им. Колодзинского 14 ноября 1943 г. после такого «хождения» в лесу рядом с Островцами было убито 4 еврея, 2 захвачено в плен, ещё двое бежало. Не совсем понятно, как такие «хождения» согласовывались с политикой демократизации, провозглашаемой ОУН, но очевидно, что антиеврейские действия националистов имели место и после частичной демократизации ОУН на ІІІ Съезде. В конце 1943 — начале 1944 г. оставшиеся евреи в районе Подгайцев были убиты украинскими отрядами УПА.
Демократизация программы ОУН не привела к устранению антиеврейских стереотипов у рядовых членов организации. Некоторые украинские националисты продолжали в беседах определять существующую власть как «жидо-большевистскую» и после частичной демократизации программы 1943 года. Стереотип еврея-сторонника большевиков встречается в отчётах ОУН в 1944 году. Более того, продолжал существовать стереотип «жидо-коммуны». В одном из отчётов ОУН о событиях в Буковине можно найти определения вроде «жидо-большевистская сволочь», «жидо-большевистская администрация».
В отчётах УПА часто подчёркивалась (действительная или мнимая) еврейская составляющая партизанских «банд». Например, в отчёте коменданта тыла («запілля») ВО «Заграва» от 25 декабря 1943 г.: «Большевистская банда, составленная преимущественно из евреев, напала на село Марьяновку, ограбила, забрали рогатый скот, овец. Среди них были и еврейки, которые забрали у крестьян постель». В некоторых случаях евреи действительно выступали нападающей стороной. Например, с июля 1943 по июль 1944 г. еврейские отряды, действовавшие рядом с Перемышлянами, состоявшие из евреев, спасавшихся в лесах от уничтожения немцами, совершили 13 набегов на украинские деревни и на украинские полицейские участки с целью мести и захвата оружия.
Осенью 1944 года, по всей видимости, происходит окончательное изменение политики ОУН по отношению к евреям. 5 сентября 1944 г. командование ВО «Буг» издало приказ 11/1944, в соответствии с которым с евреями, как и с прочими народами, надо было обращаться как с национальными меньшинствами.
Во временной инструкции организационной референтуры Краевого провода ОУН на ЗУЗ от 7 сентября 1944 г. в отношении евреев предписывалось: «Против евреев не предпринимать никаких акций. Еврейский вопрос перестал быть проблемой (их стало очень мало). Это не относится к тем, которые выступают против нас активно». Пункт о возможности уничтожения действующих против партизан евреев оставлял националистам право уничтожать евреев в рамках самозащиты.
Важное место в пропаганде образа не антисемитской ОУН играет история еврейской девочки Ирины Райхенберг, якобы спасённой женой Романа Шухевича при личном участии Шухевича. По утверждениям Владимира Вятровича, именно Шухевич помог с изготовлением для девочки новых документов на имя украинки Ирины Рыжко (по которым она значилась дочерью погибшего офицера Красной армии), а после того, как Наталья Шухевич была арестована гестапо, Роману Шухевичу удалось переправить девочку в сиротский приют при женском грекокатолическом монастыре василианок в Пилипове, близ местечка Кулыкив — в 30 км от Львова.

#### Евреи в рядах УПА
С весны 1943 года отряды УПА стали использовать в качестве рабочих для своих нужд евреев сбежавших из концлагерей и примкнувших к ним. Евреи главным образом использовались как пошивщики одежды и белья. Помимо специальных лагерей, где использовались евреи-специалисты, в УПА присутствовало большое количество евреев-врачей. Вероятно, многие врачи-евреи поступали на службу в УПА, поскольку не имели другого выбора, так как присутствие в коллективе давало им больше шансов на выживание, а также — возможность мстить своим обидчикам-немцам. Некоторых врачей просто забирали силой. Известно, что после того, как советские войска заняли Западную Украину, многие врачи-евреи из УПА, равно как и врачи прочих национальностей, покидали УПА. Они с охотой шли служить в организацию, борющуюся с немцами, но не были готовы и не имели желания служить в организации, воюющей с СССР.
Говоря о сравнительно большом количестве евреев-специалистов в УПА, следует учитывать, что именно евреи-специалисты были той категорией евреев, которой удалось сохранить свою жизнь до 1943 года. Прочие евреи — интеллигенция, старики, дети — были к тому времени уже, в основном, уничтожены.
По крайней мере, часть евреев-специалистов и врачей в УПА вполне могла спокойно дожить до окончания войны или прибытия советских войск и сохранить положительные воспоминания о своём пребывании в УПА. По показаниям выживших еврейских врачей, служивших в УПА, обращались с ними весьма гуманно. Это выгодно отличало украинских националистов от других праворадикальных режимов, использовавших евреев. Румынские врачи-специалисты должны были носить особые еврейские отличительные знаки. Об отношении немцев к евреям-специалистам и говорить не стоит. Возможно, гуманное обращение украинских националистов с евреями было связано с уже указывавшимся ранее стремлением использовать влияние евреев в странах союзников.
Одновременно существуют свидетельства, указывающие на то, что часть евреев-медиков была убита при попытке бегства после приближения Красной Армии. По всей видимости, такая же участь постигла при подходе советских войск и евреев, работавших в украинском подполье врачами в районе Тернополя. 2 еврея-специалиста из лагеря Куровцы (Тернопольская область) присоединились к УПА, но с приближением РККА были убиты. Некоторые еврейские врачи из УПА, с приближением советских войск бежали, несмотря на то, что в УПА к ним демонстрировали хорошее отношение. Возможно, часть евреев-врачей была убита именно за попытку побега.
Обращает на себя внимание тот факт, что создание еврейских лагерей из специалистов и привлечение евреев-врачей в УПА начались ещё в начале 1943 г., то есть до ІІІ Чрезвычайного съезда ОУН и до изменения программы ОУН на этом съезде в сторону либерализации. Поэтому привлечение евреев в УПА изначально осуществлялось из-за крайней практической необходимости, а не из-за изменения идеологии ОУН на ІІІ Чрезвычайном съезде и предоставления национальным меньшинствам Украины всех гражданских прав. Ввиду того, что весной 1943 г. УПА ещё не получила официального одобрения ОУН, а вопрос подчинения УПА ОУН не был решён однозначно, вероятно, идея практического использования евреев в УПА исходила снизу, от провода ОУН на ПЗУЗ, а не от Провода ОУН.
Те авторы, которые приводят службу врачей-евреев в УПА в качестве доказательства отсутствия антисемитизма у украинских националистов и свидетельства того, что украинские националисты не уничтожали евреев, не задаются вопросом, почему практически нигде не отмечается участие евреев-неспециалистов в качестве рядовых солдат УПА. Между тем, на Волыни и после очисток гетто осенью 1942 г. сохранялось определённое количество скрывающихся в лесах евреев, которые могли бы пополнить ряды УПА. Осенью 1942 г. после ликвидации гетто на Волыни встречались группы евреев, бежавших из гетто, по 10-15 человек. Даже осенью 1943 г., судя по отчётам УПА, в некоторых районах Волыни оставалось в лесах по 40, а то и 100 евреев. Всего на Волыни бежало из гетто около 40 тысяч евреев, однако Холокост пережило не более 4 тысяч. В Галичине также оставалось значительное число евреев. Например, только в одном из нескольких бункеров, в которых укрывались Тернопольские евреи после ликвидации гетто летом 1943 г., пряталось 100 евреев. Во второй половине 1943 года из Болехова в близлежащие леса бежало около 300 евреев. Известно, что в советских партизанских отрядах присутствовали евреи, спасавшиеся от Холокоста. Всего к советским партизанам на Волыни присоединилось около 2 500 евреев.
Несмотря на роль советских партизанских отрядов в спасении евреев, антисемитизм не обошёл стороной и советских партизан. Более того, некоторые евреи уже после вступления в советские отряды были убиты своими советскими боевыми соратниками. Однако на высшем уровне подобный антисемитизм тогда подавлялся.
Еврейский исследователь Е. Бауэр подчёркивает, что присутствие советских партизан в том или ином районе региона, так или иначе облегчало спасение евреям. Однако в УПА, за редкими исключениями, евреев-солдат не было. Очевидно, их не было потому, что УПА продолжала рассматривать евреев как крайне ненадёжный элемент, «жидо-большевиков» и поэтому не могло допустить в свои отряды евреев, а также потому, что евреи не хотели идти в УПА, боясь украинских националистов. Это противоречит версии о благожелательном отношении украинских националистов к евреям. Более того, присутствие евреев в советских, и не только, партизанских отрядах вызывало открытое недовольство командиров УПА. Например, главе чехословацкого партизанского отряда Репкину в устной форме было сказано, что только после того, как его отряд избавится от евреев, украинские националисты начнут с ним переговоры. Ни в письменном ответе, ни в дальнейших переговорах представителей УПА еврейская тема развития не получила, однако факт сам по себе примечательный. То, что отчёт Репкина о требовании украинских националистов убрать всех евреев-партизан не был простой клеветой на УПА, подтверждается документами. Так, в одной из статей издания «политического отдела УПА» газеты «К оружию» («До зброї») сообщалось, что советские партизаны для того, чтобы «подлизаться» к украинским националистам, «нередко используют национальные лозунги, а иногда демонстративно убирают из своих рядов евреев и поляков».
При этом даже частичное изменение политики украинских националистов по отношению к евреям-специалистам и медикам не отменяло того факта, что украинские националисты продолжали участвовать в уничтожении евреев. В основном эта политика осуществлялась по линии СБ ОУН.

#### После Второй мировой войны
Освобождение советскими войсками Западной Украины положило конец нацистскому геноциду евреев. Евреи, которые до войны были одним из самых многочисленных народов на Западной Украине, в результате войны практически исчезли на этой территории. Приход советских войск позволил для евреям, скрывавшимся в лесах, в том числе в отрядах УПА, вернуться в города. Контакты украинских националистов с евреями прекратились, но на бытовом уровне внутри актива УПА антисемитизм сохранялся. И в 1945 году в обиходе низовых сотрудников ОУН встречались слова вроде «жидок». Отказ от антисемитских лозунгов и программное признание прав всех национальностей, включая евреев, не означало, что лидеры украинских националистов перестали быть антисемитами. Так, по показаниям Порендовского-Заболотного, осенью 1945 года в его присутствии глава политической референтуры ОУН Д. Маевский («Тарас») заявил: «Хорошо произошло, что немцы уничтожили евреев, ибо этим ОУН избавилась от одного из своих врагов». Аналогичное заявление сделал осенью 1946 года и член Провода ОУН Ярослав Старух.
По данным израильского исследователя Арона Вайса, на Западной Украине за годы войны украинскими националистами были уничтожены 28 000 евреев.
О причастности украинцев к репрессиям против евреев заявил президент Израиля Реувен Ривлин в своём выступлении в Верховной раде Украины на парламентских слушаниях, посвящённых 75-й годовщине трагедии в Бабьем Яре.

Их расстреливали в лесах, возле оврагов и рвов, сталкивали в братские могилы. Многие пособники преступлений были украинцами. И среди них особо выделялись бойцы ОУН, которые издевались над евреями, убивали их и во многих случаях выдавали немцам. Верно и то, что было более 2,5 тыс. праведников народов мира — те считанные искры, которые ярко горели в период темных сумерек человечества.

Реувен Ривлин отметил, что около 1,5 млн евреев были убиты на территории современной Украины во время Второй мировой войны в Бабьем Яре и других местах.

### ОУН и поляки

#### Межвоенная Польша
Отношения поляков и украинцев на западных украинских землях имеют длительную предысторию противостояний и конфликтов. Поэтому неудивительно, что некоторые историки пытаются вывести корни польско-украинского вооружённого противостояния в годы Второй мировой войны чуть ли не из Хмельничины. Но, в действительности, такое удревнение украинско-польского противостояния 1940-х гг. очень мало рассказывает о реальных причинах конфликта. Его корни берут истоки в менее отдалённом прошлом.
После разделов Речи Посполитой украинские земли оказались в составе двух государств. Волынь перешла под скипетр императора Российской Империи, а Галичина — Австрии. Положение украинских земель в Российской империи и Австрии существенным образом различалось. Если в России вплоть до 1905 г. фактически отрицались любые права украинцев на культурно-национальное развитие, то в Австрийской Галиции ситуация была более благоприятной для развития украинского национального движения. В Галиции украинцы получили возможности для развития языка, открытия украинских школ, со временем они получили право выбора украинских депутатов в рейхсрат. Однако ситуация в Галиции осложнялась тем, что власти Австро-Венгрии фактически дали Галицию на откуп полякам, занимавшим все важные административные места в регионе, которые они в том числе использовали для борьбы с украинским национальным движением. Все это вело к развитию и укреплению антипольских стереотипов среди украинской интеллигенции.
Ещё более важным для формирования ненависти к полякам и польскому господству среди части украинского населения Галичины стал опыт украинско-польской войны 1918—1919 гг., которая закончилась поражением Украинской Галицкой армии. После этого украинская Галичина перешла в руки поляков, хотя её юридический статус не был окончательно определён вплоть до 14 марта 1923 г., когда Совет Послов утвердил передачу Восточной Галиции Польше.
Очевидно, что присоединение западноукраинских земель к Польше вопреки желанию большинства населения, жёсткая польская политика по отношению к украинцам, направленная на ассимиляцию украинского населения, не могли не вызвать недовольство украинского населения. Изначально большинство украинских политических партий занимали антипольские позиции. Однако со временем ситуация изменилась. После начала репрессий против украинской интеллигенции в СССР и голода/голодомора 1933 г. многие украинские политические партии ІІ Речи Посполитой стали искать возможность налаживания отношений с польскими политическими силами, рассматривая пребывание украинских земель в Польше как меньшее зло по сравнению с угрозой украинцам, исходящей со стороны большевиков.
В начале 1920-х гг. были созданы и отдельные пропольские украинские партии, занявшие позицию полной лояльности по отношению к польскому государству. К таким партиям относились созданная в 1924 г. Украинско-руськая партия хлеборобов («Українська-руська партія хліборобів») и созданный в 1926 г. Украинский народный союз («Український народний союз»).
Кроме того, в начале 1920-х гг. с пропольских позиций выступал и идеолог украинского национализма Дмитрий Донцов. Он полагал, что для успешной борьбы против России украинцам нужно ориентироваться на Польшу. Подробно свои геополитические представления о значении ориентации на Польшу он обозначил в работе «Основы нашей политики».
Пропольской ориентации придерживалось и правительство УНР в изгнании. Как известно, в своё время Симон Петлюра заключил союз с Юзефом Пилсудским ради совместной борьбы с большевиками.
В эмиграции Симон Петлюра, несмотря на провал заключённого в 1920 г. союза с Польшей, продолжал считать СССР основным врагом Украины и выступать за союз с Польшей. После убийства С. Петлюры в 1926 г. правительство УНР в изгнании во главе с А. Ливицким, продолжало ориентацию на Польшу, надеясь, что она поможет добиться независимости Украины. В августе 1926 г. А. Ливицкий при посредничестве В. Славека передал Пилсудскому меморандум с предложением создать украинский военный штаб, который бы работал над планом воссоздания Армии УНР на случай войны. В феврале 1927 г. такой штаб действительно был создан и некоторое время действовал нелегально.
Хотя польские власти и не решились на новый поход на Киев, они поддерживали Государственный центр УНР, в том числе и финансово.
Подобная пропольская, «соглашательская», позиция правительства УНР в изгнании, не брезговавшего сотрудничеством с «оккупантами», и политика западноукраинских политических партий, направленная на компромисс с польскими властями ради уступок украинцам, не затрагивавших вопроса «оккупации» западноукраинских земель, совершенно не устраивала ОУН, которая в начале 1930-х гг. стала одним из наиболее активных выразителей недовольства украинцев польской антиукраинской политикой. В отличие от многих других западноукраинских партий, часто стремившихся найти какой-либо политический компромисс с польской политической элитой, украинские националисты последовательно выступали против оккупации украинских земель Польшей (пребывание западноукраинских земель в составе Второй Речи Посполитой они воспринимали именно как оккупацию) и отвергали любые компромиссы с польской властью. Украинская полонофильская эмиграция (равно как и западноукраинские сторонники соглашательства с Польшей) стала объектом жёсткой критики со стороны ОУН.
При этом объектом ненависти украинских националистов становилось не только польское правительство или пропольски настроенные украинские политики, зачастую им становилось само польское население западноукраинских земель. Этому способствовало и то, что национальный аспект «польского вопроса» на западноукраинских землях отягощался социальным. Большинство крупных земельных собственников в Галичине были поляками, что в условиях бедности украинского населения вызывало недовольство украинских крестьян. Летом 1930 г. это недовольство перешло в открытое противостояние, когда украинцы массово начали поджигать помещичьи хозяйства (так называемая «саботажная акция»). Изначально «саботажная акция» была инициирована местными активистами ОУН, однако акты саботажа совершались не только активистами ОУН.
В 1932 г., уже независимо от украинских националистов, на Волыни стали возникать восстания украинских крестьян против помещиков, осадников и представителей польской власти.
Крестьянские выступления 1930-х гг. носили как социальный, так и национальный характер. Антипольский фактор преобладал в саботажных актах, совершаемых украинскими националистами. Однако крестьянские выступления 1930-х гг. нельзя свести только к деятельности ОУН, они носили более широкий характер. В них участвовали не только члены и сторонники ОУН, но и прокоммунистически настроенные крестьяне Волыни. Несмотря на позднейшие попытки части украинской историографии представить крестьянские выступления украинцев 1930-х гг. как прямых предвестников Волынской резни, якобы имевшей характер народного восстания крестьян-украинцев против панов-поляков, между крестьянскими выступлениями 1930-х гг. и Волынской резнёй 1943 г. имелись существенные различия. Украинские восстания 1930-х гг. хотя и были направлены против поляков-панов и осадников, не были направлены против поляков как таковых, поляков как этнической группы. Целью антипольских действий УПА было имущество польских помещиков, борьба за изменение социально-политического строя и независимость Украины, а не жизнь поляков. Во время этнической чистки поляков на Волыни в 1943 г. целью украинских националистов было изгнание поляков с украинской «этнографической территории», а не уничтожение или присвоение себе их имущества, хотя возможность поживиться за счёт польского имущества привлекла к антипольской акции ОУН дополнительное число украинцев.
В одной из своих брошюр, написанной в 1931 г., «Как и за что мы боремся с поляками» («Як i за що ми боремося з поляками») Краевая Экзекутива ОУН объясняла причины своей нелюбви к Польше и полякам и намечала методы своей борьбы за освобождение. Западноукраинские земли украинские националисты рассматривали как украинские земли, сотни лет назад завоёванные поляками, на которых с тех пор они проводят беспрерывную эксплуатацию украинского населения. Со времён завоевания западноукраинские земли стали ареной непрерывной борьбы между украинцами и поляками. Единственным возможным способом изменить ситуацию украинские националисты Галичины видели вооружённое восстание украинского народа. При этом, согласно авторам брошюры, «революционную борьбу» против польского господства «украинские массы» должны были начинать уже сейчас, путём экономической борьбы против поляков-колонистов (бойкот) и ответных акций, в том числе с применением методов физического воздействия, против польских полицейских, кооперативов и т. д..
Украинские националисты использовали недовольство украинцев своим социальным положением для разжигания ненависти к полякам. Ещё в начале 1930-х гг. украинские националисты в Галичине распространяли листовку, в которой рассказывалось о задачах будущего украинского государства. Среди прочего, отмечалось, что одна из задач заключается в том, чтобы «удалить за свои границы враждебный московский и польский элемент, который отбирает труд и землю у украинцев и помогает их порабощению».
Послевоенные воспоминания поляков и другие источники демонстрирует, что желание изгнать поляков с украинских земель, было присуще части украинского сельского населения Волыни ещё в 1930-е гг. и в 1941 г. во время нападения Германии на СССР.
Идея изгнания из Украины «враждебного элемента» получила распространение среди части населения Западной Украины ещё до начала Второй мировой войны, однако она исходила снизу и не была обусловлена каким-либо программным постановлением ОУН.
Украинские националисты не ограничивались только угрозами, на местах особо пылкие националисты приступали к активным действиям. В конце 1930-х гг. ОУН на местах проводила «противоколонизационную» акцию. Так, по воспоминаниям оуновца Б. Казановского, весной 1937 г. полякам колонии рядом с. Дмитровом было приказано до утра покинуть свои дома, в противном случае им грозили смертью. После того, как поляки покинули свои жилища и бежали в Польшу, их дома были сожжены. Также были сожжены все польские скирды в сёлах Кривее и Щуровичи. Эта акция была организована повитовой экзекутивой ОУНБ.
Позже, во время войны, практика сжигания домов польских колонистов после их бегства будет продолжена. Согласно логике украинских националистов, участвовавших в антипольских акциях, на Украине не должно было остаться и следа польскости. Эти «противоколонистские» акции проводились под лозунгом «Украинская земля для украинцев», что опровергает мнение тех историков, которые утверждают, что лозунг «Украина для украинцев» не нёс никакой дискриминационной нагрузки и означал Украину для всех граждан Украины. Эти акции были проведены не по инициативе КЕ ОУН, их идея исходила снизу. Инициатором этих акций был областной проводник И. Климов, один из будущих лидеров ОУН, который и впоследствии будет особенно непримирим к «врагам» Украины.
Некоторые члены ОУН на местах были более нетерпимы к полякам, чем ПУН, и уже лелеяли мечты об их изгнании.
Во Львове иногда происходили столкновения украинских националистов и поляков. В ответ на попытки польской молодёжи поломать во Львове украинские вывески произошло столкновение сторонников ОУН с поляками. Несколько поляков получили ножевые ранения.

#### Вторая Мировая война
В сентябре 1939 г. с началом германского вторжения в Польшу начались спорадические выступления ОУН против поляков, которые особенно участились к моменту нападения СССР на Польшу 17 сентября. Украинские националисты разоружали польские военные отряды. Главной целью этих столкновений было добыча оружия для ОУН. Всего было пленено более 2,5 тысяч поляков. Некоторые пленённые оуновцами польские солдаты были убиты, остальные разоружались и передавались немцам и красноармейцам. Пользуясь возникшим после вступления в войну СССР хаосом, украинские националисты начали совершать расправы над польскими военными, политическими активистами, а также сельскими учителями. В отдельных местах доходило даже до польских погромов. Так, в селе Словятин местными украинским националистами было вырезано большинство поляков села. По некоторым данным в 9 близлежащих населённых пунктах во время сентябрьских выступлений украинскими националистами было убито 129 поляков.
По некоторым данным, всего в антипольских акциях в сентябре 1939 года участвовало более 7 тысяч оуновцев. Но в целом, они носили спорадический характер и были направлены на представителей польской администрации и полицейского аппарата, а не против поляков как таковых. Выступления украинских националистов против поляков во время сентябрьской кампании не были скоординированным восстанием, это были инициированные снизу выступления против отступающих поляков.
После раздела Польского государства, предпринятого СССР и Германией, видный украинский этнограф, глава УЦК Владимир Кубийович, связанный с мельниковским крылом ОУН, предлагал размежевание территории Генерал-губернаторства Польши посредством переселения населения.
Вопрос отношения украинских националистов к полякам был затронут на апрельском съезде ОУН-Б 1941 г. Касательно поляков в постановлениях говорилось следующее: «ОУН борется против акции тех польских группировок, которые стремятся к возобновлению польской оккупации украинских земель. Ликвидация антиукраинских акций со стороны поляков является предварительным условием урегулирования взаимных отношений между украинской и польской нациями» (п. 16). После присоединения бывших восточных кресс к Советскому Союзу значение польского вопроса для ОУН снижалось, поэтому ему было уделено сравнительно небольшое внимание.
Таким образом, к началу Великой Отечественной войны украинские националисты уже подошли с предубеждением против Польши, которая рассматривалась ими как извечный враг, и поляков. Но намерений каким-либо образом избавиться от поляков руководство ОУН не демонстрировало. Больший радикализм демонстрировала часть низового актива ОУН и простого украинского населения, которые, пользуясь случаем, зачастую предпринимали разного рода противопольские акции.
С началом войны украинско-польские отношения стали все более накаляться. После прихода немецких войск в некоторых сёлах происходили вооружённые столкновения между украинцами и поляками. В некоторых районах поляки были приравнены к евреям, и их заставляли носить белые повязки. Составлялись списки поляков, которых ОУН подозревала в нелояльности к украинской власти.
Несмотря на то, что отдельные убийства поляков украинскими националистами случались и в 1942 г., тогда ещё ничего не предвещало польско-украинской катастрофы. На ІІ Конференции ОУН в апреле 1942 г. в отношении поляков украинские националисты выступали «за умиротворение польско-украинских отношений» «на платформе самостоятельных государств и признания и уважения права Украинского Народа на Западноукраинские земли». В то же время ОУН продолжала борьбу против «шовинистических настроений поляков и аппетитов относительно Западноукраинских земель, против антиукраинских интриг и попыток поляков занять важные сферы хозяйственно-административного аппарата Западноукраинских земель ценой отстранения украинцев».
Одним из самых спорных исторических вопросов этого периода являются этнические чистки украинского населения со стороны поляков на Закерзонье (на Холмщине и Люблинщине). Противоречивость заключается в разной трактовке времени этих событий — предшествовали ли они акциям на Волыни, или же произошли уже после их началаа.
Отдельные случаи нападения на польские села начались ещё зимой 1943 г., но только в марте-апреле начались систематические нападения УПА на польские села. Первоначально атакам подвергались польские села и колонии, расположенные на севере и востоке волынских земель. На пасхальную неделю, третью декаду апреля, пришёлся весенний пик нападений.
Позднее волна нападений несколько спала. В конце июня — в июле 1943 г., когда казалось, что худшее для поляков уже прошло, началась новая волна нападений, ещё более сильная, чем апрельская. В отличие от весенних акций, теперь нападения распространились и на Запад Волыни, в Луцкий, Владимирский и другие округа.
Как уже упоминалось, в марте 1943 г. около 5-6 тысяч украинских полицейских на Волыни покинули службу и бежали в леса к УПА. Однако очень быстро немцы набрали новую вспомогательную полицию из поляков. Эта полиция стала с особым рвением участвовать во всех немецких антиукраинских акциях, сожжениях сёл и т. д.. В мае 1943 года немцы на борьбу с украинскими националистами перебросили из Белоруссии на Волынь 202-й батальон шуцманшафта, в составе которого находилось 360 человек. Этот батальон практически целиком и полностью состоял из поляков, он участвовал в боях против УПА в лесах вокруг Костополя и вёл карательные акции против украинского населения. После этого украинские националисты стали обвинять поляков в антиукраинской деятельности, а свои нападения на польские села и колонии характеризовать как ответные акции.
Часть польских историков традиционно во всем обвиняет украинскую сторону, польская сторона предстаёт у них сугубо обороняющейся, а действия украинских националистов заранее запланированными. В свою очередь, часть украинских историков практически всю ответственность перекладывает на польскую сторону. Последний главнокомандующий УПА и видный деятель украинских националистов во время волынских событий (который, однако, в момент начала развёртывания событий был не на территории Волыни, а на территории Советской Украины) Василий Кук отрицал существование приказа УПА о чистке украинских земель от поляков.
Точное время принятия решения об очистке Волыни от поляков является предметом оживлённых историографических споров. По мнению историка В. Филяра, решение о проведении антипольских акций было принято руководством ОУН ещё в конце 1942 г. и окончательно оформлено на ІІІ Конференции, хотя у ОУН уже до войны существовали планы выселения поляков с Волыни. Он приводит свидетельства, что украинские националисты ещё в 1942 г. начали одиночные нападения на польские села на Волыни, жертвами которых становились десятки мирных людей. По его мнению, действия украинских националистов во время войны были целенаправленными и неслучайными, а поляки были, безусловно, обороняющейся стороной. Такого же мнения придерживается Ева Семашко. Она считает, что решение об уничтожении поляков было принято на ІІІ Конференции ОУН-Б, а сами нападения на польские села в массовом порядке начались ещё раньше — осенью 1942 года. Убийство поляков она однозначно расценивает как геноцид/ Мнение о том, что ОУН приняла решение об устранении всех поляков с украинских земель в начале 1943 г., разделяет и К. Бергкофф. В. Филяр высказал предположение, что на ІІІ Конференции ОУН-Б было принято решение о начале «национальной революции», а краевым проводам давалась возможность выбора форм борьбы в зависимости от ситуации. На Волыни этой «свободой рук» воспользовался глава УПА Дмитрий Клячкивский для борьбы с польским населением.
Известный польский исследователь украинско-польского противостояния Гжегож Мотыка полагает, что, возможно, на ІІІ Конференции ОУН-Б было принято решение выселить польское население из Волыни, а местное руководство ОУН на Волыни между февралём и июнем 1943 г. приняло решение без предупреждения ликвидировать польское население, поскольку полагало, что в противном случае, если бы УПА стала предупреждать поляков и распространять листовки с призывом покинуть Волынь, то поляки оказывали бы сопротивление, и это сильно осложнило бы работу по выселению поляков. По его предположению, решение о начале антипольской акции на Волыни было принято тремя людьми — Дмитрием Клячкивским, войсковым референтом Василием Иваховым — «Сомом» и одним из руководителей отрядов УПА Иваном Литвинчуком — «Дубовым».
18 мая 1943 года глава УПА Дмитрий Клячкивский выпустил обращение, в котором на польскую полицию возлагалась вина за сотрудничество с немцами и уничтожение украинских сел. В случае продолжения сотрудничества поляков с немцами авторы грозили отмщением полякам: «Если польское гражданское сообщество не повлияет на тех, кто пошёл в администрацию фольксдойчами, полицейскими и другими, и не повлияет на то, чтобы они покинули эту службу, то гнев украинского народа прольётся на тех поляков, которые живут на украинских землях. Каждое спаленное село, каждое поселение, сожжённое из-за вас, отразится на вас». Здесь фактически ответственность возлагалась на польский народ в целом. Разницы между немецкими прислужниками и мирным польским населением не делалось. И позднее, летом 1943 г., после проведения ещё более страшных нападений на польские колонии и села, издание политотдела УПА «К оружию» («До Зброї») обвиняло польских «прислужников» «немецкой орды» в том, что они мучают Украину хуже немцев. Об уничтожении же отрядами УПА мирного польского населения издание ничего не сообщало.
Это полностью лежало в русле всей предвоенной идеологии ОУН, возлагавшей ответственность за все неправды в отношении украинцев не на конкретных исторических лиц, а на целые народы. Если столкновение УПА с польским подпольем, с польской немецкой полицией было неизбежно, то уничтожение мирного населения, на которое украинскими националистами возлагалась ответственность за преступления польской полиции и немецких коллаборационистов как на «поляков», было продиктовано именно идеологическим опытом ОУН, нациоцентричным видением мира и истории, когда субъектами истории для националистов выступали не те или иные люди, процессы, а целые нации.
Во второй половине 1943 антипольские акции УПА постепенно распространяются на территорию дистрикта Галиция. Массовую антипольскую акцию, которая прокатится по всей территории региона весной 1944, предупредила волна отдельных убийств начиная с середины 1943 года. Выбор жертвы сначала определял его статус в польской общине. Акции украинских повстанцев сначала были против польских должностных лиц и госслужащих оккупационной администрации. Вполне возможно, что при случае улаживались различные личные счета. Общее количество антипольских акций УПА: август 1943 года — 45, сентябрь — 61, октябрь — 93, ноябрь — 309, январь — 466. В феврале же и марте 1944 года террор принял характер массовых погромов. Всего в Галичине от рук УПА и погибли от 20 до 30 тыс. Поляков и ещё больше 300000 сбежали во внутренние районы Генерал-губернаторства.
Говоря об антипольских акциях украинских националистов нельзя замалчивать и того, что осенью 1943 года массовый террор против украинского населения был развёрнут поляками на Любельщине, Холмщине, Грубевшине. В этих регионах украинцев было по сравнению с поляками меньшинство, кроме того, в начале 1943 года там отсутствовали отряды УПА, что делало местное украинское население особенно уязвимым. Особым кровопролитием отметились события на Грубевшине. Там, начиная с осени 1943 г. по лето 1944 г., поляки активно уничтожали беззащитное украинское население (УПА в том районе тогда ещё не было), женщины и дети составили 70 % этих жертв.
По мнению ряда украинских историков, нападения на польские селения совершали и спецподразделения НКВД, одетые как бойцы УПА, главным образом c целью для уничтожения польского подполья, вынуждая поляков искать контакты с красными партизанами, стимулируя сотрудничество с советскими властями, а также инициируя нападения на украинские села, особенно поддерживавшие УПА или служившие их базами. Среди этих подразделений были те, в рядах которых входили бывшие бойцы УПА, работавшие на НКВД. 30 ноября 2007 года Служба безопасности Украины (СБУ) опубликовала архивы о том, что на Западной Украине действовали до 1954 года действовало около 150 таких специальных групп, общей численностью в 1800 человек.

### ОУН и русские

#### 1930-е годы
Отношение украинских националистов к России и русскому народу мало чем отличалась от отношения к полякам. Но, в отличие от поляков, которые были крупнейшим этническим меньшинством на западноукраинских землях и доминировали в некоторых крупных городах, русские составляли незначительную часть населения западноукраинских земель. Поэтому отношение украинских националистов к русским скорее определялось не опытом каждодневного общения с ними, а сложившейся западноукраинской традицией отношения к России, к русским и «русскому» господству на Советской Украине.
Представления об имперской сущности России появились задолго до возникновения ОУН. Первая мировая война способствовала мобилизации западноукраинского общества под антироссийскими знамёнами. Идея освобождения Украины от гнёта «Москвы» содержалась в платформе Союза Освобождения Украины — организации, во время Первой мировой войны выступавшей на стороне Австро-Венгрии и стремившейся к созданию украинской государственности под скипетром австрийского монарха. Уже тогда появляются в украинской политической публицистике определения России — «московский враг-варвар».
Неприязнь к России усилилась после гражданской войны и поражения украинской борьбы за независимость 1917—1921 гг. Симон Петлюра проделал путь от уверенности в том, что Украинское государство должно стать основой возрождения России, к представлению о том, что царская Россия и коммунистическая «представляют собой только разные формы московской деспотии и империализма», поскольку «все эти формы „братского“ сожительства мы на протяжении истории хорошо на себе испытали и ощутили, убедившись в деструктивно-деморализующем их влиянии на наш народ». После поражения в войне за независимость Петлюра писал о русской культуре в таком стиле: «нездоровый смрад и гнильё московской азиатчины с её рабской покорностью или максималистскими тенденциями», «после коммунистических экспериментов колодец московской культуры стал вонять больше». Советский Союз в одной из своей статей Петлюра назвал «историческим врагом». Позднее он в оценке России предвосхищал Дмитрия Донцова.
Важную роль в разжигании ненависти к России сыграл будущий идеолог украинского национализма Дмитрий Донцов. В опубликованной в 1921 г. работе «Основы нашей политики» («Підстави нашої політики») он противопоставлял ориентацию на Польшу, которую отождествлял с ориентацией на Европу, и ориентацию на Россию, которую отождествлял с азиатчиной. Украина, по Донцову, безусловно, принадлежала к западной культуре. Он всячески подчёркивал отличие западной («окцидентальной») Украины от России. Украинскую культуру, якобы, отличали индивидуализм, а русскую — «идеалы орды (охлократии и деспотизма), порабощение единицы и космо-политизма». По его мнению, Россия умирала из-за трёх вещей: «самодержавия, народности, православия». Украинский «коллективный идеал», по Донцову, противопоставлял первому принцип самодеятельности, самоопределения наций и независимую, ориентированную на «окцидент» церковь.
С самого начала деятельности ОУН представляла СССР империей, всего лишь продолжавшей политику царского правительства. Такой вывод делался на основании изучения экономического положения и развития Украины в СССР[488]. Именно в политике России и СССР, равно как и других государств, националисты видели причину того, что Украина была аграрной, а не промышленной страной. При этом русские и польские квалифицированные рабочие характеризовались как «вражеский элемент».
Спровоцированный сталинской политикой голод в УССР в 1932—1933 гг. только способствовал усилению ненависти к Москве. В изданиях украинских националистов были напечатаны заметки, посвящённые голоду. В них политика Советского Союза по отношению к украинцам рассматривалась как ещё одно звено в цепи русской политики, направленной на уничтожение Украины, начиная с Андрея Боголюбского. По мнению украинских националистов, Москве преднамеренно решила уничтожить весь украинский народ, и заселить его земли колонистами. В 1933 г. ПУН выступил с заявлением, в котором на «Москву» возлагалась ответственность за «уничтожение украинского населения голодом».
Вопросы взаимоотношений с Россией рассматривал в своей работе «Идея и действие Украины», вышедшей в 1940 гг., один из лидеров украинских националистов, до сентября 1940 г. являвшийся Краевым проводником ОУН-Б Дмитрий Мирон-«Орлик». «Любой союз, — писал Мирон, — соглашение или федерация с Россией красной, белой или демократической закончится потерей независимости и подчинением Украины. Не союз с Россией, а полный развал Российской империи и политика постоянного её сдерживания („постійне шахування“) от Балтики до Кавказа и Балкан — вот предварительное условие украинской государственности. Концепция балтийско-кавказского взаимодействия с опорой на Чёрное море и Балканы при равном влиянии Англии, Германии, Италии и Японии, с исключением России и против России». Вероятно, идеолог украинского национализма был знаком с работами Юрия Липы, касавшимися судьбы России.
Согласно деятелю ОУН, социалистические идеи Советского Союза — это демагогия, и «за красным фасадом Советов скрывается брутальный империализм России и интересы еврейства».

#### 1940-е годы
Перед началом Великой Отечественной войны руководство ОУН мыслило в геополитических категориях и воспринимало Украину как последнюю европейскую преграду перед Азией. Россия, безусловно, отождествлялась с Азией: «Польша на протяжении истории была всегда выразителем государственной воли Западной Европы, Россия же стала в мировоззренческом и государственно-политическом плане наследницей кочевых орд Азии, является носителем антиевропейски направленных разрушительных сил Востока».
В меморандуме ОУН 1940 г. можно встретить идею о необходимости совместной борьбы Украины и «порабощённых Москвой народов» за установление нового порядка в Восточной Европе. При этом на Украину возлагается практически мессианская геополитическая роль: «Ведь только Украина будет в состоянии удерживать разрушительные и внеевропейские силы на европейском восточном фронте и, кроме того, нести идею национального нового порядка соседним народам азиатского континента. Это задание будет для Украины тем более лёгким, поскольку она уже сегодня организует порабощённые Москвой народы на борьбу против большевистского распада и ведёт их в этой борьбе». Именно Украина должна была стать той силой, которая освободит «порабощённые» народы России: «Для украинской национальной революции, которая происходит из борьбы за построение Украинского государства, возникает долг также устроить теперешнее „российское пространство“ и принести свободу народам, находящимся в российском рабстве».
На ІІ Съезде ОУН-Б 1941 г. отношение ОУН к Москве также нашло своё отражение. В своих постановления ОУН заявляла, что борется не просто за свою свободу, но и «за уничтожение несвободы, за развал московской тюрьмы народов, за уничтожение всей коммунистической системы, за уничтожение всех привилегий, разделений, и различий на классы и всех прочих пережитков и предрассудков», «за свободу всех народов, порабощённых Москвой, и их право на свою собственную государственную жизнь» (п. 7,8). Этот пункт был продолжением геополитических идей ОУН, выраженных в Манифесте ОУН 1940 г.
В политических постановлениях эта идея конкретизировалась: «Организация украинских националистов борется за Украинское суверенное соборное государство, за освобождение порабощённых Москвой народов Восточной Европы и Азии, за новый справедливый порядок на руинах московской империи СССР. Организация украинских националистов будет продолжать всеми силами революционную борьбу за освобождение украинского народа без оглядки на все территориально-политические изменения, какие произошли бы на территории СССР. Путём достижения наших целей является украинская революция в московской империи СССР в паре с освободительной борьбой народов с Москвой под лозунгом „Свобода народам и человеку“ (п. 1-2)». ОУН провозглашала, что для достижения данной цели она будет сотрудничать со всеми силами, заинтересованными в распаде СССР и установлении независимой Украины, при этом «отношение ОУН к государствам и политическим движениям будет определяться их противомосковским настроем, а не большей или меньшей созвучностью с украинским политическим движением» (п. 3).
Сам СССР определялся как «новая форма московского империализма, доводящая порабощённые народы и страны до национального, культурного и экономического застоя и разрухи», гарантией защиты против которого считалось только «обретение государственности порабощёнными Москвой народов Европы и Азии и свободное сотрудничество между ними» (п. 4).
Как выясниться позже, за время войны цели ОУН нисколько не изменились, и в 1943 г. ОУН все также ставила своей задачей не только обретение независимости, но и развал СССР. Оценка СССР как исторической формы московского империализма сохранилась на протяжении всей войны.
В постановлениях Второго великого съезда продолжал использоваться термин «исторический враг» Украины. К таким врагам относились Россия и Польша. Для обозначения советского строя использовалось словосочетание «московско-большевистская власть».
К моменту нападения Германии на СССР в ОУН уже сформировались основные стереотипы о России и русских. В России украинские националисты видели «исторического врага» Украины, а СССР рассматривали как новое воплощение русского империализма. На этом этапе украинские националисты не различали Российский империализм и русских, русский народ выступал лишь в качестве носителя извечного русского великодержавного империализма. Противостояние Украины и России, украинцев и русских осмыслялось украинскими националистами в качестве цивилизационного конфликта между европейской Украиной и азиатской Россией. Поэтому на Украину возлагалась задача защиты Европы от империализма Москвы.
Относительно Советского Союза в постановлениях ІІІ Чрезвычайного Съезда провозглашалось, что ОУН борется против империй, против «эксплуатации нации нацией», и поэтому он борется против Германии и СССР. ОУН равно выступает против «интернационалистических и фашистско-национал-социалистических программ». ОУН собиралась не просто воевать за Украину, но и связать свою борьбу с антиимпериалистической борьбой народов Прибалтики, Востока и Балкан.
В изданных в октябре 1943 года пропагандистских инструкциях подчёркивалось, что в «Украинском Государстве все граждане, невзирая на национальную принадлежность, будут иметь право полного национального, культурного и хозяйственного развития». Несмотря на ту борьбу, которую вскоре будет вести УПА с Советским Союзом, в инструкции обозначалось: «Против Красной Армии с оружием выступить не можем и не сумеем. Наипервейшим и наиболее основным оружием против силы Красной Армии должна быть наша пропаганда — сильное меткое слово». ОУН хотела избежать лишних потерь в УПА. На этом этапе ОУН ещё питала какие-то иллюзии относительно возможности распропагандировать части Красной Армии. Изначальным пунктом этой политики должна была стать антисоветская пропаганда в Красной армии. В целом, пропагандистские указания по поведению членов УПА с красноармейцами сводились к распространению среди них идей ІІІ Чрезвычайного Съезда ОУН и лозунга «свобода народам, свобода человеку». Врагом провозглашались не Россия и русские, а советский строй и Сталин.
В «Программе ОУН», брошюре, написанной украинскими националистами на русском языке и адресованной русскому населению, изданной после ІІІ Чрезвычайного Съезда, социальный вопрос занимает доминирующие положение над национальным (чего в действительности у ОУН не было), а сама программа содержит набор общедемократических прав и свобод.
Однако, если в пропаганде, адресованной русским, произошло разделение сталинского империализма и русского народа, то в украинскоязычных материалах ОУН и после ІІІ Съезда СССР продолжал рассматриваться как всего лишь продолжатель Российской империи и вечный угнетатель украинского народа, а русский народ как народ имперский, ответственный за угнетение других народов. Разницы между народом и правительством не делалось. Русский народ не противопоставлялся советскому режиму. М. Прокоп, например, писал в «Идее и действии»: «Московские империалисты, белые либо красные, всегда боролись за то, чтобы выкинуть украинский народ с его земель, а на Украине поселить чужаков („чужинців“)». Якобы и во время войны Кремль продолжал селить на Левобережье чужие национальные элементы, а нквдешники «открыто заявляют украинским крестьянам, что после войны Украины больше не будет, и что на украинские земли придут переселенцы с севера, а украинцев либо уничтожат, либо переселят в Азию». Определённо, картина Советской Украины рисовалась руководством ОУН совсем не радостная, хотя, очевидно, что такое представление было основано на тех или иных слухах.
Подобное отношение к русскому народу как народу империалистическому было присуще не только сугубо ОУН. В печатных изданиях УПА можно найти такие словосочетания и определения: «чаша московской отравы», «ненасытные московские империалисты», «московско-большевистские империалисты». Взгляд на СССР как на всего лишь продолжение российского империализма разделял лично командующий УПА Роман Шухевич.

### ОУН и прочие национальности
ОУН изначально была настроена на сотрудничество с различными нерусскими народами для совместной борьбы против СССР. Однако в 1941—1942 гг. в условиях подпольного существования ОУН возможностей для масштабного сотрудничества организации с неукраинскими народами Советского Союза не существовало. Они появятся позже, с созданием УПА. Но курс на сотрудничество с некоторыми другими народами, подключение их к украинской борьбе был закреплён раньше.
В постановлениях ІІ Конференции ОУН-Б 1942 г. в пункте, посвящённом отношению ОУН к народам и национальным меньшинствам, сообщалось о стремлении ОУН «навязать дружеские отношения и сотрудничество на основе самостоятельных национальных государств и сильного фронта порабощённых народов».
На І Войсковой Конференции Главной военной командой было решено венгров, чехов и румын не трогать. «Не трогать» предписывалось также «других нацменов СССР».
К военнопленным из западноевропейских стран (англичане, французы, голландцы, бельгийцы) надлежало относиться наилучшим образом и сразу же освобождать.
С развёртыванием УПА все большее значение приобретала идея создания фронта борьбы «порабощённых народов» против большевизма и российского империализма под эгидой УПА. Принятие на вооружение этой концепции было прямым продолжением предвоенной политической мысли ОУН, согласно которой Украина должна была стать авангардом борьбы всех нерусских народов против московско-большевистской империи.
При формировании УПА в начале 1943 года в её состав попали представители других, помимо украинской, национальностей. Как правило, это были бывшие красноармейцы, сумевшие сбежать из германского плена либо же члены национальных формирований германской полиции порядка. Украинская национальная идея в их жизни никакой роли не играла, и идти в ряды УПА зачастую их толкало чувство самосохранения и желание выжить. Летом-осенью 1943 г. УПА выпустила ряд листовок, адресованных различным народам Советского Союза. Они были изданы на русском языке и содержали обращения, в которых подчёркивался угнетательский характер политики «Империалистической Москвы» и Берлина. Поэтому украинские националисты призывали народы Урала и Средней Азии к совместной борьбе с УПА против обоих империализмов. Подобным было и содержание другой листовки, адресованной тюркско-монгольским народам. Эти же призывы содержались в листовках, адресованных армянам.
Частично призывы возымели силу, и в УПА к концу 1943 г. влилось значительно число неукраинцев, главным образом бывших солдат национальных формирований при немецкой армии. С сентября 1943 г. начали создаваться национальные отделы УПА: азербайджанские, узбекские, грузинские и т. д.. В то же время в УПА встречались дезертировавшие немецкие солдаты и итальянцы. Абсолютная численность солдат из национальных легионов УПА была не велика. В то же время национальные формирования на определённом этапе в некоторых районах составляли довольно существенную часть УПА. Так, по сообщению партизанского объединения Александра Сабурова, датированному 15 февраля 1944 года, отряды УПА на Волыни до 40 % состояли из «националов»: ингушей, осетин, черкесов, турок, русских.
Отдельным вопросом является отношение оуновцев к цыганам. Цыгане составляли достаточно небольшое меньшинство на западноукраинских землях. Известно, что, по крайней мере, часть националистов их не очень жаловала. Например, в обращении к украинцам Холмщины и Подляшья, написанном от имени группы УПА «Турив», сказано: «для уничтожения украинского народа вечный враг Украины Москва шлёт целые ватаги цыган, москалей, жидов и прочей сволочи, т. наз. „красных партизан“».
Таким образом, отношение ОУН к национальным меньшинствам во многом зависело от того, считали ли они эти меньшинства дружественными себе, опасными или нет. Национальные меньшинства СССР ОУН стремилась привлечь для борьбы с «московским империализмом».
После утверждения нового курса ОУН-Б на ІІІ Чрезвычайном Съезде ОУН-Б украинские националисты стали прилагать ещё более интенсивные практические усилия для осуществления лозунга «Свобода народам! Свобода человеку!». Сам этот лозунг из сравнительно маргинального для ОУН в момент нападения Германии на СССР стал центральным в пропаганде УПА. Венцом пропагандистской кампании по привлечению представителей различных народов к борьбе УПА стала состоявшаяся в ноябре 1943 года в лесах Ровенской области «Конференция порабощённых народов Европы и Азии». С этой конференции ведёт своё начало Антибольшевистский блок народов, возглавляемый Ярославом Стецько до конца его жизни. Это была встреча политических и военных руководителей УПА, представлявших разные народы, порабощенные Советским союзом, с целью формирования и усиления националистических движений разных народов на всей территории СССР и объединения их усилий в борьбе с общим врагом — СССР. Конференция порабощенных народов собрала кроме украинцев ещё 39 представителей 13 народов. Среди них были грузины, азербайджанцы, узбеки, армяне, татары, белорусы, осетины, казахи, черкесы, кабардинцы, чуваши и башкиры. В практической плоскости УПА призвала к освободительной борьбе другие народы, порабощенные большевиками. На конференции был сформирован Комитет порабощенных народов, в чьи функции входило формирование национальных повстанческих армий, объединение и организация национально-политических сил в местах их жительства, а также земли Украины, куда их забросила война.
Украинские националисты стремились найти контакты и с представителями других националистических движений, борющихся против большевиков. При этом украинские националисты не были очень уж разборчивыми в определении участников фронта «порабощённых народов». К ним они относили все антибольшевистские и не национал-социалистические силы, включая румынскую железную Гвардию во главе с Хорией Симой. Согласно показаниям Михаила Степаняка, ОУН ещё ранее налаживала связь с четниками и железно-гвардейцами. В пример противобольшевистской борьбы народов, сражающихся «против московского ставленника Тито», украинские националисты приводили сербов и хорватов, четников и усташей, как известно, конфликтовавших между собой. Однако украинским националистам это совершенно не мешало, поскольку их основной целью было найти поддержку как можно большего числа антибольшевистских режимов. С февраля 1945 г. даже Армия Крайова, с которой УПА ранее жестоко враждовала, приводилась в качестве примера национальной противобольшевистской борьбы «порабощённых народов».
Уже к началу декабря 1943 г. отношение ОУН к национальным отделам УПА резко изменилось. Во «Временной инструкции в делах прочих национальностей (неукраинцев) на востоке Европы и Азии при УПА или находящихся на территории деятельности УПА» от 2 декабря говорилось, что национальные отделы при УПА националисты организовывали «для конкретных политических задач», поэтому отношение к ним военных команд УПА должно было быть согласовано с политическим центром «порабощённых народов» востока Европы и Азии. Формирование новых национальных отделов предписывалось остановить, а уже сформированные отстранить от боевых действий и разместить на территории так, чтобы изолировать от прочих национальных отделов, однако чтобы это не препятствовало доступу к национальным отделам политического центра).
С приближением советских войск опасность для «националов» в УПА возрастала, поскольку их существование облегчало советским спецслужбам внедрение своей агентуры. Иногда эти «национальные» отряды с приближением фронта переходили на сторону Советов.15 января 1944 года комендант СБ штаба УПА-Север Василий Макар издал инструкцию «Прекратить ведение агитации в чужих подразделениях (шуцманы, казаки, добровольные отряды нацменов, военнопленные красноармейцы, красные партизаны, немцы, венгры, красноармейцы) с целью их перехода на сторону УПА. Тех, кто перейдет самостоятельно, не включать в отряды УПА. Держать их отдельно от подразделений, не раскрывать связей. Особое внимание обратить на перебежчиков — одиночек и малые группы… Всех передавать в органы СБ для проверки (обязательно)».
О том, как в УПА понимался фронт «порабощённых народов», красноречиво говорит ответ главы подраздела УПА капитану чехословацкого отряда, действовавшего на территории Украины, Репкину. В ответ на обвинения в сотрудничестве с немцами командир УПА обвинил Репкина в плохой информированности и предположил, что он советский агент, предложив его отряду влиться в ряды УПА: «В противном случае мы будем считать вас сотрудничающими с империалистической красной партизанкой», — писал командир подразделения УПА.
В боях с УПА в 1944-45 годах, НКВД взяло в плен более 300 немецких военнослужащих (преимущественно офицеров абвера и гестапо), оставшихся в повстанческой среде. В подполье ОУН и УПА немцы действовали до конца января 1947 года, когда СБ ОУН целенаправленно их ликвидировала, чтобы не компрометировать движение перед Западом.

## Послевоенные события

### Деятельность в эмиграции
По завершении Второй мировой войны в Европе оба лидера фракций ОУН — Бандера и Мельник — оказались в зоне оккупации западных союзников, а к концу 1945 — в сфере интересов спецслужб западных стран. Особую активность, как и ранее, проявила ОУН(б). С официальным началом Холодной войны в 1947 году их активность в эмигрантской среде, при поддержке разведок США и Великобритании, возросла, в то время как активность на территории Украины и Польши усилиями служб безопасности СССР и Польши подходила к концу. Попытки ОУН наладить связь с исчезающим за железным занавесом подпольем потерпела неудачу — из 19 сброшенных в 1952 году связных 18 попали в МГБ. В то же время, ещё с 1946 года в самой ОУН(б) назревал внутренний раскол между «ортодоксами» во главе с Бандерой и «реформистами», представленными Зиновием Матлой и Львом Ребетом, — который фактически оформляется в 1956. Тогда из ОУН(б) выделилась фракция, возглавляемая Зиновием Матлой и Львом Ребетом и получившая название «Заграничная ОУН», или ОУН(з) (по числу лидеров её иногда неформально называют «двійкарі» (от «укр. двійка» — «двойка»)). ОУН(м) в то же время наладила контакты с представителями УНР (её глава Плавьюк в 1989—1992 году даже стал последним президентом УНР) и постепенно отошла от радикально-националистической основы, став правоконсервативной партией. ОУН(б) эволюционировала слабо, фактически оставаясь на позициях начала 1930-х годов — несмотря на это, она доминировала в националистической эмигрантской среде, в особенности, США и Канады, став особенно востребованной в период пика холодной войны в первой половине 1980-х.
В феврале 1946 года, выступая от имени УССР на сессии Генеральной Ассамблеи ООН в Лондоне, советский поэт Николай Бажан потребовал от стран Запада выдачи многих украинских националистов, в первую очередь Степана Бандеры, назвав его «преступником против человечества». В том же году, понимая, что силами одних украинских националистов антибольшевистскую борьбу вести невозможно, Степан Бандера инициировал организационное оформление образовавшегося ещё в 1943 году Антибольшевистского блока народов (АБН) — координационного центра антикоммунистических политических организаций эмигрантов из СССР и других стран соцлагеря. Во главе АБН встал ближайший единомышленник Бандеры Ярослав Стецько.
С 28 по 31 августа 1948 года в Миттенвальде (Западная Германия) проходила Чрезвычайная конференция ЗЧ (заграничные части) ОУН. Присутствовавший на ней Степан Бандера выступил с инициативой отправиться на Украину, чтобы лично принять участие в подпольной работе, однако присутствовавшие «краевики» (представители ОУН-УПА) возразили против этой идеи — не помогло даже цитирование писем Романа Шухевича, в которых тот называл Степана Бандеру проводником всей ОУН. В ходе конференции Бандера и его сторонники в одностороннем порядке лишили мандатов делегатов-«краевиков» и передали их представителям ЗЧ ОУН, о чём уведомили краевой Провод, однако руководство Провода это обстоятельство не приняло и обеспечило своих делегатов новыми мандатами. Это лишь усилило разногласия среди членов ОУН(б). В итоге конференция завершилась выходом Степана Бандеры из Коллегии уполномоченных — органа, членам которого предстояло коллективно руководить ЗЧ ОУН.
До 1955 года ОУН(б) взаимодействовала с британской разведкой, собирая для неё сведения о положении в СССР. С 1955 года Зарубежные части ОУН сотрудничали с западногерманской разведкой (БНД), с 1957 года — с итальянской (іт. SISMI).

### Убийство Степана Бандеры
Послевоенные годы для Степана Бандеры были напряжёнными, поскольку агенты советских спецслужб не оставляли попыток его похищения или ликвидации. Известно о шести неудачных попытках его убийства. Информация о большинстве из них основана на сообщениях людей из ближайшего окружения Бандеры. Поэтому в реальности их могло и не быть.
В 1947 году Степана Бандеру должен был ликвидировать по приказу МГБ СССР некий Александр Мороз. Покушение было раскрыто Службой безопасности ОУН.
В начале 1948 года из Польши в Западную Германию прибыл агент МГБ Владимир Стельмащук (оперативные псевдонимы «Жабски» и «Ковальчук»), капитан подпольной польской Армии Крайовой. Снова профессионально сработала Служба безопасности ОУН и предотвратила убийство лидера западноукраинских националистов.
В 1950 году Москва санкционировала подготовку очередного покушения на Степана Бандеру. Осенью 1952 года из Чехословакии прибыли два агента Москвы с документами на имена Легуди и Леман. Правоохранительные органы ФРГ арестовали их по подозрению в шпионаже.
На следующий год данные о жертве начал собирать агент МГБ, немец с Волыни Степан Либгольц (оперативный псевдоним «Липпиц»). В Мюнхене он попал под наблюдение Службы безопасности ОУН и спешно перебрался в Восточную Германию.
В 1957 году за Степаном Бандерой начал наблюдать агент чехословацкой военной разведки Никифор Горбанюк. Он проживал в Мюнхене с 1923 года. В 1958 году, обнаружив за собой слежку, он исчез из ФРГ.
В марте 1959 году в Мюнхене был арестован немецкой криминальной полицией некий Винцик, якобы работник какой-то чешской фирмы. Этот человек активно разыскивал адрес школы, где учился тринадцатилетний сын Степана Бандеры — Андрей.
В мае 1959 года в Москве состоялось Всесоюзное совещание работников КГБ. 14 мая на нём выступил один из ближайших соратников Никиты Хрущёва того времени — кандидат в члены президиума ЦК КПСС и секретарь ЦК Алексей Кириченко. На ней упоминался Степан Бандера и ОУН: «Хотелось бы мне остановиться на вопросах борьбы с буржуазными националистами. Неуклонное осуществление принципов ленинской национальной политики нашей партии, крупные хозяйственные успехи в нашей стране выбили почву из-под ног буржуазных националистов. Ликвидированы вооружённые банды и организованное подполье буржуазных националистов в западных областях Украины, в Белоруссии, Литве, Латвии и Эстонии. Решительно пресекались националистические проявления и в других республиках, краях и областях. Наши успехи в строительстве коммунизма нанесли смертельный удар по националистам. Однако было бы ошибкой полагать, что с националистами покончено, что можно ослабить борьбу с ними. Закордонные центры националистической эмиграции, а также националистические элементы внутри страны не прекратили борьбу. Они сейчас изменили свою тактику подрывной деятельности против нашей страны. Главари ОУН (организация украинских националистов) ведут линию на сохранение старых кадров, на то, чтобы между этими сохранившимися кадрами не было связи или поменьше было бы этой связи, чтобы националисты действовали тонко, в одиночку, чтобы они там, где нужно, себя показывали активистами, продвигались по службе. Многие буржуазные националисты — белорусские, украинские, из Прибалтийских республик, когда их реабилитировали, рассыпались по всей стране. Нельзя быть уверенными в том, что они стали совершенно честными, преданными людьми… Я бы считал одной из главных задач: нужно активизировать работу по ликвидации закордонных центров. Я считаю, что у нас эта работа идёт ещё плохо, а возможности у вас в этом отношении очень большие… Надо активно разоблачать Бандеру, Мельника, Поремского, Окуловича и многих других. Кто такой Бандера? Он был агентом гитлеровской разведки, потом английской, итальянской и ряда других, ведёт развратный образ жизни, жадный к деньгам. Вы же, чекисты, все это знаете и понимаете, как можно скомпрометировать того же Бандеру».
По странному стечению обстоятельств через несколько месяцев после этого выступления Алексея Кириченко Степан Бандера погиб. Поздним утром, в четверг, 15 октября 1959 года жильцы одного из домов в Мюнхене сообщили в службу «Скорой помощи» о мужчине, лежащем на лестничной площадке. Лицо у него было в синяках и пошло чёрными и синими пятнами, а костюм запачкан кровью. Рядом с ним стояла сумка с продуктами. В левой руке он сжимал связку ключей. По дороге в больницу этот человек скончался.
Врач при осмотре тела обнаружил спрятанную под пиджаком кобуру с пистолетом и сообщил о находке в правоохранительные органы. Полиция быстро установила личность умершего — некий Стефан Поппель, а судмедэксперт констатировал факт «наступления смерти вследствие насилия, путём отравления цианистым калием». При тщательном осмотре трупа на лице были обнаружены микроскопические осколки оболочки ампулы с ядом. А верхняя губа имела глубокий порез.
Через несколько часов выяснилось, что владельца паспорта на самом деле звали Степаном Бандерой. После этого вопрос о том, кто «заказал» жертву, у полиции отпал сам собой: советские спецслужбы. Также была выдвинута теория, что Бандеру могли убить бывшие соратники по ОУН — между ними шла жёсткая борьба за власть, но в конце пятидесятых годов, прожив много лет в эмиграции, они уже были неспособны, как в молодости, на радикальные действия. Да и умереть в тюрьме никому из них не хотелось. Ещё один важный факт — необычное орудие убийства. Члены ОУН-УПА использовали традиционные средства умерщвления: верёвку, нож, пистолет и т. п. Цианистый калий — это из арсенала спецслужб.
Советская официальная пропаганда поспешила обвинить в совершении этого преступления министра по делам беженцев ФРГ Теодора Оберлендера, с которым Степан Бандера тесно сотрудничал в годы Второй мировой войны. Якобы по приказу этого политика «ликвидировали» руководителя ОУН. В Бонне к этой версии отнеслись скептически.
Также среди украинских эмигрантов начали стремительно распространяться слухи о том, что Степан Бандера стал жертвой западногерманских спецслужб. Эту версию полиция сразу же отвергла. Руководитель ОУН активно сотрудничал с британской разведкой. Маловероятно, что Бонн решил спровоцировать конфликт с Лондоном.
Было выдвинуто ещё одно предположение — Степан Бандера мог покончил жизнь самоубийством. Называли даже мотив этого поступка — ближайший соратник Мирон Матвиейко («Усмих») начал сотрудничать с КГБ в 1951 году и несколько лет обманывал его. Вот что о нём в своей книге «Поединок без компромиссов» написали Дмитрий Веденеев и Иван Быструхин: «Матвиейко Мирон Васильевич (1914, с. Беремовцы Зборивского района Тернопольской обл. — 10 мая 1984, с. Павлово Радеховского района Львовской обл.) Из семьи греко-католического священника. Псевдонимы — „Див“, „Жар“, „Рамзес“, „Усмих“. Член ОУН с 1930 г. Образование незаконченное высшее медицинское. Ответственный сотрудник референтуры СБ Провода ОУН (Б). По заданию ОУН с 1941 г. сотрудничал с контрразведкой Абвер. С весны 1949 г. — руководитель референтуры СБ ЗЧ ОУН. Занимался вопросами контрразведывательной защиты ячеек украинской политической эмиграции, подрывной работы против оппозиционных бандеровцам украинских политических организаций за рубежом. Один из особо приближённых к Бандере людей. Жена Матвиенко, Евгения Кошулинская — крёстная мать сына Бандеры — Андрея, технический сотрудник СБ ЗЧ ОУН. По словам лидера ОУН на Украине в 1950—1954 гг. Василия Кука, „способен на провокацию, может добиться признания даже от невинного человека“. За рубежом прошёл обучение в спецшколе английской разведки под псевдонимом „Модди“. Получил задание С. Бандеры нелегально прибыть в Западную Украину и подчинить силы движения сопротивления ЗЧ ОУН. В ночь с 14 на 15 мая 1951 г. с группой эмиссаров ОУН был заброшен с английского военного самолёта на территорию Тернопольщины. 5 июня того же года захвачен спецгруппой МДБ УССР. Принимал участие в оперативных играх советских органов госбезопасности с зарубежными центрами ОУН и спецслужбами некоторых стран НАТО. В связи с политической нецелесообразностью имитировать перед иностранным сообществом наличие движения сопротивления в Западной Украине специальные мероприятия были приостановлены. 19 июня 1958 года специальным постановлением Верховного Совета СССР помилован. 24 декабря 1960 года М. выступил в СМИ УССР с осуждением собственного участия в националистического движении».
Маловероятно, что предательство заброшенного за «железный занавес» эмиссара спровоцировало добровольный уход из жизни одного из руководителей ОУН. Версию самоубийства Степана Бандеры также опровергли и немецкие криминалисты. Они утверждали — было убийство, а не самоубийство. Об этом свидетельствовал порез на верхней губе. Да и место, и время для самоубийства были выбраны странно. Криминалисты так и не смогли реконструировать тип и модель оружия, из которого стреляли в жертву. Если это газовый баллончик, то почему на лицо жертвы попали фрагменты ампулы с ядом. Если убийца использовал носовой платок, смоченный смертоносным веществом, то как он выжил сам, вдыхая пары цианистого калия. Ответы на эти и другие вопросы западногерманские правоохранительные органы услышали от убийцы, который добровольно явился с повинной. Рассказанная им история выглядела слишком фантастичной и похожей на сюжет бульварного романа. Потребовалось несколько месяцев на её проверку.
Вечером 12 августа 1961 года в американский разведывательный центр в Западном Берлине позвонили из полицейского участка по обычному делу: человек, представившийся агентом советской разведки Богданом Сташинским, приехал городской железной дорогой в западный сектор, обратился в полицию и требует связать его с американскими властями. Такие инциденты тогда происходили регулярно. Сотрудники ЦРУ первоначально равнодушно отнеслись к этому сообщению и, следуя инструкции, провели первый допрос перебежчика.
Богдан Сташинский признался в совершении двух убийств: Степана Бандеры и другого лидера ОУН Льва Ребета. Последний скончался утром 12 октября 1957 года от «острой сердечной недостаточности» на лестничной площадке в подъезде дома редакции газеты «Украинский самостийник». Под медицинским заключением о причинах смерти стояли подписи двух немецких врачей Вальдемара Фишера и Вольфгана Шпанна. В их профессионализме никто не сомневался. Умерший был очень крупной и влиятельной фигурой среди эмигрантов — западноукраинских националистов. Он занимал пост редактора газеты «Украинский самостийник», был профессором мюнхенского Украинского вольного университета и председателем Политического совета ОУН.
Правда, историки до сих пор не могут объяснить, почему в Москве решили ликвидировать Льва Ребета. Единственная его «вина» перед советской властью — в начале пятидесятых годов прошлого века он написал две книги: «История нации» и «Формирование украинской нации». Правда, их мало кто прочёл из проживающих в Европе украинских эмигрантов. А солдатам УПА эти творения были неинтересны. У них были свои идеологи, которые не только жили на территории Западной Украины, но и участвовали в боевых действиях. К тому же в 1948 году вместе с Николаем Лебедем, Иваном Бутковским и Мирославом Прокопом, Ребет стал одним из руководителей организации, выделившейся из ОУН(б), так называемой «Заграничной ОУН» или ОУН(з), а с 1956 года возглавлял её с Зиновием Матлой.
Суд над Богданом Сташинским состоялся в октябре 1962 года в Карлсруэ. Учитывая признание и раскаяние подсудимого, его приговорили к восьми годам тюремного заключения за соучастие в убийстве. Оглашая приговор, судья заявил, что главным виновником является советское правительство, которое узаконило политические убийства. Впрочем, отсидел он ещё меньше, вскоре попав под амнистию. После освобождения при помощи спецслужб ФРГ он и его подруга сменили фамилию, документы и скрылись в неизвестном направлении, справедливо опасаясь мести как бандеровцев, так и КГБ.

### Убийство Льва Ребета
Богдан Сташинский за два года до гибели Бандеры также прославился убийством другого видного деятеля ОУН, Льва Ребета. Во время охоты на него «ликвидатор» использовал документы жителя Эссена Зигфрида Дрегера. Приехав в Мюнхен летом 1957 года, Сташинский располагал лишь описанием внешности жертвы: среднего роста, крепкого телосложения, с быстрой походкой; носит очки, а на бритую голову надевает берёт. Ещё советская разведка установила адреса двух учреждений, где трудился Лев Ребет.
Сташинский поселился в отеле вблизи одного из эмигрантских учреждений, где работал Лев Ребет. Несколько дней он крутился в этих местах, пока не заметил из окна гостиницы человека, похожего на жертву. Через несколько часов он уже преследовал незнакомца по улицам Мюнхена до редакции эмигрантской газеты «Самостийная Украина» на Карлсплац. Пытаясь установить маршруты передвижения Льва Ребета, агент КГБ несколько дней ходил за ним по пятам, выбирая место для совершения убийства.
Закончив подготовку, Богдан Сташинский доложил о проделанной работе своему начальству. Из Москвы в Карлсхорст приехал специалист, доставивший совершенно секретное орудие убийства. Алюминиевый цилиндр диаметром два сантиметра и длиной пятнадцать сантиметров весил меньше двухсот граммов. Начинкой служил жидкий яд, герметично запаянный в пластмассовой ампуле. Яд не имел ни цвета, ни запаха. При нажатии цилиндр выстреливал тонкую струю жидкости. Перезарядить его было нельзя. После использования оружие следовало выбросить.
Сташинскому посоветовали держать оружие завёрнутым в газету и встретить жертву, когда та будет подниматься по лестнице. Тогда ему будет удобно нацелить цилиндр в лицо жертве, выстрелить и спускаться дальше. В качестве противоядия исполнителю выдали таблетки атропина и ампулы с веществом, расширяющим артерии и обеспечивающим приток крови. Таблетку Сташинский должен был принять непосредственно перед покушением, а после выстрела раздавить ампулу и вдохнуть её содержимое.
Утром киллер подстерёг свою жертву около дома. Сташинский опередил жертву, первым вошёл в подъезд и стремительно поднялся по винтовой лестнице на пару этажей наверх. Услышав шаги жертвы, шагающий следом агент КГБ начал спускаться, держась правой стороны, чтобы Лев Ребет прошёл слева. Когда идеолог ОУН был на пару ступенек ниже, Богдан Сташинский выбросил вперёд правую руку и нажал спуск, выпустив струю прямо в лицо писателю. Не замедляя шаг, он продолжал спускаться. Он услышал, как жертва упала, но не обернулся. Выйдя на улицу, он зашагал в сторону Кёгльмюльбах-канала и выбросил пустой цилиндр в воду.
Эмигрантские газеты сообщили, что Лев Ребет умер от сердечного приступа.

### Перестройка и независимая Украина
К концу 1980-х годов оба движения полулегально вернулись на Украину. Их легализация произошла в начале 1990-х годов — причём ОУН(б) легализовалась в виде политической партии — Конгресс украинских националистов (КУН), а ОУН(м) в виде общественно-политического движения[какого?]. К началу XXI века КУН имеет минимальный вес на политической арене Украины, деятельность же ОУН(м) политическими наблюдателями не отмечается.
В 2004 году Организация украинских националистов вместе с Конгрессом украинских националистов, Организацией украинских националистов (революционной) и Всеукраинским объединением «Свобода» выступила в поддержку Виктора Ющенко на президентских выборах. В ноябре 2007 года во время официального визита в Израиль президент
Украины Виктор Ющенко заявил, что ОУН и УПА никоим образом не были причастны к антисемитским действиям во время Второй мировой войны и что уставные документы этих организаций не содержат никаких антисемитских положений. «Ни один архив не подтвердит сегодня ни одной акции карательного типа, в которой принимали бы участие бойцы УПА или другие подобные организации», — заявил Ющенко.
В начале апреля 2014 года Министерство обороны РФ (Управление пресс-службы и информации совместно с ЦАМО) опубликовало документы, раскрывающие деятельность украинских националистических организаций в годы Великой Отечественной войны. Документы до недавнего времени были доступны лишь узкому кругу специалистов.
С августа 2014 года по апреле 2015 года на Донбассе воевал Добровольческий батальон ОУН, созданный по инициативе членов ОУН при поддержке ПУН. В конце августа 2015 года комбат ОУН Николай Коханивский возглавил новую политическую организацию «Добровольческий Рух ОУН» Программа организации предусматривает установление временной национальной диктатуры и построение корпоративно-синдикалистского государства.
На местные выборы 2015 года представители Организации украинских националистов шли по спискам Всеукраинского объединения «Свобода».
9 апреля 2015 года Верховная рада Украины приняла закон о «Правовом статусе участников борьбы за независимость Украины в XX веке», которым признала членов ОУН-УПА борцами за независимость Украины в XX веке и предоставила им социальные льготы и гарантии. Одним из авторов законопроекта был сын предпоследнего командира УПА Романа Шухевича — Юрий Шухевич. 15 мая 2015 года Пётр Порошенко подписал данный закон.
16 марта 2017 года Организация украинских националистов, Всеукраинское объединение «Свобода», «Национальный корпус», «Правый сектор», Конгресс украинских националистов и «C14» подписали «Национальный манифест».

## В художественной литературе
- Александр Бондарь. Кровь и Ненависть
- Ярослав Галан. Чему нет названия
- Николай Далёкий. За живой и мёртвой водой
- Улас Самчук. Чего не лечит огонь
- Юлиан Семёнов. Третья карта
- Андрей Свердлов. Схватка с оборотнем